# Francisco (papa)
Francisco (en latín: Franciscus PP.), de nombre secular Jorge Mario Bergoglio (Buenos Aires, 17 de diciembre de 1936-Ciudad del Vaticano, 21 de abril de 2025), fue el 266.º papa de la Iglesia católica y el octavo soberano de la Ciudad del Vaticano desde el 13 de marzo de 2013 hasta su fallecimiento.
Antes de entrar en el seminario como novicio de la Compañía de Jesús trabajó una temporada como técnico químico. Fue profesor de Literatura y Psicología en la escuela jesuita Inmaculada Concepción de Santa Fe (1964-1965). En 1969 fue ordenado sacerdote. Fue nombrado superior provincial de los jesuitas en Argentina (1973-1979) y rector del Colegio Máximo y de la Facultad de Filosofía y Teología del Partido de San Miguel (1980-1986). Luego de un breve paso por Alemania y por Buenos Aires, se estableció en la provincia argentina de Córdoba durante seis años.
Su espiritualidad y carácter llamaron la atención del cardenal Antonio Quarracino y, el 20 de mayo de 1992, Juan Pablo II designó a Bergoglio obispo titular de la diócesis de Oca y uno de los cuatro obispos auxiliares de la arquidiócesis de Buenos Aires. Luego de desempeñarse como vicario general de Quarracino, el 3 de junio de 1997 fue designado arzobispo coadjutor de Buenos Aires con derecho a sucesión, por lo que ocupó el cargo de su mentor en el episcopado tras su muerte, el 28 de febrero de 1998, convirtiéndose también en el gran canciller de la Universidad Católica Argentina.
Juan Pablo II creó a Bergoglio cardenal presbítero de San Roberto Belarmino el 21 de febrero de 2001. Tras la muerte de dicho pontífice, el 2 de abril de 2005, fue considerado como uno de los candidatos para ocupar el trono de san Pedro, cargo para el que fue elegido finalmente el alemán Joseph Ratzinger, quien adoptó el nombre papal de Benedicto XVI. Bergoglio fue presidente de la Conferencia Episcopal Argentina durante dos períodos consecutivos, desde noviembre de 2005 hasta noviembre de 2011. Impedido por el Estatuto de la Conferencia para asumir un nuevo mandato, durante la 102.ª asamblea plenaria de ese organismo se eligió al arzobispo de la arquidiócesis de Santa Fe de la Vera Cruz, José María Arancedo, para sucederlo.
El 13 de marzo de 2013, el cónclave que se celebró tras la renuncia de Benedicto XVI eligió como papa a Jorge Mario Bergoglio, quien manifestó su voluntad de ser conocido como Francisco en honor al santo de Asís. Bergoglio fue el primer papa no europeo desde el sirio Gregorio III, fallecido en 741, el primer sumo pontífice americano y proveniente del hemisferio sur de la historia. Además, es el único papa de origen jesuita hasta la actualidad y también quien más santos ha canonizado con un total de 942.
Durante su pontificado, apoyó una mayor inclusión de mujeres en la Iglesia católica, defendió valores de justicia social, tuvo un trato más acogedor con las personas LGBT que los papas anteriores, apoyó acciones para combatir el calentamiento global, defendió a los migrantes y rechazó las políticas hostiles contra ellos.
Conocido por su humildad, su adhesión a la opción preferencial por los pobres —principio que abarca a los marginados y sufrientes de distinta extracción— y su compromiso de diálogo con personas de diferentes orígenes y credos, Francisco mostró una variedad de gestos pastorales indicativos de sencillez, entre los que se incluyen su decisión de residir en la Casa de Santa Marta en lugar de la residencia papal del Palacio Apostólico Vaticano usada por sus antecesores desde 1903. Asimismo, se caracterizó por su sentido del humor y por decidir llevar una vestimenta papal más austera. También destacan sus iniciativas de reforma de la curia romana en campos tan diversos como la economía y las finanzas, la administración, los tribunales eclesiásticos y el derecho canónico, las comunicaciones sociales, la sanidad, el laicado y la familia. Con ello propugnó soluciones en temas complejos que incluyen la transparencia en las finanzas vaticanas, la coherencia entre la misión evangelizadora y la actividad económica, la simplificación de la burocracia, la eficacia de la comunicación, la nulidad matrimonial, la lucha contra la pedofilia y los abusos y la protección de menores y migrantes. Al poco tiempo de su elección, en 2013, la revista Time lo consideró una de las cien personas más influyentes, incluyéndolo en el grupo de los «líderes», y meses más tarde lo nombró la «persona del año» de 2013. Su fotografía fue portada de la revista Rolling Stone internacional en dicho año.
Falleció el 21 de abril de 2025, lunes de Pascua, a las 7:35 horas (UTC+2). Su funeral tuvo lugar el 26 de abril siguiente en la plaza de San Pedro. El 26 de abril de ese año fue sepultado en la Basílica de Santa María la Mayor de Roma, siendo con ello el primer papa desde León XIII que está enterrado fuera del Vaticano.

## Biografía

### Primeros años

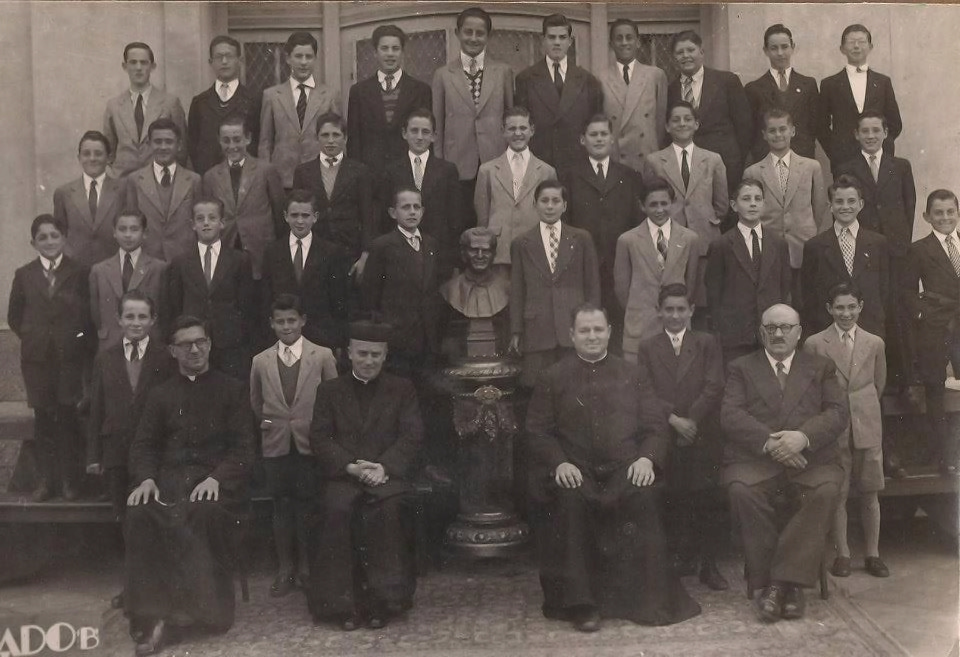
Jorge Mario Bergoglio (cuarto niño desde la izquierda, fila central) con 12 años, cuando estudiaba en el Colegio Salesiano

Jorge Mario Bergoglio nació en el seno de una familia católica el 17 de diciembre de 1936, en el barrio porteño de Flores, siendo el mayor de los cinco hijos del matrimonio formado por Mario José Bergoglio (1908-1959) (contador, empleado en el ferrocarril), nacido en Portacomaro, provincia de Asti, que tuvo que emigrar de Italia debido al avance del fascismo; y Regina María Sívori (1911-1981), ama de casa, nacida en Buenos Aires, hija también de inmigrantes procedentes de las regiones italianas de Piamonte y Génova. María Elena Bergoglio es la única de sus hermanos todavía con vida.
Durante su infancia, Jorge Bergoglio creció en un hogar arraigado a los orígenes italianos y católicos de su familia. Sus padres lo bautizaron el día de Navidad de 1936 en la Basílica María Auxiliadora y San Carlos del barrio de Almagro en Buenos Aires. Durante su infancia estudió en el colegio salesiano Wilfrid Barón de los Santos Ángeles de la localidad de Ramos Mejía.
Tuvo una estrecha relación con sus abuelos, especialmente con su abuela Rosa Vasallo. El propio papa Francisco comentó que fue «la mujer que mayor influencia» tuvo en su vida. La periodista Lucía Capuzzi, basándose en documentos y actas oficiales, y habiendo entrevistado personalmente a varias personas que la conocieron y que convivieron con ella en el Piamonte y la Liguria, ha redactado una biografía de la abuela del papa, titulada Rosa de los dos mundos, la historia de la abuela del Papa Francisco.
Posteriormente estudió en la escuela secundaria industrial (ETN n.º 27) Hipólito Yrigoyen, en la que se graduó como técnico químico, tras lo cual estuvo trabajando en el laboratorio Hickethier-Bachmann, realizando análisis bromatológicos destinados a controlar la higiene de productos alimenticios. Ya en esa época sentía una fuerte vocación religiosa.
En su juventud, una enfermedad hizo que fuese sometido a una operación quirúrgica en la que le fue extirpada una porción de pulmón. A pesar de ello, según los médicos, el tejido que le faltaba a su pulmón no tenía impacto significativo en su salud. La única preocupación hubiese sido una disminución en la reserva de la respiración si llegase a padecer una infección respiratoria.

### Sacerdote jesuita

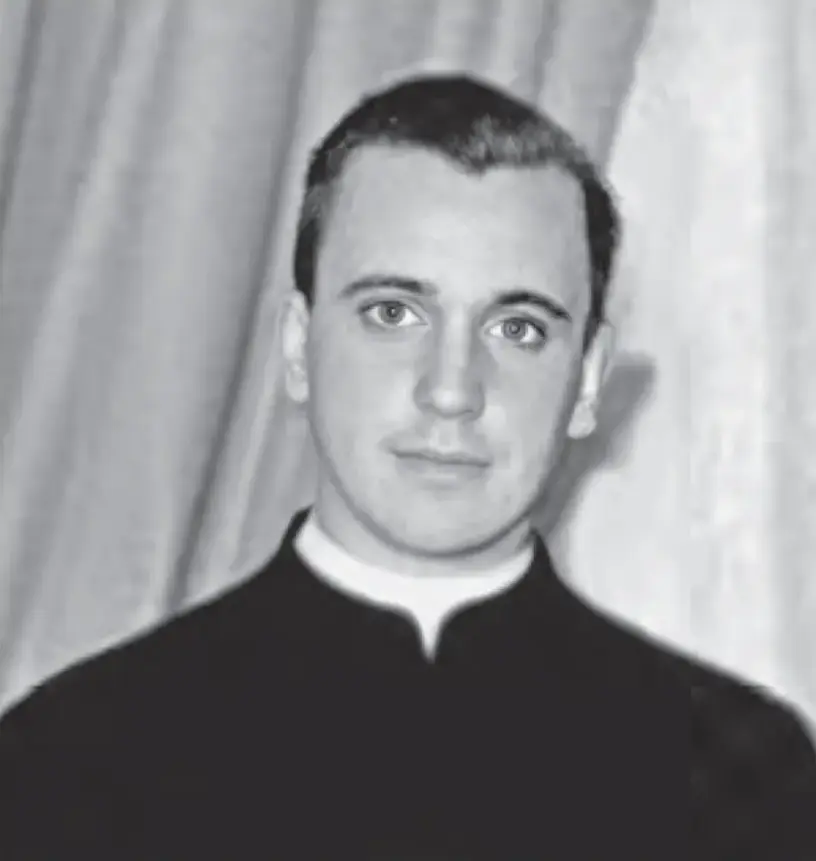
Bergoglio durante sus años en el seminario.

En 1957 decidió convertirse en sacerdote; ingresó al seminario del barrio Villa Devoto y al noviciado de la Compañía de Jesús. Entre 1958 y 1960, culminó sus estudios en el juniorado jesuita de Santiago (Chile), ubicado en la casa de retiro de san Alberto Hurtado (actual Centro de Espiritualidad Loyola), donde ingresó al curso de Ciencias Clásicas y profundizó sus estudios de historia, literatura, latín y griego, bajo la instrucción del carismático Carlos Aldunate.
De 1964 a 1965 fue profesor de Literatura y Psicología en el Colegio de la Inmaculada de Santa Fe. Cuando se encontraba en la Ciudad de Santa Fe en 1965, contó con la presencia del ilustre escritor argentino Jorge Luis Borges quien dictó un seminario que tuvo como resultado final un libro llamado Cuentos originales, una selección de ocho textos escritos por los alumnos en el cursillo, cuyo prólogo estaba redactado por el propio Borges.
En 1966 Jorge Bergoglio y varios jesuitas de la Universidad del Salvador eran directores espirituales de los jóvenes integrantes católicos que ingresaron a la agrupación juvenil peronista Guardia de Hierro después de la Noche de los Bastones Largos. Guardia de Hierro era una organización surgida durante la Resistencia peronista con actividad política en varios frentes, que se disolvió formalmente en 1974. De su relación con Guardia de Hierro recibió ya iniciada la década de 1970, una considerable influencia del pensamiento de la filósofa Amelia Podetti, respecto de cuya obra escribió en 2006 el prólogo a su libro.
Entre 1967 y 1970 cursó estudios de teología en la Facultad de Teología del Colegio Máximo de San José, en el Partido de San Miguel.
Allí recibió las enseñanzas del teólogo jesuita Juan Carlos Scannone, fundador de la Filosofía de la liberación y de la Teología del pueblo (corriente autónoma argentina de la Teología de la liberación), que influirán profundamente en su pensamiento. Fue ordenado sacerdote el 13 de diciembre de 1969, pocos días antes de cumplir 33 años de edad.
Entre 1970 y 1971 realizó en la ciudad española de Alcalá de Henares la tercera probación de su noviciado, la última prueba necesaria para ingresar definitivamente en la Compañía de Jesús. En los años 1972 y 1973, fue maestro de novicios en la residencia Villa San Ignacio, de Villa de Mayo.
El 31 de julio de 1973 fue nombrado provincial de los jesuitas argentinos, cargo que ocupó hasta 1979.
Veinte días antes de su nombramiento como provincial, el general de los jesuitas, Pedro Arrupe, le encargó transferir la administración de la Universidad del Salvador de la Compañía de Jesús a una agrupación de laicos, lo cual hizo confiando en personas que conocía en la agrupación Guardia de Hierro. Por ello, en 1974 designó rector a Francisco José Piñón, quien ejerció el cargo hasta 1980, y en los demás cargos a exintegrantes de Guardia de Hierro.
En 1976 comienza una nueva dictadura militar en la Argentina en el marco de la cual varios sacerdotes fueron víctimas de secuestros, torturas y muerte, especialmente los vinculados al Movimiento de Sacerdotes para el Tercer Mundo, al movimiento de curas villeros y a la teología de la liberación.
En este escenario, Francisco, como provincial de los jesuitas, tuvo actuación en el caso de la desaparición forzada y las torturas sufridas en la ESMA por los sacerdotes jesuitas Orlando Yorio y Francisco Jalics, quienes realizaban tareas sociales en las villas miseria de Buenos Aires, entrevistándose con los dictadores Jorge Rafael Videla y Eduardo Massera para exigir y lograr su liberación. Bergoglio también organizó una red clandestina que organizaba la huida hacia Brasil de opositores perseguidos por la dictadura, entre lo que se encontraban Alicia Oliveira, tres seminaristas del obispo Enrique Angelelli, el escritor Alfredo Somoza, los activistas sociales Sergio y Ana Gobulin, etc. Bergoglio declaró dos veces como testigo en juicios por crímenes de lesa humanidad cometidos durante el terrorismo de Estado en las décadas de 1970 y 1980, en la megacausa ESMA —su declaración de tres horas fue filmada y hecha pública— y en la causa conocida como «Plan Sistemático», donde se investigó el secuestro y supresión de identidad de menores.
Desde 1980 hasta 1986, fue rector del Colegio Máximo de San Miguel y de las Facultades de Filosofía y Teología de esa casa de estudios, así como primer párroco de la Parroquia del Patriarca San José, ubicada en el humilde barrio San José del partido bonaerense de San Miguel.
Entre 1990 y 1992 Bergoglio fue destinado por la Compañía de Jesús a la ciudad de Córdoba, viviendo en la Residencia Mayor que la orden posee en el centro de esa ciudad. La transferencia de Bergoglio para que obre de sacerdote en Córdoba ha sido considerado como una especie de castigo por los estudiosos de su vida y él mismo definió ese momento como de «purificación interior» y «como una noche, con alguna oscuridad interior».

### Obispo y cardenal

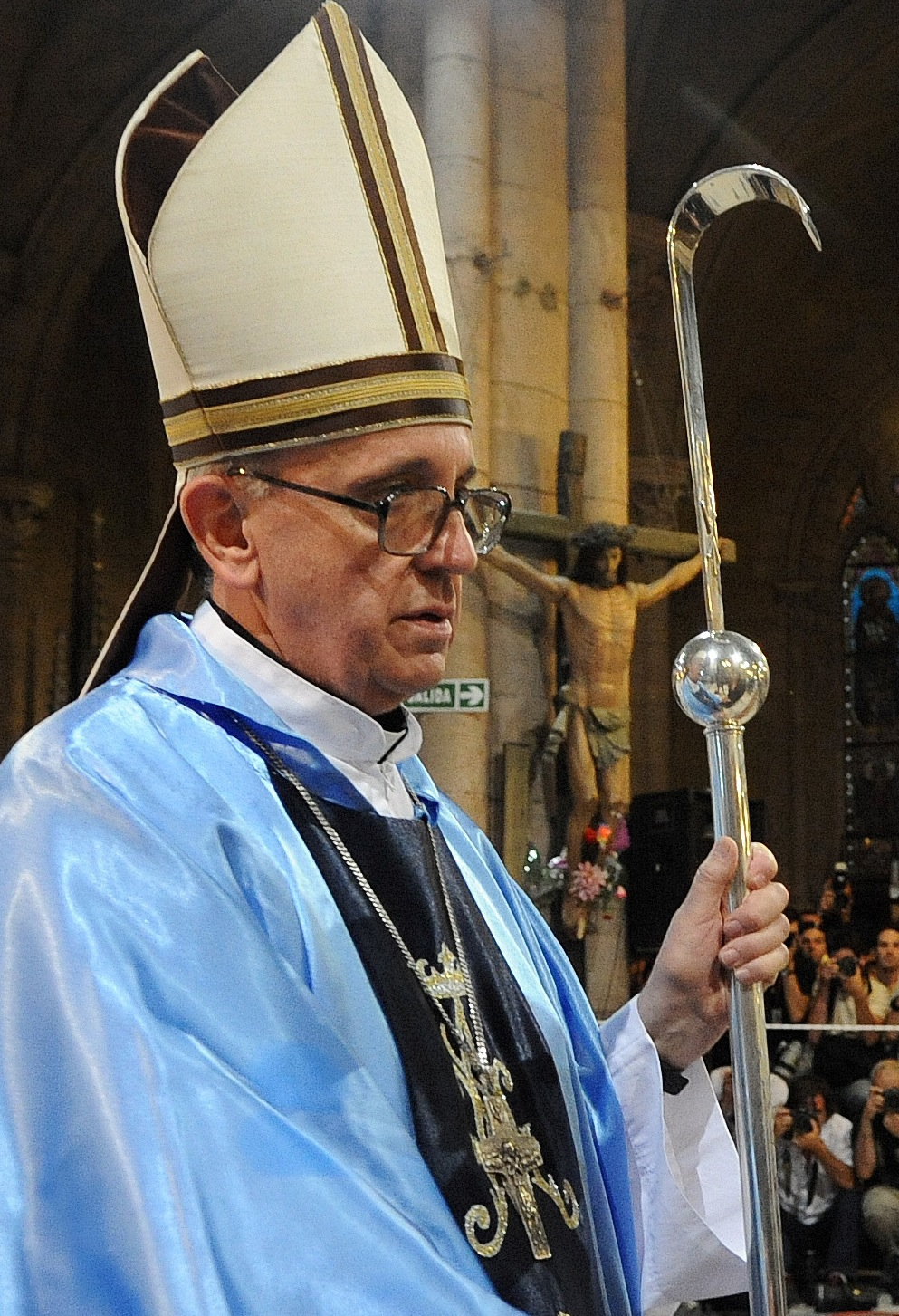
El entonces cardenal Bergoglio en la basílica de Nuestra Señora de Luján, en 2008

Luego de una gran actividad como sacerdote y profesor de Teología, fue consagrado obispo titular de Oca (Auca, en latín) el 20 de mayo de 1992, para ejercer como uno de los obispos auxiliares de Buenos Aires. Fue consagrado obispo el 27 de junio de 1992 en la catedral de Buenos Aires. Cuando la salud de su predecesor en la Arquidiócesis de Buenos Aires, el arzobispo Antonio Quarracino empezó a debilitarse, Bergoglio fue designado arzobispo coadjutor de la misma el 3 de junio de 1997. Al fallecer Quarracino lo sucedió en el cargo de arzobispo de Buenos Aires el 28 de febrero de 1998, cargo que lleva añadido el título de primado de la Argentina, y el de gran canciller de la Universidad Católica Argentina. El 6 de noviembre de 1998 fue nombrado también ordinario para los fieles orientales desprovistos de un ordinario de su propio rito en Argentina.
Durante el consistorio del 21 de febrero de 2001, san Juan Pablo II lo creó cardenal con el titulus de San Roberto Belarmino. El mismo Bergoglio, una vez investido como papa y en el marco del consistorio del 22 de febrero de 2014 designó como titular del mismo a su sucesor en el arzobispado porteño, el cardenal Mario Aurelio Poli.
Como cardenal formó parte de la Pontificia Comisión para América Latina, la Congregación para el Clero, el Pontificio Consejo para la Familia, la Congregación para el Culto Divino y la Disciplina de los Sacramentos, el Consejo Ordinario de la Secretaría General para el Sínodo de los Obispos y la Congregación para los Institutos de Vida Consagrada y las Sociedades de Vida Apostólica.

Escudo cardenalicio de Jorge Mario Bergoglio, con el lema Miserando atque eligendo

Por ser arzobispo de Buenos Aires también era miembro de la Conferencia Episcopal Argentina, de la que fue presidente en dos períodos consecutivos desde noviembre de 2005 hasta noviembre de 2011, no pudiendo ser reelegido una vez más por no permitirlo el artículo 61 del Estatuto. El 8 de noviembre de 2011 los obispos electores de ese organismo designaron para reemplazarlo al arzobispo de Santa Fe, José María Arancedo, primo hermano del fallecido expresidente argentino Raúl Alfonsín y hasta entonces vicepresidente segundo de la Conferencia Episcopal. Integró también el Consejo Episcopal Latinoamericano (CELAM).
En 2005, el entonces cardenal Bergoglio, ya siendo presidente de la Conferencia Episcopal, autorizó la tramitación de la causa para la beatificación de los seis miembros de la sociedad de vida apostólica de los Padres Palotinos, que fueron asesinados en 1976 en la conocida masacre de San Patricio. Al mismo tiempo, Bergoglio ordenó investigar la masacre en sí, que se le atribuye mayoritariamente al régimen militar argentino. Las polémicas por la legalización de los matrimonios homosexuales y el aborto, entre otros temas, enfrentaron a Jorge Mario Bergoglio, primero con Néstor Kirchner y luego con su esposa, la mandataria argentina Cristina Fernández de Kirchner, así como con organizaciones políticas, sociales, de derechos humanos, feministas, LGTB y amplios sectores de la población con posturas a favor de esas decisiones. Por estos temas Bergoglio también se enfrentó con la mayoría de los obispos argentinos, cuando sugirió la conveniencia de que la Iglesia católica propiciara la unión civil de las personas homosexuales, postura que fue rechazada.
Como arzobispo y cardenal, Bergoglio fue conocido por su humildad, conservadurismo doctrinal y su compromiso con la justicia social. Optó por promover el diálogo y acercarse a los distintos colectivos sociales, fuesen o no católicos; así como por reforzar la tarea pastoral en las parroquias, aumentando la presencia de sacerdotes en las villas (barrios marginales). Esto hizo que fuese conocido como «el Obispo de los pobres».

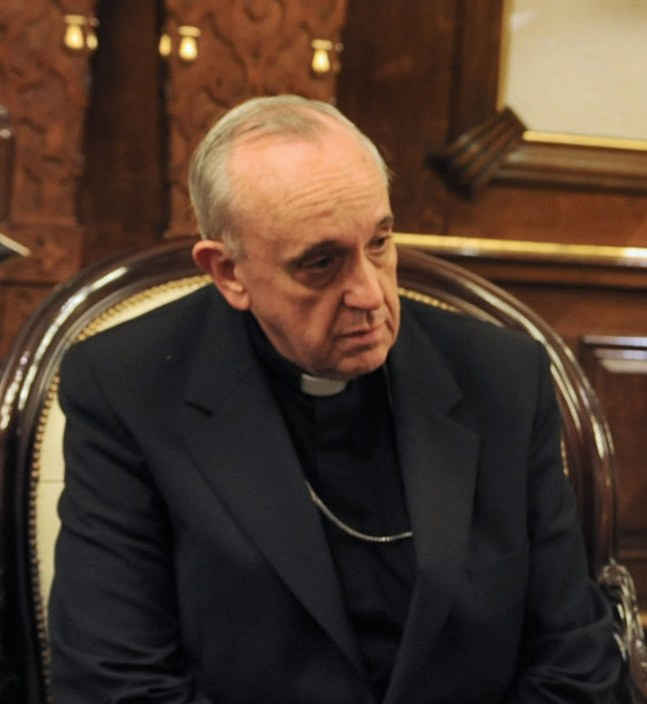
El entonces cardenal Bergoglio, en 2010

El sociólogo Fortunato Mallimaci indicó que «tuvo mucha presencia en actos contra la trata de personas, en favor de las víctimas de accidentes de tránsito o de las tragedias de la discoteca Cromañón (2004) y de la estación ferroviaria de Once (2012)». Presidió misas con prostitutas, visitó las cárceles y dio libertad para que actuaran los sectores progresistas de la Iglesia.
Un estilo de vida sencillo ha contribuido a la reputación de su humildad: vivía en un apartamento pequeño en vez de la residencia palaciega episcopal, renunció a su limusina y a su chofer en favor del transporte público, y cocinaba su propia comida. Disfrutaba de la ópera, el tango, y el fútbol; era hincha y socio activo simple del Club Atlético San Lorenzo de Almagro.
En 2008, la cúpula de la Iglesia argentina tuvo un rol protagónico. En medio del paro agropecuario patronal en Argentina de 2008, se había reunido con las autoridades del agro. Bergoglio le había reclamado a Cristina Kirchner que tuviera un «gesto de grandeza» que permitiera destrabar el tenso conflicto.
Fue también un apasionado lector de Fiódor Dostoievski y Jorge Luis Borges, además de autores clásicos.
Bergoglio, antes de ser elegido papa, presentó su renuncia como arzobispo al cumplir los 75 años, de acuerdo al Derecho canónico. Tenía previsto jubilarse una vez fuese nombrado su sucesor y retirarse a un hogar para los sacerdotes mayores o enfermos, donde ya tenía reservada una habitación; para después llevar una vida de oración y de dirección espiritual, alejada del gobierno eclesiástico.

### Cónclave de 2005
Al fallecer Juan Pablo II, eran 117 los cardenales menores de 80 años en condiciones de votar para elegir un nuevo papa, entre los cuales se encontraba el entonces cardenal Bergoglio, considerado papable, y de quien se dice que logró obtener 40 votos de los 77 que eran necesarios para ser elegido, es decir, el segundo lugar detrás del cardenal Joseph Ratzinger, quien fue elegido y se convirtió en Benedicto XVI, 265.º papa hasta febrero de 2013.
Se ha dicho que Bergoglio competía en número de votos con Ratzinger durante la elección hasta que hizo una súplica emotiva pidiendo a los cardenales que no votaran por él. Sin embargo, puesto que existe obligación de secreto absoluto para los asistentes al cónclave (Constitución Apostólica Universi Dominici Gregis de 22 de febrero de 1996, cap. II, n.º 48) bajo pena de excomunión reservada al sumo pontífice (Código de Derecho Canónico, canon 1399), este dato debe tomarse como mera especulación. Antes, había participado en el funeral de san Juan Pablo II y actuado como regente junto al Colegio Cardenalicio, gobernando la Santa Sede y la Iglesia católica durante el periodo de interregno de la sede vacante.

## Elección al papado

### Antecedentes inmediatos
Culminada la histórica renuncia papal de Benedicto XVI y cerrada la sede vacante, se dio comienzo el cónclave de 2013 en que se lo consideró a Jorge Bergoglio como un candidato reformista, con edad y capacidad para reformar la curia romana. A pesar de ello, no figuraba entre los papables más sonados. Pero antes de que se hiciese efectiva su renuncia, Benedicto XVI había tenido un gesto hacia Jorge Mario Bergoglio: lo había designado como miembro de la Pontificia Comisión para América Latina (CAL), lo que se interpretó como un mensaje implícito de confianza.
Fue el cardenal Jaime Ortega, arzobispo de La Habana, quien dio a conocer un documento único con la ponencia de Jorge Mario Bergoglio ante los cardenales inmediatamente antes del cónclave. Este documento incluye cuatro puntos:
1. En el primer punto expresó: «La Iglesia está llamada a salir de sí misma e ir hacia las periferias, no sólo las geográficas, sino también las periferias existenciales: las del misterio del pecado, las del dolor, las de la injusticia, las de la ignorancia y prescindencia religiosa, las del pensamiento, las de toda miseria».
2. En el segundo párrafo caracterizó a la institución como una Iglesia «autorreferencial», centrada en sí misma, una tendencia que enferma a la institución.
3. En el tercer punto, Bergoglio profundizó este problema. «La Iglesia, cuando es autorreferencial, sin darse cuenta, cree que tiene luz propia... y da lugar a ese mal tan grave que es la mundanidad espiritual».
4. En el cuarto punto hizo un comentario sobre las características que él consideraba debía tener un papa actual. El pontífice sería, explicó Bergoglio, «un hombre que, desde la contemplación de Jesucristo... ayude a la Iglesia a salir de sí hacia las periferias existenciales».[86]

### Elección

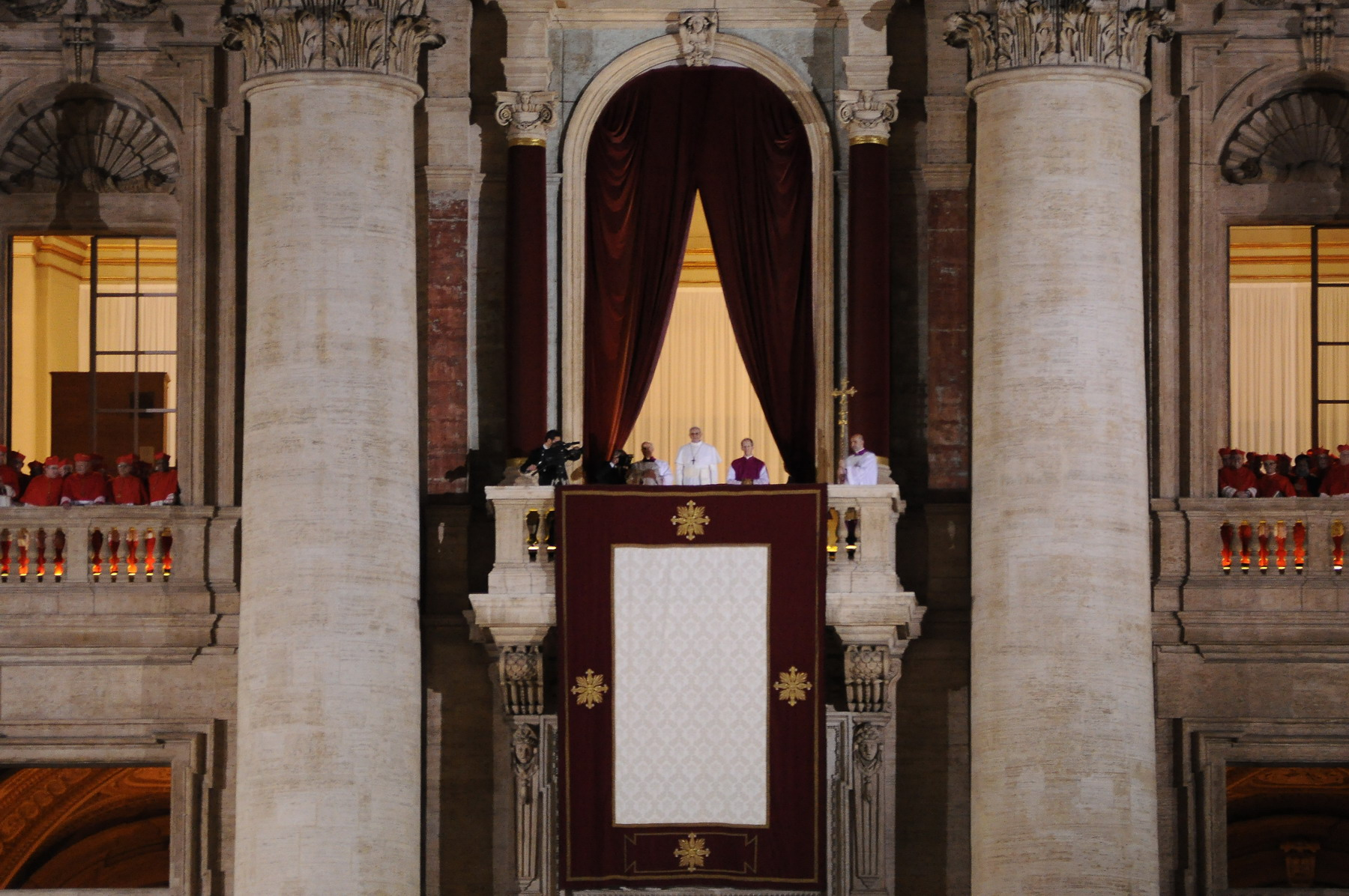
El papa Francisco, recién elegido, se asoma para saludar a la gente presente en la plaza de San Pedro.

A las 19:06 (UTC+01:00) del 13 de marzo de 2013, en la quinta ronda de votaciones del segundo día del cónclave, el cardenal Bergoglio fue elegido sucesor de Benedicto XVI.
Fue el cardenal protodiácono Jean-Louis Tauran quien anunció desde el balcón central de la Basílica de San Pedro la elección de Francisco con la fórmula en latín:

«Annuntio vobis Gaudium Magnum: Habemus Papam. Eminentissimum ac reverendissimum dominum, dominum Georgium Marium, Sanctae Romanae Ecclesiae Cardinalem Bergoglio; qui sibi nomen imposuit Franciscum»
«Os anuncio una gran alegría: ¡tenemos papa! El eminentísimo y reverendísimo señor don Jorge Mario, cardenal Bergoglio de la Santa Iglesia Romana, quien se ha puesto el nombre de Francisco».

Fue el primer papa de procedencia americana, el primero que no fue nativo de Europa, Oriente Medio o el norte de África, y el primero procedente del hemisferio sur del mundo. También destaca por ser el primer pontífice no europeo desde 741, año en el que falleció Gregorio III, que era de origen sirio. Además, también fue el primer papa perteneciente a la Compañía de Jesús.
Tomó el nombre de Francisco ―en ocasiones reproducido incorrectamente como Francisco I― y, en su primera aparición pública, elevó una oración por su antecesor, el entonces ya papa emérito Benedicto XVI. Acto seguido, dijo que comenzaba «un camino», y pidió a los fieles que rezaran «unos por otros para que haya una gran fraternidad». «Espero que este camino de la Iglesia que hoy comenzamos sea fructífero para la evangelización», añadió. Además, pidió una oración en silencio por él para que Dios le ayudara en su labor.

Hermanos y hermanas, buenas tardes. Sabéis que el deber del cónclave era dar un obispo a Roma. Parece que mis hermanos cardenales han ido a buscarlo casi al fin del mundo; pero aquí estamos. Os agradezco la acogida. La comunidad diocesana de Roma tiene a su obispo. Gracias. Y ante todo, quisiera rezar por nuestro obispo emérito, Benedicto XVI. Oremos todos juntos por él, para que el Señor lo bendiga y la Virgen lo proteja. (Padre nuestro. Ave María. Gloria al Padre). Y ahora, comenzamos este camino: obispo y pueblo. Este camino de la Iglesia de Roma, que es la que preside en la caridad a todas las Iglesias. Un camino de fraternidad, de amor, de confianza entre nosotros. Recemos siempre por nosotros: el uno por el otro. Recemos por todo el mundo, para que haya una gran fraternidad. Deseo que este camino de Iglesia, que hoy comenzamos y en el cual me ayudará mi cardenal vicario, aquí presente, sea fructífero para la evangelización de esta ciudad tan hermosa. Y ahora quisiera dar la bendición, pero antes, antes, os pido un favor: antes que el obispo bendiga al pueblo, os pido que vosotros recéis para el que Señor me bendiga: la oración del pueblo, pidiendo la bendición para su obispo. Hagamos en silencio esta oración de vosotros por mí... Ahora daré la bendición a vosotros y a todo el mundo, a todos los hombres y mujeres de buena voluntad. (Bendición). Hermanos y hermanas, os dejo. Muchas gracias por vuestra acogida. Rezad por mí y hasta pronto. Nos veremos pronto. Mañana quisiera ir a rezar a la Virgen, para que proteja a toda Roma. Buenas noches y que descanséis.

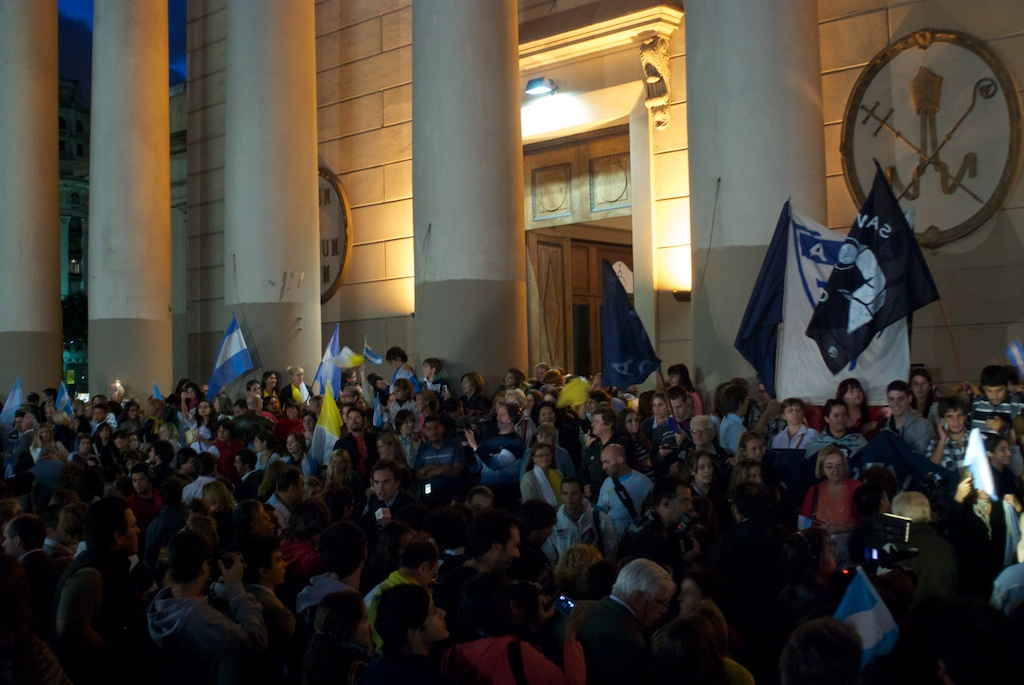
Celebración por la elección del cardenal Bergoglio como papa ante la catedral metropolitana de Buenos Aires.

Tras el nombramiento, cientos de fieles se congregaron ante la catedral metropolitana de Buenos Aires para celebrar la elección y posteriormente se celebró una misa en el templo con ese motivo. La elección del papa Francisco fue también uno de los temas más comentados en las redes sociales, acaparando en Twitter más de 130 000 mensajes por minuto; siendo hasta la fecha el segundo evento con más repercusión en la historia de dicha red social, sólo superado por los resultados de las elecciones presidenciales de Estados Unidos de 2012 en las que Barack Obama se proclamó ganador.

### Nombre y emblemas

Escudo del papa Francisco. El emblema IHS es el símbolo de los jesuitas y representa a Cristo, la estrella dorada representa a la Virgen María y el ramo de nardos se asocia con san José.

Tras obtener la mayoría necesaria en la votación del cónclave, el cardenal Bergoglio escogió el nombre de Francisco como su nombre pontifical en honor a san Francisco de Asís, un santo italiano que en el siglo XIII fundó la Orden Franciscana y que se caracterizó por su entrega a los pobres y su humildad extrema. Algunos periodistas señalaron al respecto que su preferencia por este nombre fue un signo de cómo quiere llevar a cabo su pontificado, y el papa declaró posteriormente a la prensa que le gustaría «una Iglesia pobre y para los pobres» al explicar el porqué de su opción por el nombre de Francisco de Asís: «Para mí es el hombre de la pobreza, el hombre de la paz, el hombre que ama y custodia la Creación».
El papa explicó distendidamente que después del cónclave le sugirieron algunos nombres, como Adriano, por Adriano VI, un papa reformista; o Clemente, por Clemente XIV, el papa que prohibió a los jesuitas, como una pequeña «venganza». Sin embargo, optó por Francisco por unas palabras que le comentó el cardenal brasileño Cláudio Hummes, cuando estaba alcanzando la mayoría para ser elegido: «No te olvides de los pobres».
Francisco escogió como lema y escudo papales los mismos que tenía como obispo y cardenal. Su lema, Miserando atque eligendo (‘Lo miró con misericordia y lo eligió’), proviene de una homilía de san Beda el Venerable. El escudo tiene en su parte superior el emblema de la Compañía de Jesús, es decir, el símbolo IHS (que es un monograma de Jesús en griego) en su variante con una cruz, de gules, y los clavos, de sable, sobre unos rayos solares de oro. En la parte inferior se encuentran una estrella, símbolo de la Virgen María, y una flor de nardo, que representa a san José, patrón de la Iglesia Universal, también de oro. La diferencia con su escudo de cardenal, además de los cambios en los adornos indicativos de jerarquía tradicionales en la heráldica eclesiástica (la mitra y las dos llaves en vez del capelo) es que la estrella y la flor de nardo pasaron a ser de oro en lugar de argén.

### Títulos y tratamientos
El tratamiento oficial del papa fue «Su Santidad el Papa Francisco»; en latín, Franciscus, Episcopus Romanus (Francisco, obispo de Roma). Otro tratamiento frecuentemente usado para los papas es Santo Padre.
Su título completo, raramente usado, fue: «Su Santidad el Papa Francisco, Obispo de Roma, Vicario de Cristo, Sucesor del Príncipe de los Apóstoles, sumo pontífice de la Iglesia Universal, Primado de Italia, Arzobispo Metropolitano de la Provincia Romana, Soberano del Estado de la Ciudad del Vaticano, Siervo de los siervos de Dios». En 2024, el papa Francisco retomó el título de «Patriarca de Occidente», aquel que había sido eliminado por su antecesor, Benedicto XVI, allá por el año 2006.
Cuando se hace referencia a los papas, se acostumbra a traducir el nombre papal en los idiomas locales. Así, es Franciscus en latín, Francesco en italiano, y Francisco en castellano.

## Papado

### Cronología inicial

#### Primeros actos
El 14 de marzo de 2013, un día después de ser elegido, celebró su primera misa como pontífice en la Capilla Sixtina. Lo hizo alternando latín e italiano sin la ayuda de escritos, con un tono didáctico y gesticulando abundantemente. Respecto a los asuntos que trató, hizo un llamamiento a proclamar el mensaje de Jesucristo, para evitar ser considerados simplemente como una «ONG compasiva». Además, destacó la necesidad de que la Iglesia se aleje de lo mundano edificándose sobre el Evangelio y la piedra angular de Cristo, y no «como los castillos de arena que hacen los niños que se derrumban fácilmente».
En su segundo día de pontificado, el viernes 15 de marzo, recibió en audiencia a todos los cardenales en la Sala Clementina de Palacio Apostólico de la Ciudad del Vaticano. Francisco agradeció el apoyo recibido en el cónclave papal, y alabó la labor realizada por su antecesor Benedicto XVI, del que dijo sentir «una gran gratitud y afecto por mi predecesor, quien revigorizó la Iglesia con su fe, sus conocimientos y su humildad». También manifestó que «todos nosotros vamos a tratar de responder con fe para llevar a Jesucristo a la humanidad y para traer a la humanidad a regresar a Cristo, a la Iglesia».
El sábado 16 recibió a los periodistas en audiencia en el Aula Pablo VI, a quienes bendijo y agradeció por el trabajo realizado durante los días del cónclave. En dicho acto el papa habló en español por primera vez desde que fue elegido: «Muchos de ustedes no pertenecen a la Iglesia Católica y otros no son creyentes, pero respetando la conciencia de cada uno, os doy mi bendición sabiendo que cada uno de vosotros es hijo de Dios. ¡Qué Dios los bendiga!». Ese mismo día restableció provisionalmente en su cargo a todos los miembros de la Curia Romana cuyos puestos habían quedado suspendidos por la sede vacante, lo cual efectuó donec aliter provideatur (‘hasta que se disponga lo contrario’).
El domingo 17 de marzo presidió el rezo del Ángelus desde el balcón del apartamento papal del Palacio Apostólico, ante unas 150 000 personas. Durante el rezo, habló de la «misericordia de Dios [...] que nunca castiga» y también mencionó un libro escrito por el teólogo Walter Kasper. Ese día escribió su primer tuit: «Queridos amigos, os doy las gracias de corazón y os ruego que sigáis rezando por mí». Antes del rezo del Ángelus celebró una misa en la capilla de Santa Ana, y a la salida saludó personalmente a todos los presentes.
El 18 de marzo Francisco recibió a la primera autoridad extranjera desde su elección. En concreto, fue visitado por su compatriota, en ese entonces la presidenta argentina, Cristina Fernández de Kirchner. El encuentro duró cerca de 20 minutos y fue seguido de un almuerzo. En la reunión, la presidenta pidió al papa su intermediación para conseguir dialogar con el Reino Unido respecto al conflicto de las Malvinas. También intercambiaron obsequios entre sí.

#### Inauguración del pontificado

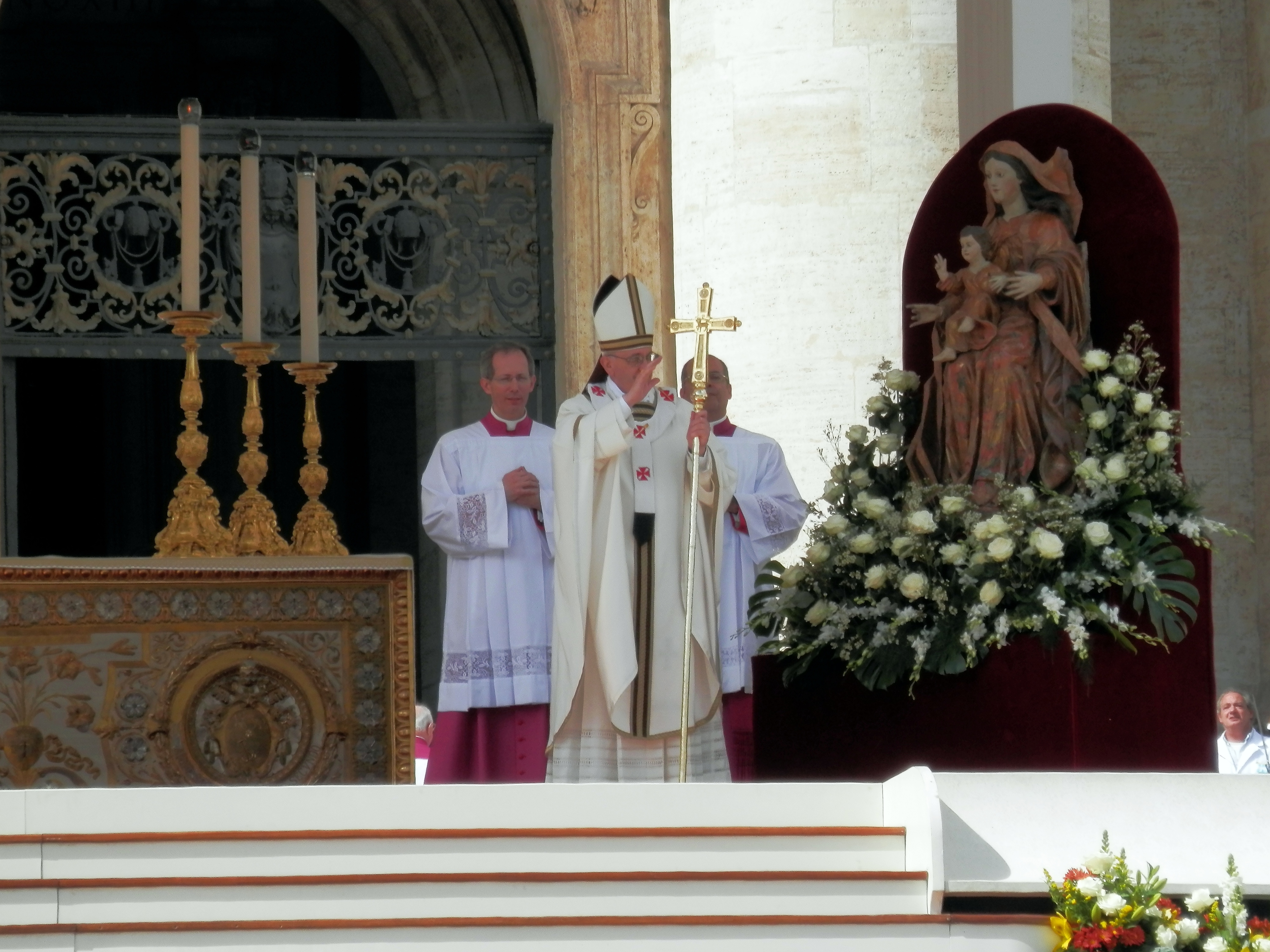
Misa de inauguración del pontificado del papa Francisco.

La misa de inauguración del pontificado del papa Francisco tuvo lugar el 19 de marzo de 2013, solemnidad de san José. A la ceremonia acudieron delegaciones oficiales provenientes de 132 países del mundo; y líderes de otras confesiones religiosas. Entre los representantes de otras denominaciones cristianas que acudieron a dicha ceremonia se encontraba el patriarca de Constantinopla Bartolomé I, un hecho insólito que no ocurría desde el Cisma de Oriente, hace casi mil años.
Antes de la misa, el papa se desplazó a bordo de un todoterreno blanco descubierto -en vez del papamóvil blindado- entre la multitud y recorrió durante casi veinte minutos la plaza de San Pedro. Francisco descendió en varias ocasiones del vehículo para besar a niños y saludar a enfermos.
Durante la ceremonia le fue colocado el palio y entregado el anillo del Pescador, que no es de oro como era habitual, sino de plata dorada, y en su homilía, Francisco habló del poder que otorgó Cristo a San Pedro: «Nunca olvidemos que el verdadero poder es el servicio», afirmó, considerando la figura del papa como alguien que «debe poner sus ojos en el servicio humilde» y «abrir los brazos para custodiar a todo el pueblo de Dios y acoger con ternura y afecto a toda la humanidad, especialmente a los más pobres, los más débiles, los más pequeños».
Como muestra de esta actitud de humildad, Francisco también dejó de usar algunos elementos de la vestimenta de sus antecesores, como los zapatos rojos —hechos por un zapatero a medida en el caso de Benedicto XVI— por unos de color negro, comunes; rechazó también el uso del roquete y la muceta roja así como el uso de la cruz pectoral de oro con incrustación de piedras preciosas. En cambio, optó por una de plata que recibió como regalo al ser electo obispo en Oca, en 1992.
Se dirigió también a los gobernantes y a aquellos líderes en materia política, económica o social, a quienes les pidió que fuesen custodios de la creación: de las personas más débiles y del medio ambiente, recordando «que el odio, la envidia y la soberbia ensucian la vida».

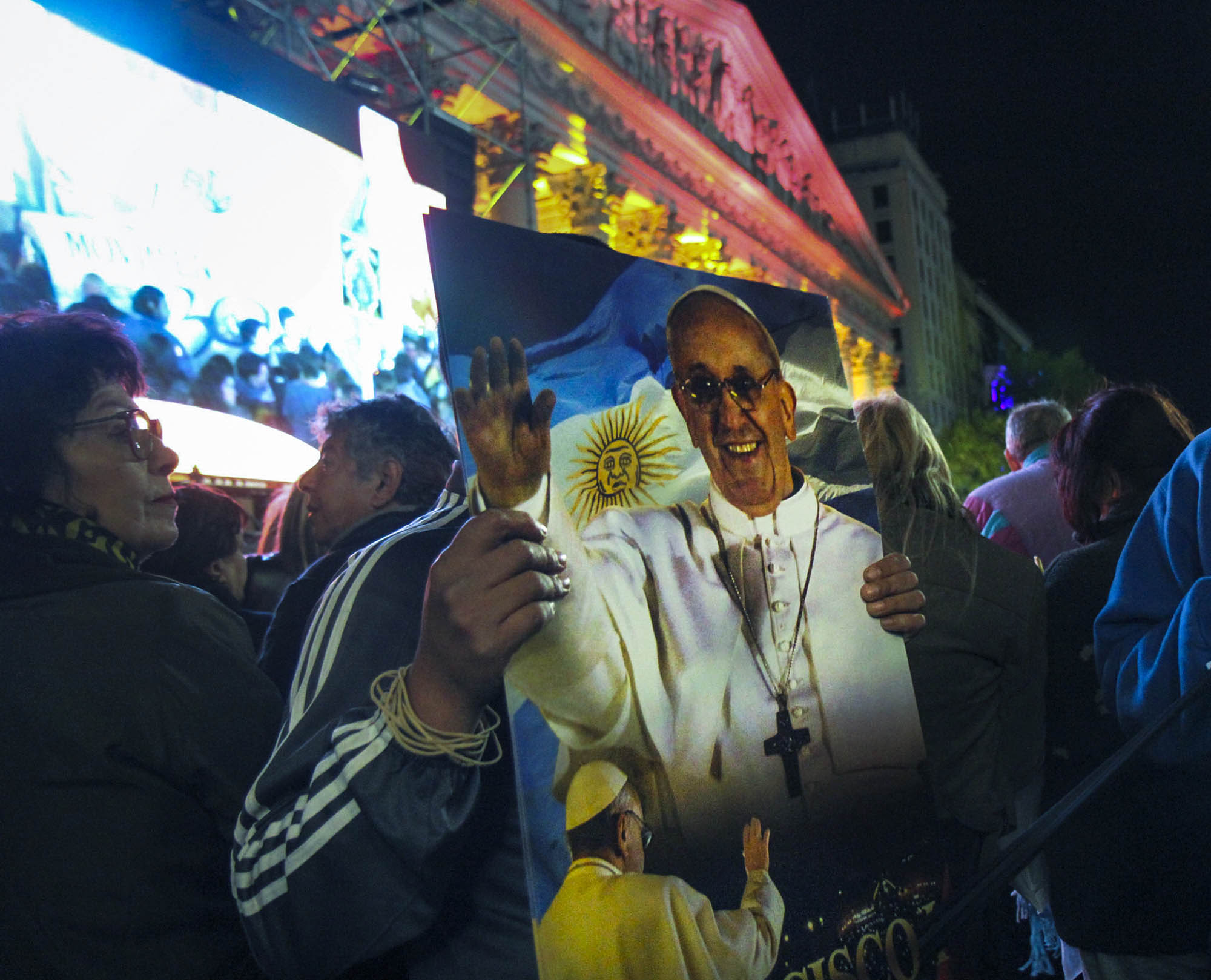
Miles de personas reunidas en la Catedral de Buenos Aires con motivo de la entronización

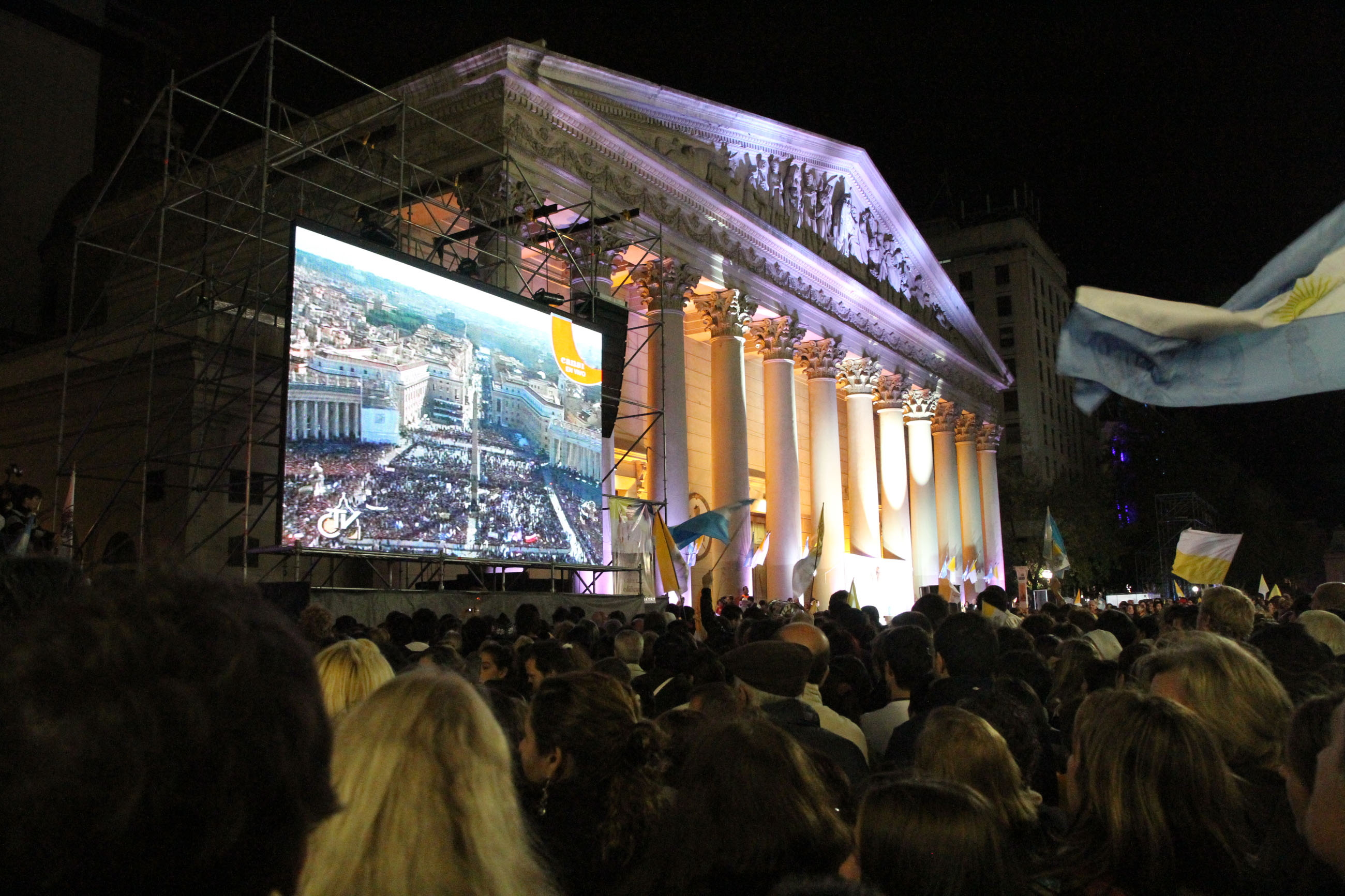
Los miles de fieles siguieron desde Buenos Aires el inicio del pontificado del papa Francisco a través de pantallas gigantes.

Unos días antes a la inauguración, Francisco agradeció mediante una carta las oraciones y las muestras de cariño recibidas por los fieles de Argentina, pero les pidió expresamente que no acudiesen a la ceremonia de inicio de su pontificado, sino que en su lugar destinasen el dinero del viaje a Roma para realizar obras de caridad para los más necesitados.
La ciudad de Buenos Aires, por su parte, decretó asueto escolar en la capital que permitió a todos los alumnos y trabajadores de la educación pública y privada seguir el inicio del pontificado al considerarlo como uno de los «acontecimientos más importantes que se han producido a lo largo de toda la Historia argentina», más allá de lo religioso. Antes de la misa de inauguración, el papa Francisco realizó una llamada telefónica para agradecer a los miles de fieles que se habían congregado para seguir la ceremonia, y que participaban desde la noche anterior en una vigilia en la catedral.
El 23 de marzo el papa Francisco visitó a su predecesor, el ya papa emérito Benedicto XVI, en Castel Gandolfo, a donde se desplazó en helicóptero. La visita, de tres horas de duración, tuvo carácter privado. El actual y anterior pontífices oraron juntos en una capilla dedicada a la Virgen de Częstochowa y, aunque Benedicto quiso cederle un puesto preeminente, el recién elegido papa le pidió que se sentase con él, alegando que «somos hermanos». Según el portavoz de la Santa Sede, Federico Lombardi, Francisco regaló a su antecesor un icono de Nuestra Señora de la Humildad, «en honor a la humildad demostrada» por el anterior papa al presentar su renuncia. Posteriormente, tuvieron una reunión privada en la biblioteca de la residencia papal, y comieron juntos antes del regreso de Francisco a la Ciudad del Vaticano. Se trató de un hecho insólito ya que nunca antes en la historia de la Iglesia se habían encontrado un papa y su predecesor emérito.

#### Desarrollo inicial del pontificado

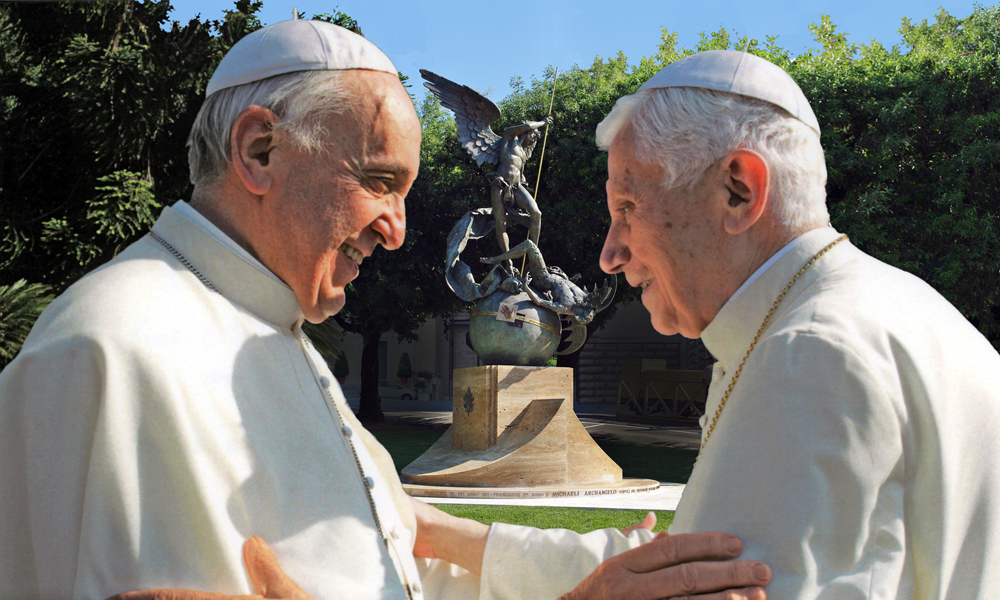
Encuentro del papa Francisco y el entonces papa emérito Benedicto XVI en los Jardines de la Ciudad del Vaticano (julio de 2013).

Algunos de los primeros actos públicos del pontificado de Francisco se desarrollaron en el marco de la Semana Santa de 2013:
- El Domingo de Ramos, ante más de 250 000 personas, denunció, entre otras cosas, las guerras, los conflictos económicos, el ansia de dinero y de poder, la corrupción y los crímenes contra la vida humana y contra la Creación. Respecto a la comunidad cristiana, les dijo que con Cristo se podía vencer el mal y les pidió que «no sean personas tristes» y que no dejaran que nadie «les robe la esperanza».[129]
- El Jueves Santo lo inició con la llamada Misa Crismal, en la que anunció la beatificación de varios mártires de la Segunda Guerra Mundial, la Europa comunista y la Guerra Civil Española.[130] Por la tarde tuvo lugar un acto inusual: el papa realizó la misa en un reformatorio de menores, en vez de en la tradicional Basílica de San Juan de Letrán. Allí lavó, secó y besó los pies a doce reclusos, entre los que había dos mujeres, una de ellas de religión musulmana.[131]
- El Viernes Santo realizó una ceremonia en la basílica de San Pedro, en la que rezó tumbado y en silencio ante un crucifijo desnudo.[132] Más tarde participó en el Viacrucis que se desarrolló entre el Coliseo y el Monte Palatino de Roma. Sus reflexiones, escritas por jóvenes libaneses, giraron en torno a las injusticias y la violencia en Oriente Próximo.[133]
- El Domingo de Resurrección, el papa lanzó un mensaje de paz para todas las regiones del mundo que se encontraban en situación de conflicto: Malí, Siria, Corea, Israel y Palestina, etc. y dio la tradicional bendición urbi et orbi a los miles de fieles reunidos en la plaza de San Pedro de la Ciudad del Vaticano.[134]

El 6 de abril de 2013 hizo su primer nombramiento dentro de la Curia Romana al encargar al fraile franciscano José Rodríguez Carballo el puesto de secretario de la Congregación para los Institutos de Vida Consagrada y las Sociedades de Vida Apostólica. Un mes después de su elección, el papa Francisco, tomando en consideración una de las sugerencias que se expusieron durante las congregaciones generales que precedieron al cónclave, constituyó un grupo de cardenales que lo asesorarán en las tareas de gobierno de la Iglesia y le ayudarán en la reforma de la constitución apostólica Pastor Bonus sobre la Curia Romana. Dicho grupo está coordinado por Óscar Andrés Rodríguez Maradiaga, arzobispo de Tegucigalpa, y su secretario es Marcello Semeraro, obispo de Albano.
El 7 de abril de 2013 se celebró la ceremonia de investidura del papa Francisco como obispo de Roma en la Archibasílica de San Juan de Letrán.
El 9 de abril de 2013 se reunió con Ban Ki-Moon, Secretario General de Naciones Unidas. Durante la visita, el papa aprovechó para manifestar el «aprecio por el papel central de la ONU en la preservación de la paz en el mundo, en la promoción del bien común y en la defensa de los derechos fundamentales del hombre».
El 2 de mayo de 2013, Francisco recibió en la Ciudad del Vaticano a su predecesor, Benedicto XVI, el cual se había trasladado en helicóptero desde el Castel Gandolfo al Monasterio Mater Ecclesiae, su residencia definitiva. Esta es la primera ocasión en la que un papa y su predecesor conviven dentro del Vaticano.
El 10 de mayo, Francisco fue visitado en la Ciudad del Vaticano por el papa copto Teodoro II en un intento de acercamiento recíproco «hacia la unidad plena» del cristianismo. Con el deseo de que esa fecha fuera la primera de una larga serie de encuentros, Teodoro II le propuso que se celebrara cada año una fiesta del amor fraterno entre ambas Iglesias. Se trata de la segunda ocasión en la que un papa católico y otro copto se reúnen desde el Cisma de Oriente (año 1054).
Tras los primeros meses de pontificado, las encuestas muestran que el papa Francisco cuenta con un elevado índice de aprobación y ha mejorado la imagen de la Iglesia católica. Algunos periodistas han señalado que una de las claves de la aceptación del nuevo papa es su lenguaje claro y directo, que proporciona titulares casi a diario contra la corrupción, la mundanidad o la ambición. Pocas semanas después de su elección ya había aumentado tanto el número de confesiones como la asistencia de los fieles a misa, lo que se denominó el «efecto Francisco»; y según un estudio, numerosas personas que se habían alejado de la Iglesia católica están acercándose nuevamente a ella.

### El Consejo de Cardenales y la reforma de la Curia Romana
El Consejo de Cardenales fue creado por el papa Francisco el 13 de abril de 2013 e institucionalizado de forma permanente el día 30 de septiembre de 2013 para satisfacer las necesidades de reforma dentro de la Curia Romana y revisar la Constitución apostólica Pastor Bonus.
El principal objetivo del grupo es el del asesoramiento del papa en el gobierno de la Iglesia Universal, el cual lo ejercen tanto a título de Consejo como a título personal, siendo cada miembro libre de hacer sus propias sugerencias. No obstante, los comentarios del Consejo son orientativos y la decisión final recae sobre el pontífice. Se han reunido numerosas veces desde su institución.
Inicialmente estaba compuesto por el papa Francisco, ocho cardenales y el secretario del Consejo Marcello Semeraro, obispo de Albano. Los cardenales eran:
- África: Laurent Monsengwo Pasinya, arzobispo de Kinshasa (República Democrática del Congo).
- América del Sur: Francisco Javier Errázuriz Ossa, arzobispo emérito de Santiago (Chile).
- América Central: el coordinador del Consejo, Óscar Rodríguez Maradiaga, arzobispo de Tegucigalpa (Honduras).
- América del Norte: Seán Patrick O'Malley, arzobispo de Boston (Estados Unidos).
- Asia: Oswald Gracias, arzobispo de Bombay (India).
- Europa: Reinhard Marx, arzobispo de Múnich-Frisinga (Alemania).
- Oceanía: George Pell, arzobispo de Sídney (Australia).
- Ciudad del Vaticano: cardenal Giuseppe Bertello (gobernador del Estado).

Entre las medidas adoptadas por el grupo:
- Creación de una comisión especial para la protección de los menores víctimas de abusos sexuales y para la lucha contra los curas pedófilos.
- Creación de tres comisiones para los asuntos económicos: una para investigar al IOR, otra para revisar el conjunto económico y administrativo de la Santa Sede y racionalizarlo y una tercera para intensificar la vigilancia en las finanzas vaticanas.
- Creación de la Secretaría de Economía para coordinar la «gestión financiera y administrativa del Vaticano», mejorar el uso de los recursos, la mejora de la ayuda (económica) disponible para varios programas, en particular los destinados a trabajar con los pobres y marginados y elaborar el Presupuesto anual tanto para la Santa Sede como el Estado de la Ciudad del Vaticano.

El 27 de junio de 2015 se instituyó la Secretaría para la Comunicación, con la tarea de «responder al actual contexto comunicativo, caracterizado por la presencia y el desarrollo de los medios digitales, por factores de convergencia e interactividad» y también de reestructurar en su conjunto, a través de un proceso de reorganización y consolidación, «todas las entidades que, de modos diversos, hasta ahora, se han ocupado de la comunicación», para «responder cada vez mejor a las exigencias de la misión de la Iglesia».
El 15 de agosto de 2016 se instituyó el Dicasterio para los Laicos, la Familia y la Vida, fusionando el Pontificio Consejo para la Familia y el Pontificio Consejo para los Laicos.
El 17 de agosto de 2016 se instituyó el Dicasterio para el Servicio del Desarrollo Humano Integral, que reúne cuatro Consejos Pontificios: Justicia y Paz, Cor Unum, Pastoral de los Emigrantes e Itinerantes y Pastoral de los Agentes Sanitarios.
El 19 de marzo de 2022 se promulgó la Constitución Apostólica Praedicate evangelium, entrando en vigor el 5 de junio siguiente, que constituye el punto final de un camino de nueve años para la reforma de la Curia. Sustituye y deroga completamente el Pastor Bonus.

### Sínodos

##### El sínodo extraordinario de obispos sobre la familia
Como resultado de la primera ronda de reuniones del papa Francisco con el Consejo de Cardenales por él creado, conocido como el Grupo de los Ocho, realizada en la Ciudad del Vaticano del 1 al 3 de octubre de 2013, se convocó la III Asamblea General Extraordinaria del Sínodo de Obispos, bajo el lema «Los desafíos pastorales de la familia en el contexto de la evangelización», que se desarrolló en la Ciudad del Vaticano entre el 5 y el 19 de octubre de 2014.
Si bien existen dos antecedentes de sínodos extraordinarios de obispos, la convocatoria a la III Asamblea General Extraordinaria de 2014 resultó en más de un sentido única:
1. Porque fue la primera vez que un papa convocó una asamblea de carácter extraordinario apenas ocho meses después de iniciar su pontificado. En el capítulo del Código de Derecho Canónico relativo a las asambleas sinodales, se establece que el sínodo de los obispos ha de reunirse en Asamblea General Extraordinaria cuando el asunto en cuestión, además de relacionarse con el bien de la Iglesia universal, requiere una «resolución rápida».[152][153]
Esta convocatoria solo fue superada en presteza por la del Concilio Vaticano II, ya que Juan XXIII anunció su intención de convocar el concilio a escasos tres meses de iniciado su papado.[154]
2. Porque se trató de la primera convocatoria de carácter extraordinario que tuvo en la familia su eje temático. El tema de la familia en particular solo había sido tratado en la V Asamblea General Ordinaria (26 de septiembre-25 de octubre de 1980) convocada por Juan Pablo II bajo el lema «La familia cristiana», que abonó la exhortación apostólica Familiaris consortio (22 de noviembre de 1981).[155]
3. Porque incluyó temas derivados de situaciones social y eclesialmente controvertidas vividas por un porcentaje considerable de familias en las últimas décadas: la difusión de las parejas de hecho, las uniones entre personas del mismo sexo y su eventual adopción de hijos, los matrimonios mixtos o interreligiosos, la familia monoparental, la difusión del alquiler de vientres y el debilitamiento o abandono de la fe en el sacramento del matrimonio y en la confesión.[156][157] El secretario especial de la asamblea, Bruno Forte, trazó una relación entre este sínodo extraordinario y el Concilio Vaticano II, por cuanto el enfoque para abordar los desafíos de la vida familiar en la actualidad sería el mismo que Juan XXIII anotaba en su diario poco antes de la apertura del concilio: «Mirar todo a la luz del ministerio pastoral, es decir: almas que salvar y que reconstruir».[158]

Durante el sínodo, se registraron intervenciones diversas porque la realidad de la familia es diversa en las distintas partes del mundo y los obispos son también diversos. Francisco estuvo en silencio. Quería escuchar y no quiso pronunciarse hasta que los temas planteados madurasen y estuviesen más estudiados en el nuevo Sínodo Ordinario de 2015. Los padres sinodales pidieron ampliar los tribunales eclesiásticos sobre nulidades matrimoniales y que a la vez sean más expeditivos. Por su parte, ha sido tan mediático como el Concilio Vaticano II.
Algunos grupos creen que el santo padre estaba tratando de abrir la Iglesia a las nuevas realidades familiares del mundo, pero le estaba costando dada la enorme cantidad de especulaciones mediáticas y protestas de la jerarquía católica, que incluso se lo denunciaron a Benedicto XVI. Sin embargo, otros grupos no estaban de acuerdo con esta afirmación, ya que el sínodo trata únicamente de aspectos pastorales y no doctrinales.
Los obispos reclamaban a los gobiernos y a las organizaciones internacionales que promovieran los derechos de la familia para el bien común. Los trabajos del Sínodo concluirían en el próximo encuentro en octubre de 2015.

#### XIV Asamblea General Ordinaria del sínodo de obispos
Como continuación del sínodo extraordinario de 2014, se celebró la XIV Asamblea General Ordinaria del sínodo de obispos del 4 al 25 de octubre de 2015 y versó sobre el tema «la vocación y la misión de la familia en la Iglesia y en el mundo contemporáneo». Este sínodo es más amplio que el sínodo de 2014, que contiene una gran parte del episcopado, con muchos obispos participantes siendo elegidos por sus pares. Como resultado del Sínodo, el papa Francisco publicó en 2016 la exhortación apostólica postsinodal Amoris laetitia.

#### Sínodo sobre los jóvenes
La XV Asamblea General Ordinaria del Sínodo de los Obispos, comúnmente llamada sínodo sobre los jóvenes, tuvo lugar del 3 al 28 de octubre de 2018 y tuvo como tema «Los jóvenes, la fe y el discernimiento vocacional», según lo elegido en 2016 por el papa Francisco tras su habitual consulta. Dicho tema, que se define como «expresión de la solicitud pastoral de la Iglesia por los jóvenes», se inspira en las conclusiones del sínodo de 2014 y de la exhortación apostólica postsinodal Amoris Laetitia. Con este tema, el objetivo del sínodo será «acompañar a los jóvenes en su camino de vida hacia la madurez para que, a través de un proceso de discernimiento, puedan descubrir su proyecto de vida y realizarlo con alegría, abriéndose al encuentro con Dios y con los hombres, y participando activamente en la edificación de la Iglesia y de la sociedad». Como resultado del sínodo, el papa Francisco publicó en 2019 la exhortación apostólica postsinodal Christus vivit dirigida a los jóvenes y a todo el pueblo de Dios.
Antes de la celebración del sínodo, el 15 de septiembre de 2018, Francisco promulgó la constitución apostólica Episcopalis communio (en español, Comunión Episcopal) que permitió que el documento final de un sínodo pudiera convertirse en enseñanza magisterial simplemente con la aprobación papal. La constitución también permitió que los laicos contribuyeran con sus aportes directamente al secretario general del sínodo.

#### Sínodo para la Amazonia
El Sínodo de los Obispos para la región Pan-Amazónica (comúnmente conocido como Sínodo para la Amazonia), fue un sínodo especial para aquella región que se reunió en Roma del 6 al 27 de octubre de 2019. El 15 de octubre de 2017 el Papa Francisco había anunciado que trabajaría «para identificar nuevos caminos para la evangelización del pueblo de Dios en esa región», específicamente los pueblos indígenas que «a menudo son olvidados y sin la perspectiva de un futuro sereno».
Tras el sínodo, el papa Francisco publicó en 2020 la exhortación apostólica postsinodal Querida Amazonia.
Sobre el documento final, el 26 de octubre de 2019 el Sínodo propuso que los hombres casados que son diáconos permanentes sean ordenados sacerdotes en la región amazónica, «en situaciones extremas y con condiciones». Sin embargo, el 3 de septiembre de 2020, el papa Francisco desaprobó el párrafo 111 del documento final del sínodo donde se permitía los sacerdotes casados.

#### Sínodo de la sinodalidad
El sínodo de la sinodalidad o sínodo sobre la sinodalidad fue anunciado por el papa Francisco el 7 de marzo de 2020 como el próximo Sínodo ordinario de los Obispos. El concepto de «sinodalidad» ha sido un tema de frecuente discusión por parte del papa, particularmente durante el anterior Sínodo sobre los jóvenes. La sinodalidad, tal como la definió la Comisión Teológica Internacional en 2018, es «la acción del Espíritu en la comunión del Cuerpo de Cristo y en el camino misionero del Pueblo de Dios».
Constó, en total, de tres fases: una diocesana desde octubre de 2021 hasta abril de 2022, una segunda fase continental desde septiembre de 2022 hasta marzo de 2023 y una tercera de carácter universal que fue la XVI Asamblea General Ordinaria del Sínodo de los Obispos, dedicada al tema «Por una Iglesia sinodal: comunión, participación y misión», en el Vaticano de dos sesiones, la primera del 4 al 29 de octubre de 2023 y la segunda del 2 al 27 de octubre de 2024.
A las mujeres se les permitió votar en el sínodo, lo que fue la primera vez que se les permitió votar en un Sínodo de Obispos católico.
En vísperas de la asamblea del Sínodo de octubre de 2023, el papa Francisco emitió la exhortación apostólica Laudate Deum.
El 26 de octubre de 2024, en un gesto sin precedentes, el papa Francisco presentó y ratificó el documento final del Sínodo, optando por hacerlo en lugar de emitir una exhortación apostólica postsinodal. De este modo, Francisco dio más autoridad al documento, otorgándole autoridad magisterial (aunque el documento no debe considerarse vinculante).
El sínodo ha sido descrito como la culminación del papado de Francisco y el evento más importante de la Iglesia católica desde el Concilio Vaticano II, aunque únicamente «comparable a una versión en miniatura» del mismo. A pesar de que se abordó la cuestión de más roles de liderazgo para las mujeres, la cuestión de la ordenación femenina para roles como el de diácono se eliminaría de la mesa.

### Viajes

El mapa indica los países que Francisco visitó como papa.

Francisco realizó 47 viajes apostólicos visitando 66 naciones. También realizó numerosos viajes apostólicos dentro de Italia y varias visitas pastorales a la diócesis de Roma.
El primer viaje apostólico del papa Francisco fuera de Roma, pero dentro de Italia, fue su visita a Lampedusa, el día 8 de julio de 2013. El primer viaje del papa fuera de Italia fue a Brasil con motivo de la XXVIII Jornada Mundial de la Juventud realizada en Río de Janeiro en julio de 2013.
Desde su elección, el papa Francisco puso énfasis en visitar Latinoamérica y en visitar las llamadas «periferias», es decir, aquellos países donde el catolicismo suele ser muy minoritario.
Francisco fue el primer pontífice de la historia de la Iglesia católica que visitó Myanmar (2017), Emiratos Árabes Unidos (2019), Macedonia del Norte (2019), Irak (2021), Baréin (2022), Sudán del Sur (2023) y Mongolia (2023). Asimismo, fue el primer papa en visitar Timor Oriental desde que es un país independiente. Con su visita a Abu Dabi (Emiratos Árabes Unidos) en 2019 se convirtió en el primer papa en visitar un área en la Península Arábiga, además de ser el primero en oficiar una misa en aquella región. También se convirtió en el primer pontífice que visita un punto perteneciente al Ártico al llegar a Iqaluit en Canadá en 2022.

### Encíclicas

#### Lumen fidei
Su primera encíclica, Lumen fidei (La luz de la fe, en castellano) fue firmada el 29 de junio de 2013, en la solemnidad de los apóstoles Pedro y Pablo, y centra su tema sobre la fe; y viene a completar lo que su predecesor, Benedicto XVI, ya había escrito anteriormente sobre la esperanza y la caridad, las otras dos virtudes teologales, en sus respectivas encíclicas Spe salvi y Caritas in veritate. Francisco asumió, de hecho, el trabajo de Benedicto XVI, quien antes de su renuncia al papado ya había completado una primera redacción del texto; al que le añadió algunas aportaciones.
El texto, que busca presentar la fe como una luz que disipa las tinieblas e ilumina el camino del ser humano, se divide en cuatro capítulos a los que se suma una introducción y una conclusión. En ellos se recorre la historia de la fe de la Iglesia (desde el llamado de Dios a Abraham y del pueblo de Israel, hasta la resurrección de Cristo), la relación entre razón y fe, el papel de la Iglesia en la transmisión de la fe, así como el efecto de la fe para la construir sociedades en busca del bien común; concluyendo con una oración a la Virgen María, quien se presenta como un modelo de fe.

#### Laudato si’
Su segunda encíclica, Laudato si’ (Alabado seas, en castellano) fue firmada por Francisco el 24 de mayo de 2015, en la solemnidad de Pentecostés del tercer año de su pontificado, y tiene por tema central la conservación del ambiente, con particular énfasis en la búsqueda de una «ecología integral». Versión gratuita en la página web del Vaticano.

#### Fratelli Tutti
Fratelli tutti (Hermanos todos, en castellano) es su tercera encíclica firmada por Francisco el 3 de octubre de 2020. Para la firma de esta el papa se trasladó hasta la tumba de San Francisco de Asís para firmar la encíclica en forma de homenaje al santo. Para su redacción e inspiró en el Documento sobre la Fraternidad Humana, una declaración conjunta del pontífice con el Jeque Ahmed el-Tayeb que posteriormente dio lugar al Día Internacional de la Fraternidad Humana.

#### Dilexit nos
Su cuarta encíclica, Dilexit nos (Nos amó, en castellano) fue publicada el 24 de octubre de 2024 y trata sobre la devoción al Sagrado Corazón de Jesús.

### Motu proprios
- Motu proprio »Sobre la competencia de las autoridades judiciales de la Ciudad del Vaticano en materia penal», publicado el 11 de julio de 2013.[214]
- Motu proprio «Sobre la prevención y el contraste de las actividades de blanqueo, la financiación del terrorismo y la proliferación de armas de destrucción masiva», publicado el 8 de agosto de 2013.[215]
- Vos estis lux mundi, publicado el 9 de mayo de 2019.[216]

### Exhortaciones apostólicas
- Evangelii Gaudium, sobre la evangelización.
- Amoris laetitia, sobre el amor en la familia.
- Gaudete et exsultate, sobre la llamada a la santidad.[217]
- Christus vivit, sobre los jóvenes, la fe y el discernimiento vocacional.
- Querida Amazonia, sobre sus sueños para la Amazonía.
- Laudate Deum, sobre el cuidado de la naturaleza, la ecología integral y la desigualdad de la humanidad.
- C’est la confiance, sobre la importancia de la confianza a Dios, que es la que sostiene la vida. Basada sobre las reflexiones de Santa Teresa del Niño Jesús.

### Consistorios para la creación de cardenales
- Primer consistorio: 22 de febrero de 2014. El papa Francisco, tal y como había anunciado, creó diecinueve nuevos cardenales, que son los siguientes: Pietro Parolin, Lorenzo Baldisseri, Beniamino Stella, Gerhard Ludwig Müller, Fernando Sebastián Aguilar, Vincent Nichols, Gérald Lacroix, Jean-Pierre Kutwa, Leopoldo José Brenes Solórzano, Orani João Tempesta, Ricardo Ezzati, Mario Aurelio Poli, Gualtiero Bassetti, Andrew Yeom Soo-jung, Philippe Nakellentuba Ouédraogo, Orlando Quevedo, Chibly Langlois, Loris Francesco Capovilla y Kelvin Edward Felix.[218] En este primer consistorio, Francisco oró por Ucrania,[219] envuelta en mortales protestas europeístas, y recibió la visita de su predecesor Benedicto XVI.[220]
- Segundo consistorio: 14 de febrero de 2015. Francisco creó un total de 20 cardenales: Dominique Mamberti, Manuel José Macário do Nascimento Clemente, Berhaneyesus Demerew Souraphiel, John Atcherley Dew, Edoardo Menichelli, Pierre Nguyên Văn Nhon, Alberto Suárez Inda, Charles Maung Bo, Francis Xavier Kriengsak Kovithavanij, Francesco Montenegro, Daniel Fernando Sturla Berhouet, Ricardo Blázquez Pérez, José Luis Lacunza Maestrojuán, Arlindo Gomes Furtado, Soane Patita Paini Mafi, José de Jesús Pimiento Rodríguez, Luigi De Magistris, Karl-Josef Rauber, Luis Héctor Villalba y Júlio Duarte Langa.[221]
- Tercer consistorio: 19 de noviembre de 2016. Los nuevos cardenales son: Mario Zenari, Dieudonné Nzapalainga, Carlos Osoro, Sérgio da Rocha, Blase Joseph Cupich, Baltazar Enrique Porras Cardozo, Kevin Farrell, Carlos Aguiar Retes, John Ribat, Joseph William Tobin, Anthony Soter Fernández, Renato Corti, Sebastian Koto Khoarai y Ernest Simoni.[222]
- Cuarto consistorio: 28 de junio de 2017. El papa creó cinco nuevos cardenales: Juan José Omella Omella, Jean Zerbo, Anders Arborelius (OCD), Louis-Marie Ling Mangkhanekhoun y Gregorio Rosa Chávez.[223]
- Quinto consistorio: 29 de junio de 2018. El papa creó catorce nuevos cardenales: Luis Francisco Ladaria Ferrer, Pedro Barreto, Konrad Krajewski, Angelo de Donatis, Giovanni Angelo Becciu, Giuseppe Petrocchi, Luis Rafael I Sako, Joseph Coutts, António dos Santos Marto, Désiré Tsarahazana, Thomas Aquino Manyo Maeda, Aquilino Bocos Merino, Sergio Obeso Rivera y Toribio Ticona Porco.[224]
- Sexto consistorio: 5 de octubre de 2019. El papa creó trece nuevos cardenales: Miguel Ángel Ayuso Guixot, M.C.C.J., José Tolentino Mendonça, Ignatius Suharyo Hardjoatmodjo, Juan de la Caridad García Rodríguez, Fridolin Ambongo Besungu, Jean-Claude Hollerich, S.J., Álvaro Leonel Ramazzini Imeri, Matteo Maria Zuppi, Cristóbal López Romero, S.D.B., Michael Czerny, S.J., Michael Louis Fitzgerald, Sigitas Tamkevičius, S.J. y Eugenio Dal Corso, P.S.D.P.[225]
- Séptimo consistorio: 28 de noviembre de 2020. El papa creó trece nuevos cardenales: Mario Grech, Marcello Semeraro, Antoine Kambanda, Wilton Daniel Gregory, Jose Fuerte Advincula, Celestino Aós Braco, O.F.M.Cap., Cornelius Sim, Augusto Paolo Lojudice, Mauro Gambetti, O.F.M.Conv., Felipe Arizmendi Esquivel, Raniero Cantalamessa, O.F.M.Cap., Enrico Feroci y Silvano Maria Tomasi, C.S..[226]
- Octavo consistorio: tuvo lugar el 27 de agosto de 2022. El papa creó veinte nuevos cardenales: Arthur Roche, Lazzaro You Heung-Sik, Fernando Vérgez Alzaga, L.C., Jean-Marc Aveline, Peter Ebere Okpaleke, Leonardo Ulrich Steiner, O.F.M., Filipe Neri António Sebastião do Rosário Ferrão, Robert Walter McElroy, Virgílio do Carmo da Silva, S.D.B., Oscar Cantoni, Anthony Poola, Paulo Cezar Costa, Richard Kuuia Baawobr, M. Afr., William Goh Seng Chye, Adalberto Martínez Flores, Giorgio Marengo, I.M.C., Jorge Enrique Jiménez Carvajal, Lucas Van Looy, S.D.B., Arrigo Miglio, Gianfranco Ghirlanda, S.I. y Fortunato Frezza.[227]
- Noveno consistorio: tuvo lugar el 30 de septiembre de 2023. El papa creó un total de 21 cardenales: Robert Francis Prevost, O.S.A. (futuro papa León XIV), Claudio Gugerotti, Víctor Manuel Fernández, Emil Paul Tscherrig, Christophe Pierre, Pierbattista Pizzaballa, O.F.M., Stephen Brislin, Ángel Sixto Rossi, S.J., Luis José Rueda Aparicio, Grzegorz Ryś, Stephen Ameyu Martin Mulla, José Cobo Cano, Protase Rugambwa, Sebastian Francis, Stephen Chow Sau-yan, S.J., François-Xavier Bustillo, O.F.M. Conv., Américo Manuel Alves Aguiar, Ángel Fernández Artime, S.D.B., Agostino Marchetto, Diego Rafael Padrón Sánchez y Luis Pascual Dri, O.F.M. Cap..[228]
- Décimo consistorio: tuvo lugar el 7 de diciembre de 2024. El papa creó un total de 21 cardenales: Angelo Acerbi, Carlos Gustavo Castillo Mattasoglio, Vicente Bokalic Iglic, Luis Gerardo Cabrera Herrera, Fernando Natalio Chomalí Garib, Tarcisio Isao Kikuchi, Pablo Virgilio Siongco David, Ladislav Német, Jaime Spengler, Ignace Bessi Dogbo, Jean-Paul Vesco, Dominique Joseph Mathieu, Roberto Repole, Baldassare Reina, Frank Leo, Rolandas Makrickas, Mykola Bychok, Timothy Peter Joseph Radcliffe, Fabio Baggio, George Jacob Koovakad y Domenico Battaglia, este último en lugar del anunciado Paskalis Bruno Syukur, que renunció a ser creado cardenal.

### Canonizaciones

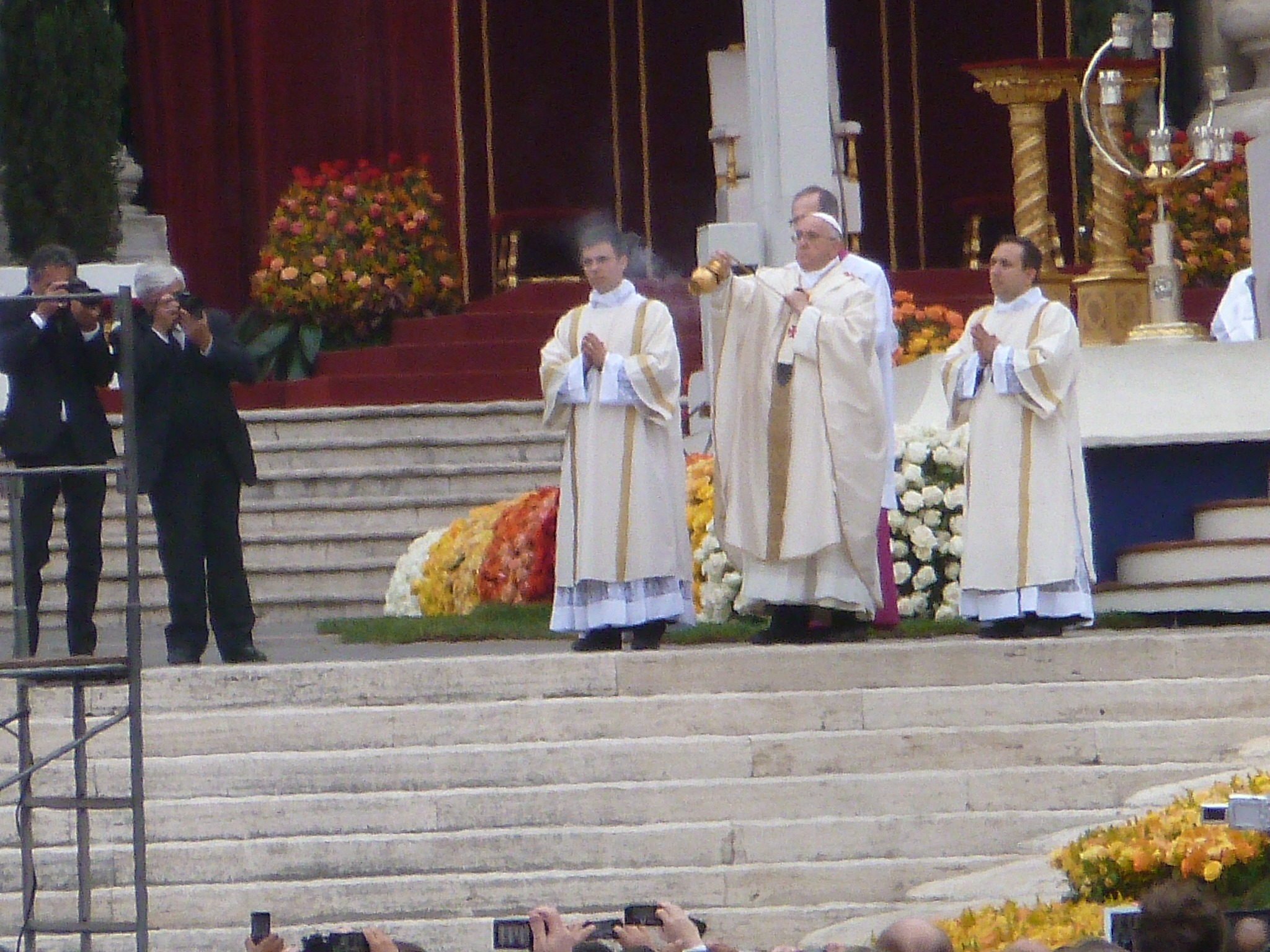
Francisco canonizando a Juan XXIII y Juan Pablo II.

Francisco canonizó, el domingo 12 de mayo de 2013, a 815 personas: Antonio Primaldo y sus 812 compañeros mártires de Otranto, Laura Montoya y María Lupita García Zavala. Adicionalmente el 9 de octubre de 2013 decretó la canonización equivalente de la mística terciaria franciscana Ángela de Foligno.
De este modo, es el papa que ha proclamado más santos en toda la historia de la Iglesia, superando el récord de Juan Pablo II, que a lo largo de sus 26 años de pontificado canonizó a 482 católicos.
El 17 de diciembre de 2013, mientras cumplía 77 años, Francisco promulgó la canonización equivalente de Pedro Fabro, santo jesuita, cofundador de la Compañía de Jesús y el 3 de abril de 2014, Francisco canonizó por decreto a José de Anchieta (un misionero español y poeta jesuita que fundaba ciudades en Brasil), María de la Encarnación Guyart (francesa que al enviudar se convirtió en monja e instructora de indígenas en Canadá) y Francisco de Laval (misionero, obispo francés y protector de indígenas que excomulgaba a los que les vendían alcohol a los indígenas de Canadá con el objetivo de emborracharlos).
El 27 de abril de 2014 realizó la canonización conjunta de los papas Juan Pablo II y Juan XXIII.
El 23 de noviembre canonizó a otras 6 personas: Kuriakose Elias Chavara, Eufrasia Eluvathingal, Amato Ronconi, Giovanni Antonio Farina, Nicola da Longobardi, y Luis de Casoria.
El 14 de enero de 2015 canonizó a José Vaz, el apóstol de Sri Lanka.
El 17 de mayo de 2015 canonizó a 4 religiosas: Juana Emilia de Villeneuve, María Cristina de la Inmaculada Concepción Brando, María Alfonsina Danil Ghattas y María de Jesús Crucificado Baouardy.
El 23 de septiembre de 2015 canonizó en Washington D. C. a Fray Junípero Serra, misionero franciscano en California, en el siglo XVIII.
El 18 de octubre de 2015 canonizó en la plaza de San Pedro a María de la Purísima, monja, María Celia Guérin y Luis Martín (padre y madre de la monja Santa Teresa de Lisieux), y a Vincenzo Grossi, sacerdote.
El 5 de junio de 2016 canonizó a Elizabeth Hesselblad y a Estanislao de Jesús y María.
El 4 de septiembre de 2016 canonizó a la Madre Teresa de Calcuta.
El 16 de octubre de 2016 canonizó a 7 personas: José Gabriel Brochero, José Sánchez del Río, Salomón Leclercq, Isabel de la Trinidad, Manuel González García, Ludovico Pavoni y Alfonso María de Fusco.
El 13 de mayo de 2017 canonizó en Fátima a los pastorcitos Francisco Marto y Jacinta Marto, videntes de la Virgen de Fátima.
El 15 de octubre de 2017 canonizó a las siguientes 35 personas: Andrés de Soveral, Ambrosio Francisco Ferro, Mateo Moreira y 27 compañeros (mártires brasileños), Cristóbal, Antonio y Juan (Niños mártires de Tlaxcala), Faustino de la Encarnación Míguez y Ángel de Acri (sacerdotes).
El 14 de octubre de 2018 realizó la canonización de Pablo VI, Óscar Romero, Francisco Spinelli, Vicente Romano, María Catalina Kasper, Nazaria Ignacia March Mesa y Nunzio Sulprizio.
El 5 de julio de 2019 promulgó la canonización equivalente de Bartolomé de los Mártires. El 13 de octubre siguiente canonizó a Irmã Dulce, John Henry Newman, Giuseppina Vannini, María Teresa Chiramel y Margarita Bays.
El 24 de abril de 2021 promulgó la canonización equivalente de Margarita de Città di Castello.
El 15 de mayo de 2022 declaró santos a 10 beatos: Tito Brandsma, María Rivier, María de Jesús Santocanale, Carlos de Foucauld, Lázaro Pillai, María Francisca de Jesús Rubatto, María Dominga Mantovani, César de Bus, Luigi Maria Palazzolo y Giustino María Russolillo.
El 9 de octubre de 2022 canonizó a Artémides Zatti y a Juan Bautista Scalabrini.
El 11 de febrero de 2024 canonizó a María Antonia de Paz y Figueroa. El 20 de octubre siguiente canonizó a 14 personas: los 11 Mártires de Damasco (que incluyen a Manuel Ruiz Lopez y 7 compañeros y a los hermanos Francesco, Mooti y Raffaele Massabki), José Allamano, Marie-Léonie Paradis y Elena Guerra. El 18 de diciembre promulgó la canonización equivalente de las 16 Mártires de Compiègne.

### Beatificaciones
Durante el pontificado de Francisco se realizaron numerosas beatificaciones. El papa continuó la práctica de celebrar beatificaciones en el lugar de origen del individuo, aunque también presidió beatificaciones él mismo en algunas ocasiones. El 13 de octubre de 2013, Francisco lideró la beatificación más numerosa de la historia: 522 Mártires españoles del siglo XX en España.

### Otras declaraciones de santos
Francisco agregó a los siguientes santos al martirologio romano sin pasar por un proceso ni ceremonia de canonización, razón por la que tampoco pueden ser consideradas canonizaciones equivalentes.
- Los 21 santos mártires coptos de Libia, laicos y mártires. Se anunció el 11 de mayo de 2023 que serían agregados al martirologio romano por el papa Francisco.[249][250]
- Isaac de Nínive, obispo de la Iglesia del Oriente. Se anunció el 9 de noviembre de 2024 que sería agregado al martirologio romano por el papa Francisco.[251] Este hecho marcó un suceso sin precedentes en la historia de la Iglesia católica, al reconocer por primera vez como santo a un cristiano nestoriano.

### Doctores de la Iglesia
Francisco declaró a dos nuevos Doctores de la Iglesia: san Gregorio de Narek, 36.º Doctor de la Iglesia (título conferido en 2015 con la presencia de delegaciones de la Iglesia católica armenia y de la Iglesia apostólica armenia), y san Ireneo de Lyon, 37.º Doctor de la Iglesia (título conferido en 2022). Francisco también confirió a Ireneo el título suplementario de Doctor unitatis («Doctor de la Unidad»).

### Años Santos

#### Jubileo Extraordinario de la Misericordia

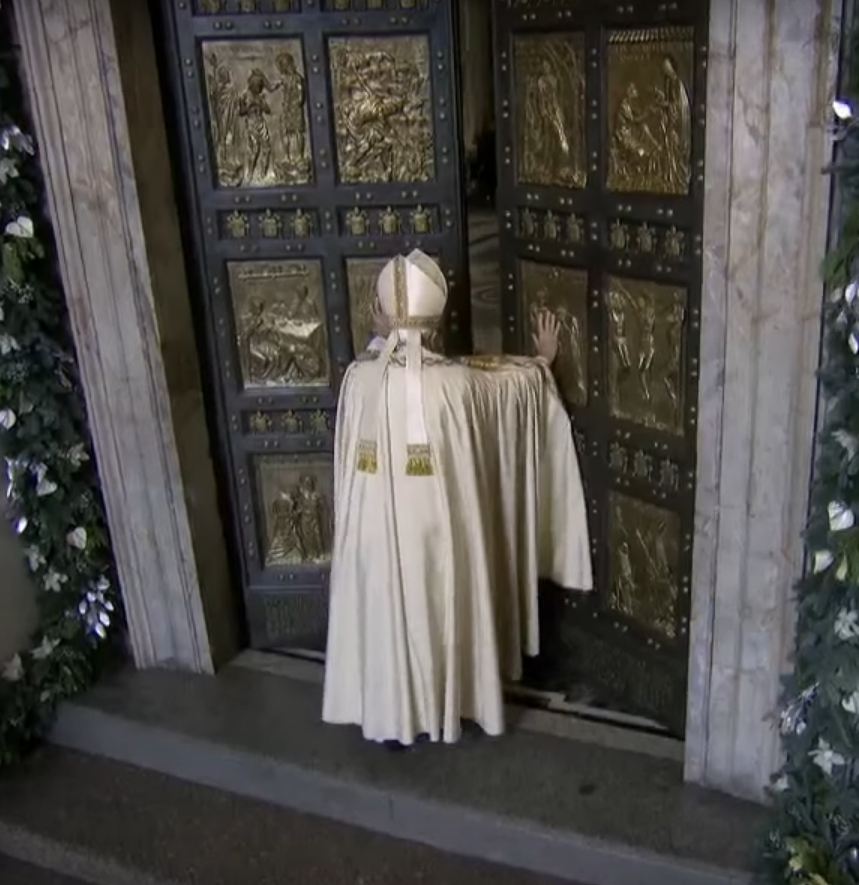
El papa Francisco abriendo la Puerta Santa el 8 de diciembre de 2015, que dio inicio al Jubileo de la Misericordia.

Con su bula papal de convocación de abril de 2015, Misericordiae Vultus (en latín: «El rostro de la misericordia»), Francisco inauguró un Año Jubilar Extraordinario de la Misericordia que se extenderá desde el 8 de diciembre de 2015, solemnidad de la Inmaculada Concepción, hasta el último domingo antes de Adviento y la solemnidad de Cristo Rey del Universo, el 20 de noviembre de 2016.
Se abrieron las Puertas Santas de las basílicas mayores de Roma (incluida la Puerta Grande de San Pedro), y se abrieron «Puertas de la Misericordia» especiales en las catedrales y otras iglesias importantes de todo el mundo, donde los fieles pueden ganar indulgencias cumpliendo las condiciones habituales de oración por las intenciones del Papa, confesión, desapego del pecado y comunión. Durante la Cuaresma de ese año, se celebrarán servicios especiales de penitencia de 24 horas, y durante el año, sacerdotes especiales calificados y con experiencia llamados «Misioneros de la Misericordia» estarán disponibles en cada diócesis para perdonar incluso los pecados graves y especiales normalmente reservados a la Penitenciaría Apostólica de la Santa Sede.
Francisco instituyó la Jornada Mundial de los Pobres en su Carta Apostólica Misericordia et misera, publicada el 20 de noviembre de 2016 para celebrar la conclusión del Jubileo Extraordinario de la Misericordia.

#### Jubileo Ordinario de 2025
Con su bula de convocación Spes non confundit (en español, La esperanza no defrauda), Francisco estableció el Jubileo Ordinario de 2025 que se extenderá desde el 24 de diciembre de 2024 hasta el 6 de enero de 2026.
Se trata de un acontecimiento importante en la Iglesia católica, donde se esperan entre 30 y 32 millones de peregrinos en Roma. Comenzó oficialmente el 24 de diciembre de 2024 a las 19:00 horas con la apertura de la Puerta Santa de la Basílica de San Pedro por el papa Francisco.

### Pandemia de COVID-19
Durante la pandemia de COVID-19, Francisco canceló sus usuales audiencias generales en la Plaza de San Pedro, para evitar que las multitudes se reunieran y prevenir la propagación del virus que afectó seriamente a Italia. Animó a los sacerdotes a visitar a los enfermos y a los trabajadores de la salud; instó a los fieles a no olvidar a los pobres en tiempos de crisis; ofreció oraciones por las víctimas del virus en China; e invocó a la Santísima Virgen María bajo su título de Salus Populi Romani, puesto que la Diócesis de Roma observó un período de oración y ayuno en reconocimiento de las víctimas.
El 20 de marzo de 2020, el papa Francisco pidió al Dicasterio para el Servicio del Desarrollo Humano Integral (DPIHD) que creara la Comisión vaticana COVID-19 para expresar la preocupación de la Iglesia por la crisis generada por la pandemia de COVID-19, y proponer respuestas a los posibles desafíos socioeconómicos que se derivan de ella.
El 27 de marzo, Francisco dio, a modo extraordinario, una bendición urbi et orbi. En su homilía sobre el pasaje del Evangelio de Marcos en el que Jesús atraviesa una tormenta junto a sus discípulos, el Santo Padre describió el escenario: «Densas tinieblas han cubierto nuestras plazas, calles y ciudades; se fueron adueñando de nuestras vidas llenando todo de un silencio que ensordece y un vacío desolador que paraliza todo a su paso: se palpita en el aire, se siente en los gestos... (...) Frente al sufrimiento, donde se mide el verdadero desarrollo de nuestros pueblos, descubrimos y experimentamos la oración sacerdotal de Jesús: "Que todos sean uno" (Jn 17,21).»
Francisco sostiene que vacunarse contra el COVID-19 es una obligación moral. Francisco afirmó que las personas tienen la responsabilidad de cuidarse a sí mismas, «y esto se traduce en respeto por la salud de quienes nos rodean. El cuidado de la salud es una obligación moral».
En respuesta al daño económico creado por la pandemia de COVID-19, Francisco afirmó que ahora es el momento de considerar la implementación de un salario básico universal.

### Disculpas
Francisco pidió perdón en nombre de la Iglesia por algunas razones. Pidió perdón por los abusos hacia los pueblos indígenas de Canadá en las escuelas residenciales administradas por la Iglesia, así como también criticó «la mentalidad de superioridad» con la que se trató a los indígenas en la conquista de América.

### Residencia

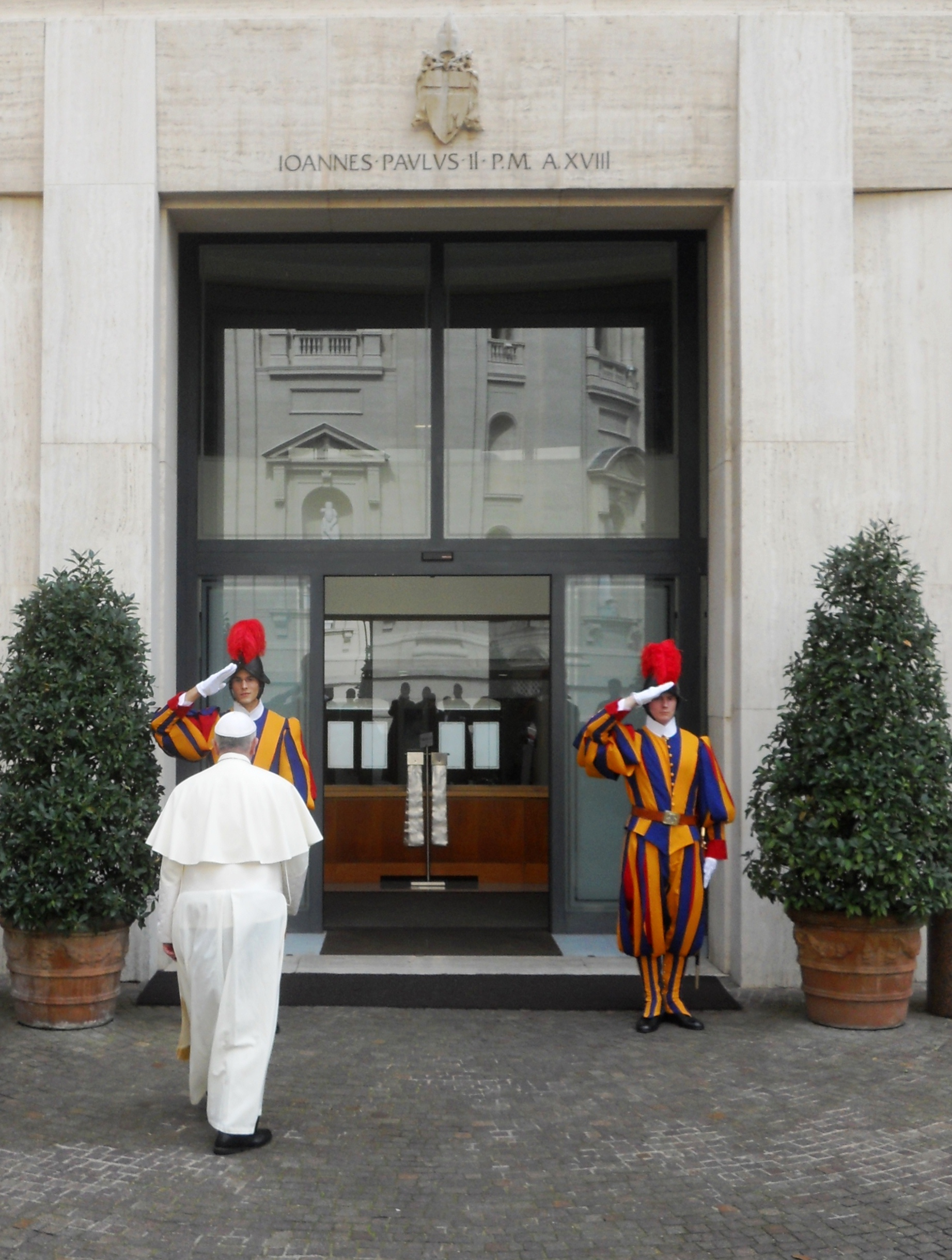
El papa Francisco entrando en la Casa de Santa Marta.

Francisco decidió hacer de la Casa de Santa Marta su lugar de residencia, renunciando así al Palacio Apostólico Vaticano usado por los papas desde Pío X (1903). En concreto, se alojaba en la suite 201, destinada a alojar al nuevo pontífice, la cual consta de un dormitorio, un salón y un baño. Su decisión fue tomada, según Federico Lombardi, por el propósito de buscar una «forma simple de vivir y la convivencia con otros sacerdotes».
No obstante, el Palacio Apostólico siguió siendo utilizado para audiencias y para el rezo del Ángelus. Desde comienzos de mayo de 2013 hasta diciembre de 2022, convivió en la misma Ciudad del Vaticano con su predecesor Benedicto XVI.
En cuanto a su relación, Francisco declaró que «Es como tener al abuelo en casa, pero el abuelo sabio; en una familia, el abuelo está en casa, es venerado, es amado, es escuchado. Si yo tuviera una dificultad o algo que no he entendido, puedo llamarlo» y que era como un padre. Incluso inauguraron juntos una estatua para el arcángel San Miguel y se reunieron antes de la Jornada Mundial de la Juventud de Brasil.

### Idiomas
Además del idioma castellano, que es su lengua materna, el papa Francisco hablaba con fluidez en italiano, con conocimientos intermedios de francés y alemán. Con respecto al latín, idioma oficial de la Santa Sede, el latinista Wilfried Stroh declaró que Francisco no sabría mantener una conversación fluida en ese idioma. En cambio, otros medios indicaron que Francisco hablaba en latín, y The Boston Globe afirmó que un estudiante estadounidense habló con el papa en esa lengua. Francisco contaba con conocimientos básicos del idioma inglés.

### Salud
A los 21 años, en su época de seminarista, se le extirpó parte de un pulmón. Conscientes del problema que supone tener un ‘papa de transición’, los cardenales debatieron el tema durante el cónclave debido a la edad de Bergoglio, considerando los problemas de salud que había padecido Benedicto XVI.
Tras su elección, se dio a conocer el nombre de un médico que le atendió durante años, Liú Ming.
Bergoglio sufría una estenosis diverticular sintomática del colon que le causaba un dolor abdominal recurrente e inflamación del colon, por lo que la tarde del 4 de julio de 2021 después de comparecer en la plaza de San Pedro y anunciar para septiembre un viaje a Budapest y cuatro ciudades de Eslovaquia fue ingresado al Hospital Universitario Gemelli de Roma para ser sometido a una cirugía programada de colon con el fin de reducir los problemas causados por los divertículos. Reapareció públicamente desde su balcón del hospital el 11 de julio tras una semana internado y fue dado de alta el 14 de julio. Es su segunda intervención quirúrgica desde que resultó elegido pontífice, luego de que en 2019 fuera operado de cataratas en la Clínica Pío XI de la capital italiana.
Inicialmente debido a un dolor persistente en la rodilla que requirió una operación, Francisco comenzó a usar públicamente una silla de ruedas el 5 de mayo de 2022.
Después de haber realizado sus actividades diarias como la clásica audiencia semanal, el 29 de marzo de 2023, empezó a padecer dolores en el pecho y fue ingresado al Hospital Universitario Gemelli por una bronquitis e infección respiratoria, y por lo tanto se cancelaron sus actividades semanales y se pensó que no podría presidir los actos de Semana Santa de 2023. Sin embargo, fue dado de alta el 1 de abril, dejando de este modo el hospital. Volvió a celebrar misa pública el Sábado Santo una vez ya recuperado de la bronquitis.
El 7 de junio de 2023, después de haber realizado la clásica audiencia semanal, el papa se dirigió hacia el Hospital Gemelli para ser sometido, bajo anestesia general, a una laparotomía y cirugía plástica de la pared abdominal con prótesis. Se informó que la operación duró «tres horas» y se desarrolló «sin complicaciones». Recibió el alta el 16 de junio siguiente. Todas sus audiencias habían quedado suspendidas hasta el 18 de junio.
El 7 de diciembre de 2024, mientras estaba en la Basílica de San Pedro celebrando un consistorio para la creación de nuevos cardenales, Francisco fue visto con un gran hematoma en el mentón. El hematoma se produjo cuando Francisco se golpeó el mentón con su mesita de noche la mañana anterior. Esto le provocó una contusión y un hematoma visible según un portavoz del Vaticano.
El 16 de enero de 2025, el papa Francisco sufrió una contusión en el antebrazo derecho tras caerse en la Casa de Santa Marta. Un portavoz del Vaticano aclaró que el papa no se había fracturado el brazo, sino que lo tenía inmovilizado mediante el uso de un cabestrillo como medida de precaución.
Ese mismo año, el 14 de febrero, fue ingresado otra vez al Hospital Gemelli, nuevamente debido a una bronquitis que en los últimos días le había imposibilitado leer algunos discursos. Su estadía en el hospital se extendió más tarde para abordar problemas clínicos derivados de una infección polimicrobiana del tracto respiratorio surgida en un contexto de bronquiectasias y bronquitis asmática. Después de una tomografía computarizada de tórax mostró que padecía de una «neumonía bilateral». El 21 de febrero, su salud había mejorado levemente, antes de empeorar nuevamente al día siguiente debido a una crisis respiratoria asmática prolongada. El portal web Vatican News, de acuerdo con el deseo de Francisco de hacer pública la información sobre su estado, calificó su condición como «crítica» e informó que recibió transfusiones de sangre y oxígeno de alto flujo. El 23 de febrero, se anunció que Francisco padecía una «insuficiencia renal inicial leve», aunque su condición permaneció «bajo control». Presentó una «leve mejoría» desde el 24 de febrero y después se informó que no estaba postrado en una cama. Desde el hospital, el papa firmó un decreto para la canonización de José Gregorio Hernández, quien se convertirá en el primer santo de Venezuela. El 27 de febrero, el papa había dejado atrás la fase crítica según fuentes vaticanas, aunque el hospital confirmó que aún necesitaba «más días de estabilidad clínica». Sin embargo, al día siguiente sufrió un broncoespasmo que le hizo inhalar vómito y requerir ventilación mecánica no invasiva, y el Vaticano declaró que su pronóstico seguía siendo reservado. El 3 de marzo, se informó que le habían retirado la ventilación mecánica y que se estaba recuperando. El Vaticano reveló que Francisco había sufrido dos episodios de «insuficiencia respiratoria aguda». Después de este episodio, el tercer empeoramiento importante en la condición del papa, la ventilación mecánica se reanudó esa tarde. El 7 de marzo, el Vaticano anunció que, dada la estabilidad clínica del papa, su próximo boletín se emitiría el 9 de marzo. Se difundió una grabación del papa pronunciando un laborioso saludo de agradecimiento de dos líneas en su español nativo, la primera vez que el mundo escuchaba sus palabras habladas desde que ingresó en el hospital casi tres semanas antes. Desde el 9 de marzo, su condición mejoró ligeramente, aunque de forma cautelosa, pasando a ser de forma consolidada desde el 10 de marzo. El 19 de marzo, se informó que Francisco ya no utilizaba ventilación mecánica nocturna, y sus médicos afirmaron que su infección pulmonar estaba controlada, aunque no erradicada. Fue dado de alta del hospital el 23 de marzo inmediatamente después de reaparecer públicamente y saludar a la multitud presente desde su balcón. Su equipo médico había anunciado su alta el día anterior, pero detalló que deberá cumplir «una larga convalecencia» de «al menos dos meses». Después de que Francisco fuera dado de alta, se reveló que su equipo médico consideró la posibilidad de suspender el tratamiento tras la crisis respiratoria de broncoespasmo que sufrió el pontífice el 28 de febrero, pero en su lugar decidió seguir un curso agresivo que puso en riesgo sus órganos.

## Fallecimiento
Hacía las 05.30 horas (UTC+02:00) del lunes 21 de abril de 2025 el papa comenzó a mostrar los primeros síntomas de malestar y más de una hora después entró en coma, finalmente falleció a las 7:35 horas de ese mismo día a los 88 años en su residencia de la Casa de Santa Marta, en Ciudad del Vaticano, según anunció el camarlengo Kevin Farrell. La causa de su fallecimiento fue un derrame cerebral y complicaciones posteriores, esto tras haber luchado con diversos problemas de salud las semanas anteriores a su deceso. Su última aparición ante los fieles fue tan solo 15 horas antes de su fallecimiento, precisamente dando un breve discurso por el Domingo de Resurrección ante más de 50 000 personas. En su último discurso clamó por la paz mundial diciendo: «No puede haber paz sin libertad de religión, libertad de pensamiento, libertad de expresión y respeto por las opiniones de los demás». Su última bendición compartida fue Urbi et orbi.
El mismo día de su muerte a las 20.00 horas tuvo lugar el rito de constatación de su muerte en la capilla privada de la Casa de Santa Marta en donde su cuerpo permaneció hasta el 23 de abril de 2025 cuando fue trasladado a la Basílica de San Pedro para su exposición al público hasta el 25 de abril de 2025. Su funeral tuvo lugar en el atrio de la mencionada basílica el 26 de abril de 2025 y posteriormente fue sepultado ese mismo día en la Basílica de Santa María la Mayor.

### Testamento
Pocas horas después del anuncio oficial de su fallecimiento, la Santa Sede hizo público el testamento de Francisco, fechado el 29 de junio de 2022. En este documento, el pontífice expresó su deseo de ser sepultado en la Basílica Papal de Santa María la Mayor, situada en Esquilino, Roma. Esta elección respondió a su profunda devoción a la advocación mariana de la Salus Populi Romani, cuya imagen se encuentra en dicha basílica. Según su voluntad, solicitó que su sepultura se realizara de manera sencilla, con una tumba en tierra ubicada entre la nave lateral comprendida entre la Capilla Paulina y la Capilla Sforza, sin ornamentaciones, y con la única inscripción «Franciscus». Asimismo, dejó establecido que los gastos correspondientes a su sepultura serían asumidos por un benefactor anónimo.
Esta voluntad personal se articuló con las modificaciones introducidas por el propio Francisco en abril de 2024 al Ordo Exsequiarum Romani Pontificis (Rito de las exequias del Romano Pontífice), reforma que estableció nuevos lineamientos para los funerales papales. Entre otras disposiciones, se eliminó el uso tradicional de tres ataúdes —de ciprés, plomo y roble— utilizados en forma encajada. Estas nuevas disposiciones, impulsadas por el mismo pontífice en vida, rigieron en el funeral de Francisco, celebrado conforme a las nuevas directrices, incluyendo el uso de un único ataúd de madera forrado interiormente con zinc.

«En el Nombre de la Santísima Trinidad. Amén.

Sintiendo que se acerca el ocaso de mi vida terrena, y con viva esperanza en la Vida Eterna, deseo expresar mi voluntad testamentaria sólo en cuanto al lugar de mi sepultura.
Siempre he confiado mi vida y mi ministerio sacerdotal y episcopal a la Madre de Nuestro Señor, María Santísima. Por tanto, pido que mis restos mortales descansen esperando el día de la resurrección en la Basílica Papal de Santa María la Mayor.
Deseo que mi último viaje terrenal termine en este antiquísimo santuario mariano, al que acudía en oración al inicio y al final de cada Viaje Apostólico para confiar confiadamente mis intenciones a la Madre Inmaculada y agradecerle sus dóciles y maternales cuidados.
Pido que se prepare mi sepulcro en el nicho de la nave lateral entre la Capilla Paulina (Capilla de la Salus Populi Romani) y la Capilla Sforza de la citada Basílica Papal, como se indica en el anexo adjunto.
El sepulcro debe estar en la tierra; sencillo, sin decoración particular y con la única inscripción: Franciscus.
Los gastos para la preparación de mi entierro serán cubiertos por la suma bienhechora que he dispuesto, que será transferida a la Basílica Papal de Santa María la Mayor y para la cual he dado las instrucciones oportunas al Arzobispo Rolandas Makrickas, Comisario Extraordinario del Capítulo de Liberia.

Que el Señor dé la recompensa merecida a quienes me han amado y seguirán rezando por mí. El sufrimiento que estuvo presente en la última parte de mi vida lo ofrecí al Señor por la paz mundial y la fraternidad entre los pueblos.»
Francisco, 2022

### Legado económico
Tras su fallecimiento, se conoció que Bergoglio contaba únicamente con un capital de 90 euros, no poseía propiedades, automóviles, patrimonios ni cuentas bancarias. En 2017, le habían regalado un Lamborghini Huracán, valuado en aproximadamente 300 mil euros, que más tarde fue subastado en alrededor de 700 mil y lo recaudado fue donado a organizaciones y comunidades cristianas. Antes de fallecer, Francisco donó 200 mil euros a un centro penitenciario de Roma.
El 5 de mayo de 2025, el Vaticano anunció que su papamóvil se encontraba en Jerusalén para ser equipado con material de diagnóstico, examen y tratamiento, incluidas pruebas rápidas de infecciones, instrumentos de diagnóstico, vacunas, kits de sutura y otros suministros vitales para que pueda ser utilizado como una clínica móvil para tratar a niños desplazados en la Franja de Gaza. Este fue el último deseo del papa Francisco antes de morir.

## Posiciones morales

### Disposiciones para recibir la eucaristía
En 2013 en el Documento de Aparecida, una declaración conjunta de los obispos de América Latina, el entonces cardenal Bergoglio, presidió el equipo de redacción del Documento final.
El texto en su parágrafo 436 dice:

Debemos atenernos a la «coherencia eucarística», es decir, ser conscientes de que no pueden recibir la sagrada comunión y al mismo tiempo actuar con hechos o palabras contra los mandamientos, en particular cuando se propician el aborto, la eutanasia y otros delitos graves contra la vida y la familia. Esta responsabilidad pesa de manera particular sobre los legisladores, gobernantes y los profesionales de la salud.

Sin embargo, el 29 de octubre de 2021 el papa Francisco recibió al presidente de los Estados Unidos, Joe Biden, en el Vaticano. Biden, que está a favor del aborto legal, dijo a la agencia de noticias Reuters que el papa le había dicho que era un buen católico y que le autorizaba a comulgar. Al día siguiente, Biden recibió la comunión en una misa en la Iglesia de San Patricio de Roma.

### Sobre el bautismo
Francisco también mantuvo una postura crítica hacia los sacerdotes que no bautizan a los niños nacidos de parejas no casadas o a los hijos de madres solteras, porque «apartan al pueblo de Dios de la salvación».

### Crítica a la pobreza y la desigualdad social
Francisco, como arzobispo y cardenal, fue reconocido por su trabajo al servicio y la defensa de los pobres en Argentina; entre otros, por la directora del Programa Mundial de Alimentos de la ONU, quien encomió su labor en este sentido. También fue crítico con lo que llamó un «acostumbramiento» a la pobreza, y reprochó abiertamente a la sociedad y al Gobierno argentino por no impedir el aumento de una pobreza que llegó a definir como «inmoral, injusta e ilegítima» al ocurrir en una nación que posee las condiciones económicas necesarias para evitar esos daños. Con respecto a la desigualdad social, en su mensaje para la 48.º Jornada Mundial de las Comunicaciones Sociales, el papa Francisco dijo:

Hoy vivimos en un mundo que se va haciendo cada vez más «pequeño»; por lo tanto, parece que debería ser más fácil estar cerca los unos de los otros. El desarrollo de los transportes y de las tecnologías de la comunicación nos acercan, conectándonos mejor, y la globalización nos hace interdependientes. Sin embargo, en la humanidad aún quedan divisiones, a veces muy marcadas. A nivel global vemos la escandalosa distancia entre el lujo de los más ricos y la miseria de los más pobres. A menudo basta caminar por una ciudad para ver el contraste entre la gente que vive en las aceras y la luz resplandeciente de las tiendas. Nos hemos acostumbrado tanto a ello que ya no nos llama la atención.
Francisco

En 2009 intervino en un seminario sobre Políticas Públicas, organizado por la Universidad del Salvador (Buenos Aires), Escuela de Posgrado Ciudad Argentina (Época) y la Universidad Carlos III de Madrid, donde participaron también el exministro español Tomás de la Quadra-Salcedo, el rabino Sergio Bergman (integrante del PRO, partido opositor al gobierno de Kirchner) y la senadora Hilda González de Duhalde, perteneciente a sectores del peronismo en la oposición, donde la intervención más sonada fue la del cardenal, que criticó la situación por la que atravesaba Argentina, reprochando al Gobierno lo que él consideraba como una falta de acción para frenar la pobreza en su país. «En lugar de eso, pareciera que se ha optado por agravar más las desigualdades», opinó el entonces primado de la Iglesia católica argentina, para quien «los derechos humanos se violan no sólo por el terrorismo, la represión y los asesinatos, sino también por estructuras económicas injustas que originan grandes desigualdades».
Ante esto, exigió una respuesta «ética, cultural y solidaria» para terminar con la que consideraba una deuda social con millones de argentinos, mayoritariamente niños y jóvenes, y aseguró que era imperativo luchar para cambiar las causas estructurales y las actitudes que generan dicha situación. Recalcó especialmente la fuga de capitales que padecía Argentina, indicando que había «aproximadamente 150 000 millones de dólares de argentinos en el exterior, sin contar los que están fuera del sistema financiero, y los medios de comunicación nos dicen que siguen yéndose de Argentina, aproximadamente, otros 2000 millones de dólares más al mes». Ante esta situación, señaló la necesidad de que esos recursos fuesen puestos al servicio del país, saldando la deuda social y generando las condiciones para un desarrollo integral.
Durante una huelga de 48 horas de servidores públicos en Buenos Aires, Francisco opinó sobre las diferencias entre los «pobres perseguidos por pedir trabajo, y los ricos que son aplaudidos por huir de la justicia».

### Diálogo interreligioso
Durante el tiempo como arzobispo de Buenos Aires, Bergoglio mostró una actitud favorable al diálogo interreligioso. En su libro Sobre el cielo y la tierra se recogen las conversaciones que mantuvo con el rabino Abraham Skorka, rector del Seminario Rabínico Latinoamericano y con el que comparte una gran amistad. En dichas conversaciones afirmaban que la falta de diálogo y las trabas al encuentro son consecuencia de las actitudes como la prepotencia, el no saber escuchar, la desinformación, los prejuicios, la crispación del lenguaje comunicativo o la descalificación previa, entre otras. El diálogo, señalaron, entraña una acogida cordial y no una condena previa. «Para dialogar hay que saber bajar las defensas, abrir las puertas de casa y ofrecer calidez humana».
El mismo día de su nombramiento como papa de la Iglesia católica, Francisco envió una carta al rabino jefe de Roma Riccardo Di Segni, en la que expresaba su deseo de contribuir al progreso de las relaciones ante ambas religiones, que se fueron fortificando progresivamente en las últimas décadas. Días después recibió también a los enviados de las otras iglesias, comunidades eclesiales y organismos ecuménicos internacionales, así como a los representantes de las religiones no cristianas, que llegaron a Roma con motivo del inicio de su pontificado; y a los que se dirigió asegurándoles, en la estela de sus predecesores, su «firme voluntad de proseguir el camino del diálogo ecuménico».
En este encuentro hizo un llamamiento por la promoción de la amistad y el respeto entre hombres y mujeres de diferentes tradiciones religiosas; así como para que las religiones promuevan la justicia y la reconciliación para construir la paz; pero sobre todo para mantener viva en el mundo la búsqueda de la verdad, de la bondad y de la belleza de Dios.
Al mismo tiempo, el papa Francisco destacó la importancia de intensificar el diálogo entre las distintas religiones, en primer lugar con el islam; pero también con los no creyentes para que «nunca prevalezcan las diferencias que separan y laceran», sino que, «predomine el deseo de construir lazos verdaderos de amistad entre todos los pueblos».

### Sobre las ciencias
El papa Francisco, en su catequesis sobre los dones del Espíritu Santo, abordó el don de ciencia, afirmando que «ayuda a percibir la grandeza de Dios a través de la Creación para custodiarla como un regalo para el beneficio de todos y no caer en algunas actitudes excesivas o equivocadas que lleven a su destrucción».
Francisco mantuvo, siguiendo las opiniones del papa Pío XII, que el Big Bang (una teoría que se inspira en las ideas del sacerdote católico Georges Lemaître) es pertinente como teoría del origen del Universo, y no se contradice con la noción de Dios creador, sino que «por el contrario, la exige».
A su vez, entre declaraciones que realizó durante un discurso ante la Academia Pontificia de las Ciencias de la Santa Sede, Francisco aseguró, también en consonancia con la postura de la Iglesia, que «la teoría de la evolución y el Big Bang son completamente posibles», como medios de los que se ha valido Dios; señalando que, «la evolución y Dios no son excluyentes, todo lo contrario, van de la mano».

### Aborto, eutanasia y anticoncepción
Como cardenal, Francisco, acorde con la postura oficial de la Iglesia sobre estos temas, alentó a su clero y a los laicos a oponerse tanto al aborto como a la eutanasia, describiendo el movimiento proelección como una «cultura de la muerte» y defendiendo en contraposición la denominada cultura de la vida: defender la vida desde su concepción, durante la juventud, la vejez y hasta la muerte natural.
Igualmente, Francisco rechazó el uso de anticonceptivos y se opuso a su distribución gratuita por parte del gobierno argentino.
Francisco afirmó en la exhortación apostólica Evangelii Gaudium que no debe esperarse que la Iglesia cambie su postura sobre la cuestión del aborto, ya que no está sujeto a supuestas reformas o modernizaciones; y que no era progresista pretender resolver los problemas eliminando una vida humana. Asimismo, afirmó que «cada niño injustamente condenado al aborto tiene el rostro del Señor, quien incluso antes de nacer y luego apenas nacido, experimentó el rechazo del mundo», mostrando su oposición al aborto y a la eutanasia delante de varios integrantes de la Federación Internacional de las Asociaciones Médicas Católicas y ginecólogos católicos, pidiendo a los profesionales de la salud que mantengan un compromiso a favor de la vida.
«Rezo por la Marcha por la Vida en Washington. ¡Que Dios nos ayude a respetar siempre la vida, especialmente la de los más débiles!», expresó el papa vía Twitter el 22 de enero de 2014, en referencia a la Marcha por la Vida en la capital estadounidense.
En 2024, mientras volaba de Bruselas a Roma tras haber concluido un viaje apostólico en Bélgica, declaró que los médicos que practican el aborto son sicarios:

(...) los médicos que se prestan a esto [el aborto] son –permítanme la palabra– sicarios. Son sicarios. Y eso no se puede discutir. Se mata una vida humana.
Francisco, 29 de septiembre de 2024

### Pena de muerte
En agosto de 2018, Francisco eliminó la pena de muerte del Catecismo mediante la revisión del artículo número 2267.

Durante mucho tiempo, el uso de la pena de muerte por autoridades legítimas, después de un juicio justo, se consideró una respuesta adecuada a la gravedad de ciertos delitos y un medio aceptable, aunque extremo, para la protección del bien común. Hoy en día existe una conciencia cada vez mayor de que la dignidad de una persona no se pierde incluso después de cometer delitos muy graves. Además, se ha difundido una nueva comprensión del significado de las sanciones penales por parte del Estado. Por último, se han desarrollado sistemas de detención más eficaces, que garantizan la necesaria protección de los ciudadanos, pero, al mismo tiempo, no privan definitivamente al infractor de la posibilidad de redención.
Francisco, 2 de agosto de 2018

### Protección ambiental y cambio climático
En su homilía de la misa inaugural de su pontificado, el papa recordó el ejemplo de San Francisco de Asís para invitar a todos a tener respeto por cada criatura de Dios y por el ambiente en el que vivimos. En la misma ocasión hizo un llamado a los gobiernos y a todos los habitantes del planeta para proteger el medio ambiente. Su segunda encíclica, Laudato si', está dedicada en gran medida a cuestiones medioambientales. En octubre de 2023, en anticipación a la Conferencia de las Naciones Unidas sobre el Cambio Climático de 2023 (COP28), Francisco emitió la exhortación apostólica Laudate Deum (Alabado sea Dios, en castellano), en la que llamó a tomar medidas decisivas contra la crisis climática y condenó el negacionismo del cambio climático.

### Actuación contra la pedofilia y la conducta sexual inapropiada en el clero
El papa Francisco pidió a la Congregación para la Doctrina de la Fe que, en la línea de lo iniciado por su predecesor Benedicto XVI, se actúe con decisión en todo aquello que se refiera a los casos de abuso sexual, promoviendo medidas de protección a los menores y ayudando a los que han sufrido algún tipo de violencia. También señaló la necesidad de aplicar las medidas debidas hacia los culpables.
Además, según el periódico italiano Il Fatto Quotidiano, Francisco, durante una visita a la Basílica de Santa María la Mayor de Roma en 2013, ordenó expulsar al exarcipreste, el cardenal estadounidense Bernard Francis Law, como condena por su presunto encubrimiento de más de 5000 casos de pedofilia. Law había sido reemplazado en el cargo por el cardenal Santos Abril y Castelló el 21 de noviembre de 2011.
Sobre la supuesta relación entre la pederastia y el celibato de los sacerdotes, Bergoglio afirmó en el libro El jesuita que «si hay un cura pedófilo es porque portaba en él la perversión antes de ser ordenado. Y suprimir el celibato no cura esas perversiones. Se tiene o no se tiene». Para evitar esto, defendió una mayor atención a la selección de candidatos para el sacerdocio.
Pocas semanas después del cónclave de 2013, a través de un comunicado que difundió la Santa Sede, Francisco habló por primera vez como papa sobre la pedofilia, y se dirigió a las conferencias episcopales de todos los países para formular y actuar las directivas establecidas y dijo que reza en modo particular por las víctimas.
Meses más tarde, Francisco creó una comisión para la protección de los niños contra la pedofilia, la «Pontifica Comisión para la Protección de Menores». Fue establecida por el Consejo de Cardenales, reforzando así su intención de afrontar este tema tabú para la Iglesia. Pese a ello, el 5 de febrero de 2014, la Organización de las Naciones Unidas criticó al Vaticano por la adopción de medidas que permitieron proteger a sacerdotes pedófilos, así como por sus actitudes hacia la homosexualidad, la planificación familiar y el aborto, y pidió que se revisen sus políticas para asegurar que se protejan los derechos de los niños y su acceso a la salud. El Vaticano respondió en un comunicado que deplora lo que considera el intento del comité de las Naciones Unidas de interferir con su magisterio sobre el aborto y la anticoncepción. Para el padre Federico Lombardi, como portavoz de la Santa Sede, dicho informe ha sido inspirado por organizaciones no gubernamentales con prejuicios negativos hacia el Vaticano y sus posiciones, y que no habría tenido en cuenta las respuestas escritas y orales que los representantes de la Santa Sede presentaron sobre el tema.
El 11 de abril de 2014, durante la audiencia en la Oficina Católica Internacional de la Infancia, el papa Francisco confirmó su compromiso en la lucha contra la pederastia y pidió perdón por los abusos cometidos contra menores por parte de sacerdotes:

Me siento llamado a asumir todo el mal que algunos sacerdotes –bastantes, suficientes en número, pero no en proporción a la totalidad– han hecho y a pedir perdón por el daño que han hecho, por los abusos sexuales a niños. La Iglesia es consciente de este daño. Es un daño personal y moral no para ellos, sino para los hombres de Iglesia. Y no queremos dar un paso atrás en cuanto a abordar este problema y las sanciones que deben imponerse. Al contrario, creo que tenemos que ser muy fuertes.

En febrero de 2019, Francisco reconoció que sacerdotes e incluso obispos habían abusado sexualmente de hermanas religiosas. Abordó este tema y el escándalo de abuso sexual del clero convocando una cumbre sobre abuso sexual del clero en Roma del 21 al 24 de febrero de 2019. Durante la misma, ofreció «21 puntos de reflexión». Como seguimiento de esa cumbre, el 9 de mayo de 2019 Francisco promulgó el motu proprio Vos estis lux mundi, que entró en vigor el 1 de junio siguiente, que obliga a sacerdotes y religiosos a informar al ordinario diocesano de los casos de abusos y encubrimiento, refuerza la responsabilidad de los obispos, crea un sistema de denuncia y explica cómo resolver las investigaciones. El 25 de marzo de 2023 fue promulgada la versión actual del documento, entrando en vigor el 30 de abril siguiente, extendiendo las normas hacia los laicos.
El 29 de octubre de 2024, la Pontifica Comisión para la Protección de Menores presentó su primer informe anual sobre las políticas y procedimientos eclesiales para la protección de menores, como parte de las medidas para luchar contra los abusos sexuales.

### Trabajo
Francisco rechazaba los empleos que someten a las personas a condiciones laborales injustas o que son denigrantes, tales como la prostitución o los talleres clandestinos, los cuales calificaba de «esclavitud» y «trata de personas»:

Pido justicia por estos hombres y mujeres sometidos a la trata de personas en cualquiera de los rubros: talleres clandestinos, prostitución, chicos sometidos en trabajos de granjas y los cartoneros que viven de las migajas que caen de la mesa de los satisfechos.

También criticó a las personas que trabajan con el fin último de la acumulación de dinero, las cuales, opinaba, se enfrentan a una «catarata descendente de degradación moral».

### Educación escolar
Francisco creó en 2013 un proyecto educativo para promover la armonía entre los colegios. Con ello en marcha, su proyecto llamado Scholas Occurrentes ha sido presentado ante la Organización de las Naciones Unidas, y también incluye al deporte y una plataforma en línea colaborativa y multirreligiosa.
Es una entidad educativa de bien público, impulsada por Francisco, que vincula la tecnología, el arte y el deporte para fomentar la integración social y la cultura del encuentro. Una de sus misiones declaradas era la de recrear una educación diferente, que recupere una mirada antropológica y los valores humanos esenciales y que abarque toda la realidad que viven los estudiantes de colegio.

### Posturas hacia las uniones de parejas del mismo sexo y comunidad LGBT
El papa Francisco marcó un tono significativamente más complaciente en temas LGBT que sus predecesores. Pidió respetar a los gays y a los transexuales, pero en relación a estos últimos fue menos complaciente. Describió la teoría de género y la educación de los niños sobre la cirugía de afirmación de género como «colonización ideológica». 

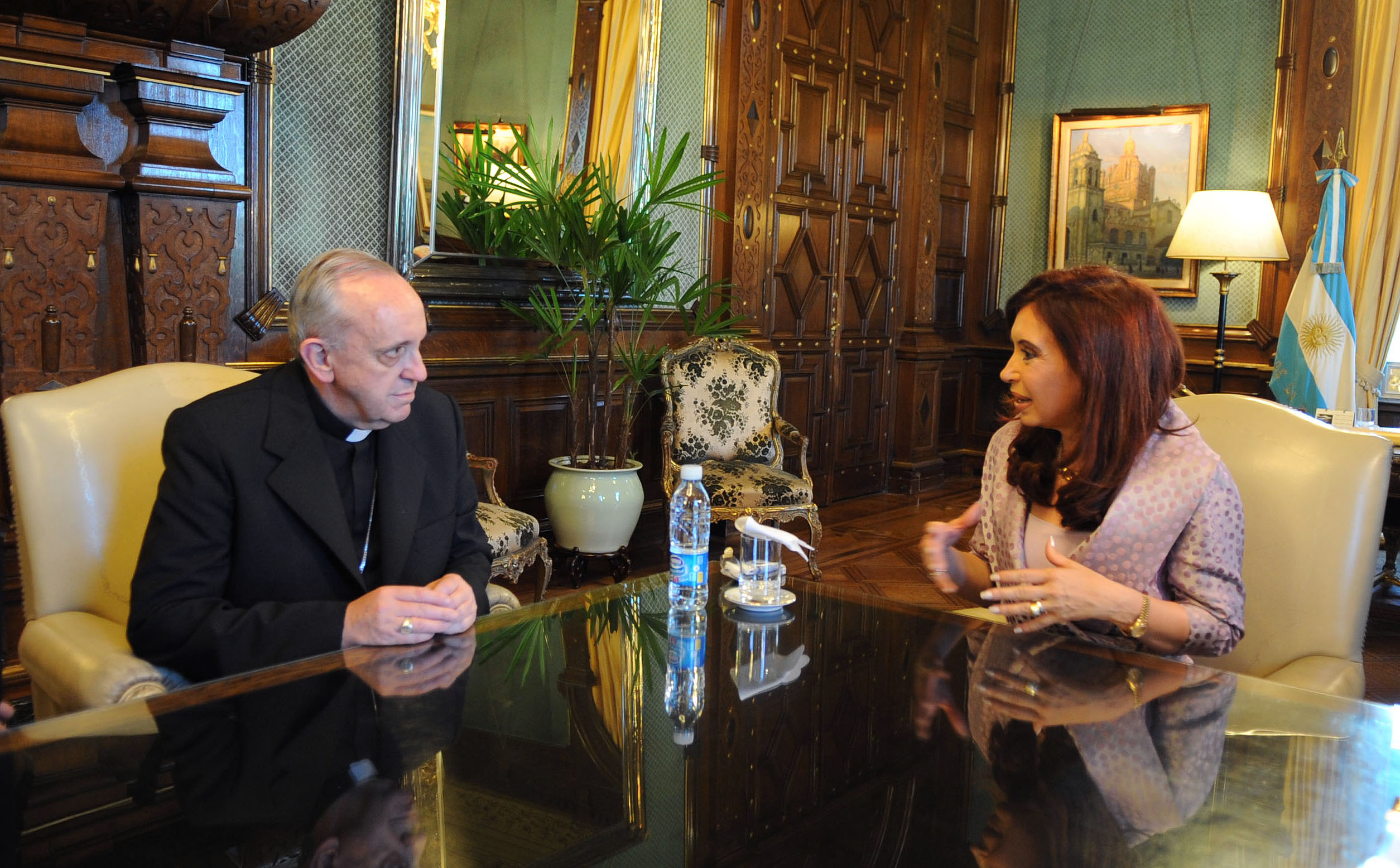
Jorge Mario Bergoglio cuando era arzobispo de Buenos Aires junto a la expresidenta Cristina Fernández de Kirchner.

Una de las cuestiones en las que el entonces cardenal Bergoglio se enfrentó al Gobierno argentino fue la ley 26618, mediante la cual, entre otros cambios, se reformó el Código Civil para permitir el matrimonio con independencia del sexo de los contrayentes. El cardenal estaba de acuerdo con las uniones civiles de personas del mismo sexo, aunque no con el matrimonio.
El 9 de julio de 2010, días antes de su aprobación, se hizo pública una carta de Bergoglio destinada a las monjas carmelitas de Buenos Aires, en la que instaba a las religiosas a pedir por los legisladores para que hagan un bien a la patria, utilizando la cita bíblica «esta guerra no es vuestra sino de Dios», refiriéndose a dicho proyecto, que contemplaba, entre otras cosas, que las personas homosexuales pudieran contraer matrimonio y adoptar niños, hechos calificados en dicha carta como «la pretensión destructiva del plan de Dios». El expresidente Néstor Kirchner criticó lo que él denominó «presiones» de la Iglesia sobre este asunto.
La presidenta Cristina Fernández de Kirchner acusó en duros términos a la Iglesia por la campaña contra el matrimonio entre personas del mismo sexo, que se debatía en el Congreso, afirmando que la misma era propia de «tiempos medievales y de la Inquisición».
Ya en el papado Francisco dijo que los hijos de parejas homosexuales son un desafío para la Iglesia, sobre todo a la hora de anunciar el Evangelio. Pidió a los religiosos que estén atentos a «no suministrar» a estas nuevas generaciones una vacuna contra la fe y que trasmitan el conocimiento y los valores, a través de la fe. De regreso de Brasil en 2013, fue entrevistado en pleno vuelo y declaró: «Si una persona es gay y busca al Señor y tiene buena voluntad, ¿quién soy yo para juzgarlo?». El tema de la homosexualidad fue uno de los tantos que se debatió en octubre de 2014 durante el sínodo extraordinario de obispos sobre la familia. Federico Lombardi, entonces portavoz de la Santa Sede, negó que se hubiera planteado un cambio frente a las parejas homosexuales.
En 2015 Francisco telefoneó a un transexual español, Diego Neria Lejárraga, y lo invitó a encontrarse con él en el Vaticano. Según declaraciones de esa persona, el papa le dijo por teléfono: «Dios quiere a todos sus hijos, estén como estén, y tú eres hijo de Dios y por eso la Iglesia te quiere y te acepta como eres». El invitado acudió a la audiencia con su novia. Tras el acto, declaró: «Después de ver al papa, salí con la cabeza bien alta. Escucho misa y comulgo».
En 2018 Francisco conversó con Juan Carlos Cruz, chileno homosexual que denunciaba los casos de pederastia de la Iglesia católica, de los cuales él mismo había sido víctima. Según Juan Carlos, el papa trató el tema de su homosexualidad y le dijo: «Mira Juan Carlos, el papa te ama de esta forma. Dios te hizo así y te ama».
En octubre de 2020 se reveló que, durante una entrevista para el documental Francesco que fue estrenado en el Festival de Cine de Roma, Francisco había dicho que «Las personas homosexuales tienen derecho a estar en la familia. Son hijos de Dios, tienen derecho a una familia. No se puede echar de la familia a nadie, ni hacer la vida imposible por eso. Lo que tenemos que hacer es una ley de convivencia civil. Tienen derecho a estar cubiertos legalmente. Yo defendí eso». Sin embargo, luego la Secretaría de Estado del Vaticano aclaró que esa frase fue sacada de contexto, que se refería a las «leyes adoptadas por los Estados», cuando se refiere a las leyes civiles y «no a la doctrina de la Iglesia».
En febrero de 2021 la Congregación para la Doctrina de la Fe, con la aprobación del papa Francisco, dijo que la Iglesia no podía bendecir uniones de personas del mismo sexo. Más de 230 profesores de teología de países de habla alemana firmaron un documento contra la prohibición. En mayo de 2021, los sacerdotes de más de cien parroquias católicas alemanas comenzaron a bendecir este tipo de uniones. Paralelamente, varios obispos alemanes han mostrado su apoyo a la bendición de uniones de personas del mismo sexo.
En junio de 2021 respaldó en una carta la labor del jesuita James J. Martin, que trabaja en favor de la comunidad LGTBI dentro de la Iglesia católica. En mayo de 2022 le respondió de forma inclusiva a tres preguntas sobre esta comunidad en la Iglesia.
El 18 de diciembre de 2023 el papa Francisco aprobó a través de la declaración Fiducia supplicans del Dicasterio para la Doctrina de la Fe por el cual se permite bendecir a las parejas del mismo sexo y a las parejas en situaciones «irregulares».

## Papel diplomático

### Encuentros diplomáticos

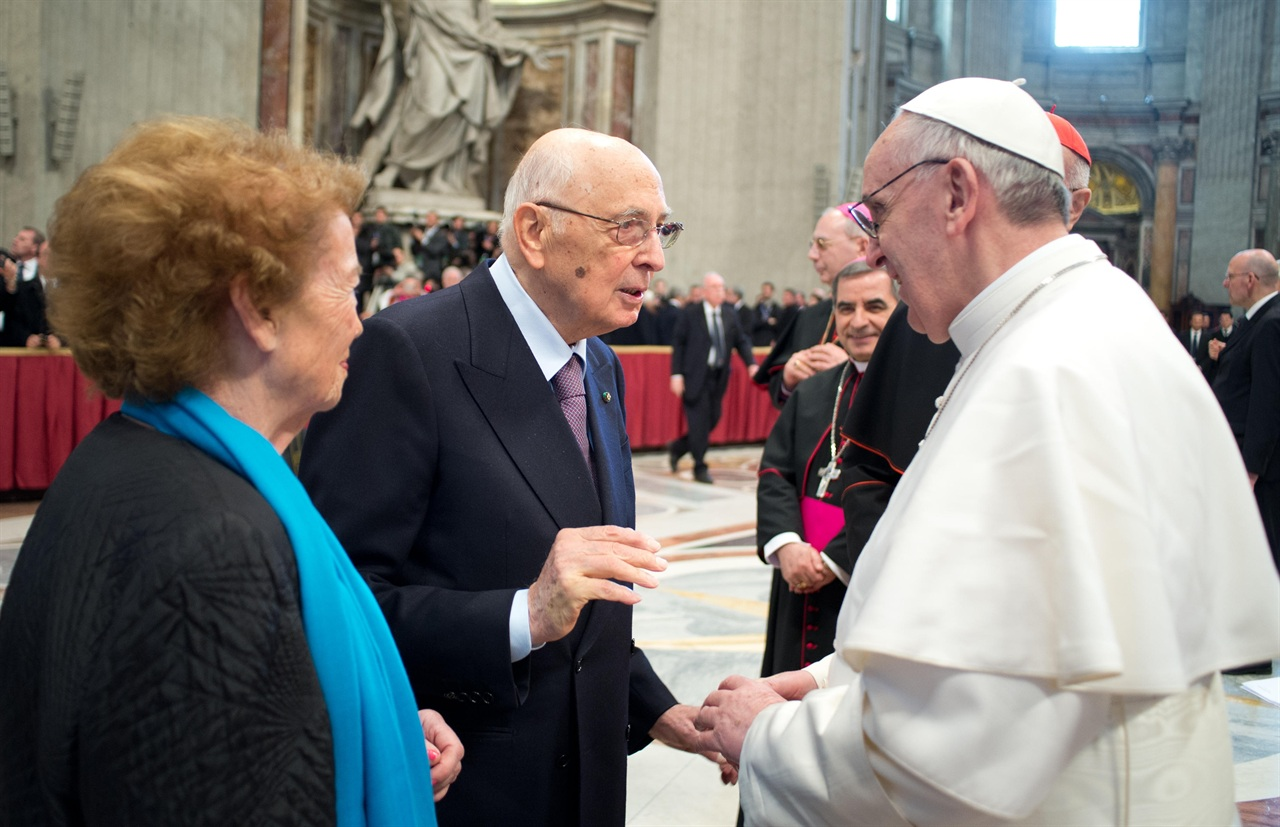
Francisco con el presidente de Italia Giorgio Napolitano.

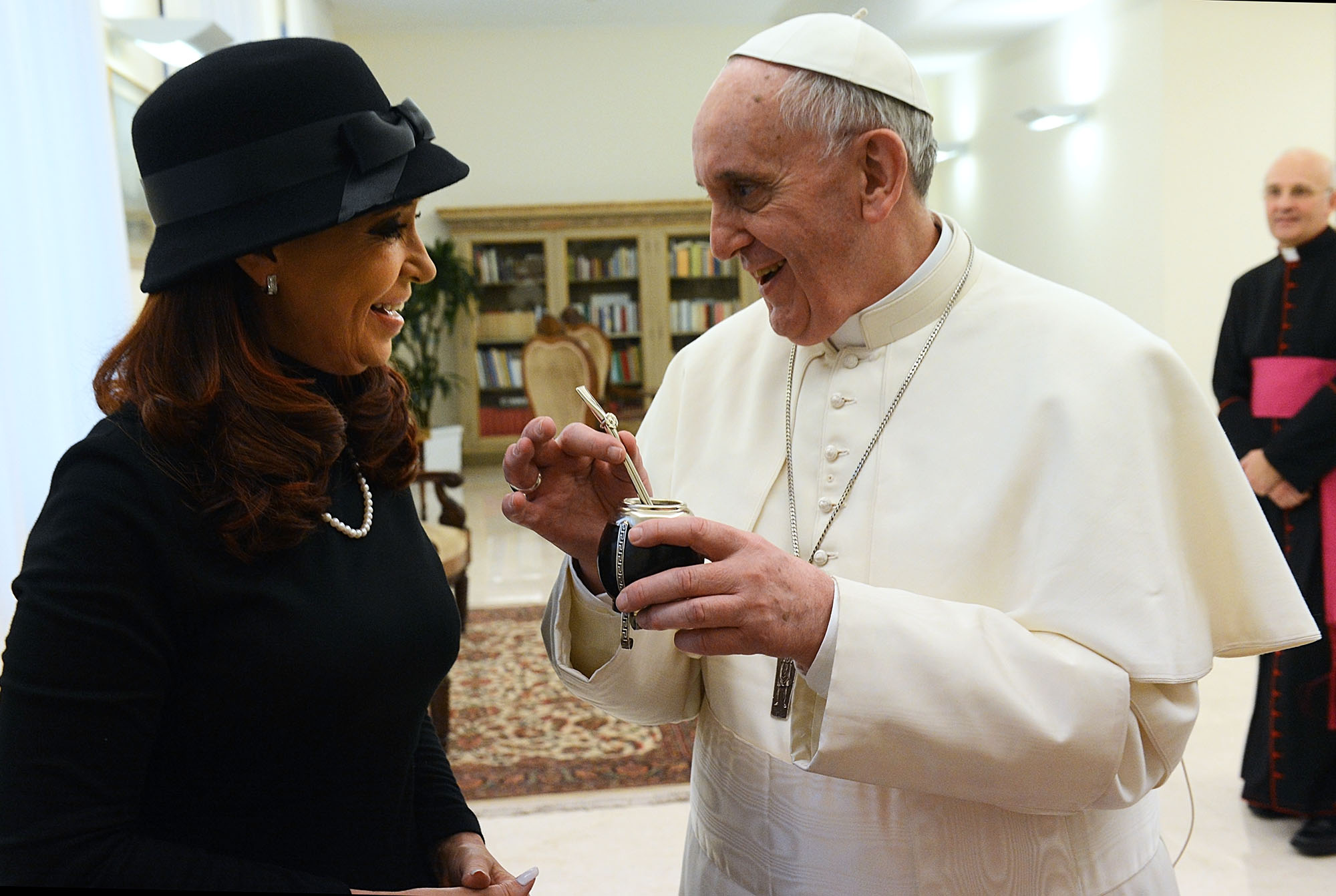
Francisco y la presidenta de la República Argentina Cristina Fernández de Kirchner.

Como líder diplomático, el papa Francisco recibió a autoridades de Estado en la Ciudad del Vaticano. En especial a líderes de la región de Latinoamérica, como Cristina Fernández de Kirchner, Pedro Pablo Kuczynski, Juan Manuel Santos, José Mujica, Rafael Correa, Michelle Bachelet Jeria, Enrique Peña Nieto, Nicolás Maduro, y el opositor de este, Henrique Capriles. Igualmente, se ha reunido con el presidente ruso Vladímir Putin, Teodoro Obiang de Guinea Ecuatorial, François Hollande, Barack Obama, Donald Trump, Joe Biden, entre otros líderes mundiales.

No se puede gobernar al pueblo sin amor y sin humildad. Y cada hombre, cada mujer que tiene que tomar posesión de un servicio público, debe hacerse estas dos preguntas: «¿Amo a mi pueblo para servirle mejor? ¿Soy humilde y oigo lo que dicen todos los otros, las diferentes opiniones para elegir el mejor camino?» Si no se hace estas preguntas su gobierno no va a ser bueno. El hombre o la mujer gobernante, que ama a su pueblo, es un hombre o una mujer humilde.
Francisco

En cuanto a política argentina, el papa Francisco recibió a las figuras políticas más destacadas del país, tuvo varios encuentros con la presidenta Cristina Fernández, y recibió a sus sucesores Mauricio Macri, Alberto Fernández y Javier Milei.
También solía reunirse con las autoridades de un país durante un viaje apostólico.
El 14 de junio de 2024, el papa participó en la cumbre del G7 en Borgio Egnazia, Italia. Esta fue la primera participación de un papa en la cumbre del G7. Se unió a una sesión sobre inteligencia artificial y tuvo conversaciones con varios líderes mundiales.

### Actuación internacional

#### República Popular China
Francisco adoptó un enfoque más conciliador hacia la República Popular China que cualquier papa anterior. Si bien el Vaticano reconoce a la República de China (Taiwán) en lugar de la República Popular China, llevó a cabo un acuerdo provisional con esta última aprobado por el papa en 2018 destinado a normalizar la situación de los católicos en el lugar, que sumaban aproximadamente 10 millones a partir de 2024. Antes, el gobierno chino reivindicó la autoridad para nombrar obispos, sin la aprobación papal, a través de la Asociación Patriótica Católica China controlada por el Estado, en contravención de la doctrina de la Iglesia de larga data. Según el acuerdo de 2018, el Vaticano consulta con el gobierno chino sobre el nombramiento de obispos y se comprometió a no nombrar a ningún obispo en China sin la aprobación de Beijing; a cambio, el gobierno chino reconoció al Papa como jefe supremo de la Iglesia católica. El acuerdo se ha ido renovando desde entonces por periodos de dos años: se renovó en octubre de 2020, octubre de 2022 y octubre de 2024. Sin embargo, el gobierno chino ha violado repetidamente el acuerdo de 2018 con el Vaticano.

#### Rusia y Ucrania
Tras la invasión rusa de Ucrania de 2022, el papa visitó la embajada de Rusia ante la Santa Sede para mostrarle su «preocupación por la guerra» en lo que se describió como un gesto sin precedentes y llamó al presidente ucraniano Volodímir Zelenski, manifestando su «dolor» mientras el Vaticano trabajaba para encontrar una vía de mediación. A principios de marzo, el papa aseguró que «la Santa Sede está dispuesta hacer todo lo necesario, a ponerse al servicio de esta paz» al tiempo que anunciaba el envío de dos cardenales de alto rango con ayuda a Ucrania. Estos enviados especiales eran el limosnero apostólico, el cardenal Konrad Krajewski, y el cardenal Michael Czerny, que dirige el 'ministerio' que se ocupa de los migrantes, la justicia y la paz en el Vaticano. Esta misión, que constó de varios viajes, fue considerada un movimiento muy inusual de la diplomacia vaticana. El 25 de marzo de 2022, el papa Francisco consagró a Rusia y a Ucrania al Inmaculado Corazón de María (véase la consagración de Rusia).
A lo largo de la guerra, Francisco ha pedido el fin del conflicto armado y ha pedido por la paz en la «martirizada Ucrania» durante todos sus rezos del Ángelus. Inicialmente, evitó críticas específicas a Rusia y al presidente Putin, frustrando a muchos ucranianos, pero en octubre de 2022 Francisco apeló directamente por primera vez a Putin para que detuviera la «espiral de violencia y muerte» en Ucrania. También denunció el bombardeo de ciudades ucranianas por parte de Rusia y el «huracán de violencia» contra los civiles ucranianos y declaró que «ciertamente, el que invade es el Estado ruso. Esto está muy claro».
Las posturas que adoptó el papa Francisco en la guerra se basaron en parte en su esperanza de que el Vaticano pudiera negociar un acuerdo de paz entre Ucrania y Rusia, una posibilidad que los analistas consideraban extremadamente improbable. El papa se enfocó principalmente en cuestiones humanitarias urgentes, incluida la facilitación de intercambios de prisioneros. También expresó su disposición a prestar apoyo a las autoridades ucranianas en sus esfuerzos por repatriar a miles de niños deportados por los rusos de Ucrania. Sin embargo, los esfuerzos de Francisco por posicionar al Vaticano como mediador fracasaron continuamente.

#### Otros papeles
El papa colaboró activamente en la contención de la guerra civil siria, así como la reanudación de las relaciones diplomáticas entre Cuba y Estados Unidos. Funcionarios estadounidenses revelaron que el pontífice y el Vaticano jugaron un «rol clave» en el histórico giro político para acabar con más de medio siglo de enemistad. El papa también ofreció gestos simbólicos a ambos lados del conflicto israelí-palestino. Desde 2015, el Vaticano reconoce oficialmente al Estado de Palestina.

## Controversias

### Actuación durante la dictadura argentina
Las acciones de Jorge Bergoglio durante la dictadura cívico-militar argentina ocurrida entre 1976 y 1983 han sido objeto de controversia. Algunas personas acusaron al entonces provincial jesuita de relación con el secuestro de dos sacerdotes de su orden, Orlando Virgilio Yorio y Francisco Jálics, aun cuando ninguna denuncia fue presentada formalmente. La justicia argentina, por su parte, investigó lo sucedido y rechazó la validez de dichas acusaciones. Por otro lado, diversas personalidades ―incluyendo a los acosados durante la dictadura― han afirmado que Bergoglio ayudó a quienes fueron perseguidos.
En 1986, el escritor y abogado Emilio Mignone publicó su libro Iglesia y dictadura. El papel de la iglesia a la luz de sus relaciones con el régimen militar donde menciona que la actitud de Bergoglio como provincial de la Compañía de Jesús hacia los sacerdotes jesuitas Yorio y Jálics pudo ser interpretada por los militares como una autorización para el secuestro de ambos, que tuvo lugar desde el 23 de mayo de 1976 hasta su reaparición con vida el 24 de octubre del mismo año. Posteriormente, el periodista Horacio Verbitsky sostuvo en su libro El silencio (2005) que Bergoglio pudo colaborar con el secuestro de los dos jesuitas o favorecerlo negándoles protección, presentando en apoyo de su tesis las declaraciones de varias personas.
A favor de dicho argumento se han mostrado también el hermano y algunos de los familiares del secuestrado Yorio, ya fallecido. Jálics, el otro sacerdote secuestrado, afirmó que si bien en un primer momento llegó a pensar que habían sido víctimas de una denuncia, tras varias conversaciones a finales de los años 1990, llegó a la conclusión de que dichas suposiciones eran infundadas. Según él, no fue hasta años después cuando volvió a hablar con Bergoglio sobre su secuestro y sostuvo que está reconciliado con lo sucedido, afirmando que «es falso sostener que nuestro secuestro se produjo a iniciativa del padre Bergoglio».
El entonces cardenal, por su parte, rechazó las acusaciones vertidas en el libro El jesuita, publicado en 2010 por los periodistas Sergio Rubín y Francesca Ambrogetti y afirmó que no se defendió antes «para no hacerle el juego a nadie, no porque tuviese algo que ocultar», añadiendo: «Hice lo que pude con la edad que tenía y las pocas relaciones con las que contaba para abogar por las personas secuestradas [...] Me moví dentro de mis pocas posibilidades y mi escaso peso».
Sobre el caso en el que resultaron víctimas Yorio y Jálics, el Tribunal Oral Federal n.º 5 dictó sentencia el 28 de diciembre de 2011 y en el juicio, Jorge Bergoglio prestó declaración testimonial. Entre otros puntos, la sentencia dictaminó que las gestiones realizadas tanto por los superiores de la orden jesuita como por otras autoridades eclesiásticas persuadieron al régimen imperante de la liberación de los secuestrados. Con respecto al accionar de Bergoglio en ese momento, el exfiscal adjunto del Juicio a las juntas Luis Moreno Ocampo declaró: «Hubo dos curas que fueron secuestrados en la ESMA y él logró rescatarlos. [...] No lo llamamos como testigo (durante el Juicio a las juntas). Nos enteramos durante el juicio de lo que había pasado con los dos curas villeros. Fue otra gente la que contó las gestiones del obispo Bergoglio. Él testimonió después, en el juicio por la ESMA.»
Tras su elección como papa, desde la Santa Sede se afirmó que las acusaciones contra Bergoglio eran parte «de una campaña difamatoria» promovida por una publicación a la que acusaron de anticlerical y «que en ocasiones es calumniosa y difamatoria»; remarcando que «jamás ha habido una acusación creíble» contra Bergoglio y que «hizo mucho para proteger a las personas durante la dictadura». El diario Página/12, en el que publicó sus notas Verbitsky, se dio por aludido afirmando que se trataba de una «desmentida pobre» que «agrede al medio que publicó una información [...] que ningún otro quiso publicar».
Varios referentes de la defensa de los derechos humanos han negado la participación de Bergoglio en dichos asuntos y otras personas han afirmado que, de hecho, ayudó y sacó a mucha gente del país durante la dictadura. Entre ellos, el premio Nobel de la Paz Adolfo Pérez Esquivel quien no consideró que Bergoglio «haya sido cómplice de la dictadura», aunque sostuvo que «le faltó coraje para acompañar nuestra lucha por los derechos humanos en los momentos más difíciles». Señaló asimismo que «Hubo obispos que fueron cómplices de la dictadura, pero Bergoglio no».
También la defensora del pueblo de la ciudad de Buenos Aires Alicia Beatriz Oliveira, quien fue perseguida por la dictadura, afirmó que Bergoglio había advertido a los sacerdotes Jálics y Yorio del peligro que corrían y que ellos no le hicieron caso. La exsenadora Graciela Fernández Meijide ratificó la declaración de Oliveira y afirmó que no le constaba «en absoluto que haya sido cómplice de la dictadura» ya que en todos los años en los que ella perteneció a la Comisión Nacional sobre la Desaparición de Personas y a la Asamblea Permanente por los Derechos Humanos «nadie lo mencionó ni como instigador ni como nada». Apuntó además que parte de las críticas a Bergoglio podrían haberse debido a que este había reprobado las políticas del gobierno argentino a causa de la corrupción y la pobreza.
Además, varias personas señalaron al respecto la ayuda que les brindó Bergoglio para escapar de los represores de la dictadura argentina. En concreto, el sacerdote José Luis Caravias afirmó que Bergoglio le salvó la vida al haberle protegido.
Aldo Duzdevich, político y guerrillero argentino, quien integró Montoneros, cree que Francisco salvo la vida de más de 25 personas en la última dictadura militar argentina. Según los relatos del guerrillero, Francisco tuvo entrevistas con Jorge Rafael Videla y Emilio Eduardo Massera en más de una oportunidad, pidiendo la liberación de los detenidos en la ESMA.
Por su parte, Germán Castelli, uno de los jueces que llevó el caso, recordó que la sentencia judicial del caso ESMA eximió a Bergoglio de cualquier culpabilidad, señalando, según las evidencias, que las acciones del cardenal no tuvieron ninguna implicación jurídica y que las acusaciones contra él eran «totalmente falsas», según sus propias palabras. En el mismo sentido se pronunció el presidente de la Corte Suprema de Justicia de Argentina, Ricardo Lorenzetti, quien afirmó que no hubo absolutamente ninguna imputación concreta hacia el cardenal Bergoglio.
Durante los primeros meses del pontificado de Francisco, el periodista italiano Nello Scavo compendió en la obra titulada La lista de Bergoglio: Los salvados por Francisco durante la dictadura. La historia no contada, el testimonio de un conjunto de perseguidos políticos ―sacerdotes, creyentes laicos y no creyentes, disidentes, intelectuales, sindicalistas y estudiantes perseguidos por los militares― que aseguraron haber sido salvados por Bergoglio durante la última dictadura militar argentina. Nello Scavo concluyó que el entonces joven superior de los jesuitas en la Argentina organizó una especie de «red clandestina» para salvar a los perseguidos, a los cuales ofrecía numerosos consejos sobre cómo burlar la censura, despistar a las fuerzas de seguridad y preparar fugas al exterior. Según la investigación de Nello Scavo, Bergoglio tenía una lista de contactos que usó para ayudar discretamente a los opositores de la Junta militar argentina a huir o esconderse durante la dictadura.
En 2016 el papa Francisco, abrió los archivos del Vaticano y desclasificó los documentos de la época de la dictadura argentina, a los que pudieron acceder las víctimas, los detenidos, sus familiares y los superiores de las víctimas que eran miembros de una orden o congregación religiosa.

### Polémicas con el mundo político
Los conservadores han acusado regularmente al papa Francisco de tener una «relación blanda» con los movimientos populistas de izquierda.

#### Relaciones con el presidente Donald Trump
Desde 2016, el papa Francisco ha tenido desacuerdos con el presidente estadounidense Donald Trump y con algunos críticos que han hecho comparaciones entre ambos. Durante la campaña presidencial de 2016, en alusión la reiterada promesa de Trump de construir un muro en la frontera con México para frenar la inmigración, Francisco declaró que «una persona que sólo piensa en construir muros, de cualquier naturaleza que sean, y no en construir puentes, no es cristiano», sin citar directamente a Trump en su parte del discurso. Trump respondió diciendo que era «vergonzoso para un líder religioso cuestionar la fe de una persona». Federico Lombardi afirmó que el comentario del papa Francisco no había sido «un ataque personal, ni una indicación de por quién votar en las elecciones».
Con motivo de las elecciones presidenciales de Estados Unidos de 2024, el papa dio abiertamente un consejo a los votantes católicos para elegir entre Donald Trump (que quiere deportar a los migrantes) y Kamala Harris (que está a favor del aborto). Mencionó que ambos candidatos están en contra de la vida y alentó a las personas de conciencia a elegir el menor de los dos males. Trump comentó en una entrevista posterior que él mismo se consideraba como la opción menos mala. Con motivo del inicio de su segundo mandato presidencial, el papa Francisco volvió a criticar al presidente Donald Trump por tener planeado en realizar deportaciones masivas de inmigrantes. En febrero de 2025, en una carta dirigida a los obispos estadounidenses, el papa se opuso frontalmente a las medidas radicales de expulsión masiva de migrantes y refugiados, en su mayoría latinoamericanos, que pretende implementar la nueva administración estadounidense. Ante esto, el «zar» fronterizo nombrado por Trump, Tom Homan, invitó a Francisco a «centrarse en la Iglesia católica». En realidad el sumo pontífice también reconoce «el derecho de una nación a defenderse y mantener a sus comunidades a salvo de aquellos que han cometido crímenes violentos o graves mientras están en el país o antes de llegar».

#### Relaciones con la República Popular China
El acuerdo Vaticano-China de 2018 apoyado por el papa Francisco fue criticado por el cardenal Joseph Zen Ze-kiun como un paso hacia la «aniquilación» de la Iglesia católica en China, relegándola a un papel subordinado respecto a las directivas del Estado.

#### Relaciones con Venezuela
En la crisis venezolana, Francisco no ha denunciado abiertamente las acciones de Nicolás Maduro, pese a las reiteradas peticiones de los obispos locales, que se muestran abiertamente en contra del presidente. Los críticos del papa Francisco han avanzado al respecto la hipótesis de las simpatías ideológicas atenuadas del papa hacia Maduro y sus aliados de izquierda, como Evo Morales, aunque el Vaticano en el contexto de la República Bolivariana ha llevado a cabo un continuo trabajo de mediación entre el gobierno y la oposición, que no se detuvo ni siquiera después del estallido de la crisis presidencial venezolana en 2019, en la que la Santa Sede se colocó a la cabeza de la lista de mediadores junto con México y Uruguay.

#### Relaciones con Nicaragua
El gobierno de Daniel Ortega lleva tiempo desarrollando una acción permanente en contra de la Iglesia católica y su jerarquía. El 12 de marzo de 2023, en un comunicado emitido por el Ministerio de Relaciones Exteriores de Nicaragua, el gobierno de Nicaragua tomó medidas para suspender las relaciones diplomáticas con el Vaticano, una decisión tomada luego de tensiones entre Daniel Ortega y el papa Francisco, quien había criticado el régimen del país al compararlo con las dictaduras «comunistas o hitlerianas». También había expresado abiertamente su «tristeza» por la reciente sentencia de prisión del obispo nicaragüense Rolando Álvarez, conocido crítico del Gobierno de Ortega. El 10 de febrero de 2023, Rolando Álvarez fue condenado a más de 26 años de prisión por delitos como difundir noticias falsas, atentando contra el Estado de la República y la sociedad nicaragüense. Asimismo, en diciembre de 2022, el papa había afirmado en una entrevista que la actitud diplomática del Vaticano hacia Nicaragua ha sido desde un principio la de mantener el diálogo con el gobierno de Ortega. Según afirmó el pontífice, el Vaticano «siempre trata de salvar las relaciones diplomáticas y salvar lo que se pueda salvar con la paciencia y el diálogo». Y agregó que «la Santa Sede nunca se va. La echan». Días después del anuncio de la suspensión de relaciones, el Vaticano cerró su sede diplomática en Nicaragua.

### Desacuerdos teológicos
Algunos documentos de Francisco han generado controversia entre los sectores conservadores de la Iglesia. Tal fue el caso de Amoris laetitia, donde se suscitó una polémica en cuanto a si dicha exhortación había modificado la disciplina sacramental de la Iglesia católica en lo que se refiere al acceso a los sacramentos de la Penitencia y de la Eucaristía para los divorciados que se han vuelto a casar civilmente. Cuatro cardenales (Raymond Leo Burke, Carlo Caffarra, Walter Brandmüller y Joachim Meisner) pidieron formalmente a Francisco aclaraciones, presentando cinco «dubia» (dudas), y solicitaron una respuesta de sí o no. Francisco no ha respondido públicamente. La exhortación ha sido implementada de diferentes maneras por varios obispos alrededor del mundo. Otros documentos que han generado controversia han sido el Documento sobre la Fraternidad Humana, Traditionis custodes y Fiducia supplicans.

### Sobre su relación con otras comunidades religiosas
El vaticanista John L. Allen Jr. sostuvo que el papa Francisco enfrentaba un problema en su relación con los judíos debido a su simpatía por la causa palestina; al respecto mencionó que algunos gestos del papa hacia Palestina han irritado a Israel.

### Sobre su respuesta al abuso sexual en la Iglesia
En 2010, el entonces cardenal Bergoglio encargó un estudio que concluyó que el padre Julio César Grassi, un sacerdote condenado por abuso sexual infantil, era inocente, que sus víctimas estaban mintiendo y que el caso en su contra nunca debería haber ido a juicio. Sin embargo, la Corte Suprema de Argentina confirmó la condena y la sentencia de 15 años de prisión contra Grassi en marzo de 2017.
Al principio de su papado, Francisco eligió una sentencia más indulgente para Mauro Inzoli, un sacerdote italiano acusado de abuso sexual infantil. Un tribunal eclesiástico había dictaminado que Inzoli debía ser laicizado (despojado de su condición sacerdotal), y fue despojado de su condición sacerdotal en 2012 por el predecesor de Francisco, Benedicto XVI. Francisco, sin embargo, revirtió esta decisión en 2014; Francisco estuvo de acuerdo con el obispo de Crema en que Inzoli debía seguir siendo sacerdote, pero ser apartado del ministerio público y se le ordenó retirarse a «una vida de oración y humilde discreción». Inzoli fue declarado culpable de abusar sexualmente de niños en un tribunal civil italiano en 2016 y sentenciado a prisión. En declaraciones improvisadas a la Pontificia Comisión para la Protección de Menores en septiembre de 2017, Francisco admitió que manejó mal el caso Inzoli, diciendo que como nuevo papa, «no entendí bien estas cosas y elegí la más benévola de las dos sentencias, pero después de dos años el sacerdote tuvo una recaída. Aprendí de esto». En las mismas declaraciones, dijo que la iglesia «llegó tarde» al lidiar con los casos de abuso sexual.
En 2015, Francisco fue criticado por apoyar al obispo chileno Juan Barros (instalado recientemente en la diócesis de Osorno), quien fue acusado de encubrir casos de abuso sexual de la Iglesia católica en Chile, incluidos crímenes cometidos contra menores. En 2018, Francisco reconoció que había cometido «graves errores» en el juicio sobre Barros, se disculpó con las víctimas y lanzó una investigación del Vaticano que resultó en la renuncia de Barros y otros dos obispos: Gonzalo Duarte y Cristián Caro.
Ciertamente se ha llegado a acusar al papa Francisco de encubrir abusos sexuales a menores dentro de la Iglesia, cosa que ya había pasado con sus predecesores Juan Pablo II y Benedicto XVI.
En febrero de 2019, Francisco expulsó del sacerdocio a Theodore McCarrick, un ex arzobispo de Washington que llegó a ser cardenal y mantuvo una posición prominente en la iglesia durante mucho tiempo. El proceso contra McCarrick empezó en junio de 2018 cuando fue retirado del ministerio público debido a acusaciones creíbles de abuso sexual. McCarrick renunció al cardenalato un mes después y se convirtió en el funcionario eclesiástico de mayor jerarquía en los tiempos modernos en ser secularizado por mala conducta sexual. El caso adquirió relevancia en los medios cuando uno de los principales críticos conservadores del papa Francisco, el arzobispo italiano Carlo Maria Viganò, publicó una carta en agosto de 2018 en la que acusaba al papa de encubrir el caso. En la misiva, Viganò pedía la renuncia del papa afirmando que sabía que McCarrick tenía sanciones impuestas por Benedicto XVI y decidió revocarlas. La carta causó controversia, pero fue en gran medida criticada por los medios. El papa Francisco decidió no hablar sobre este asunto, lo que también causó controversia.
La Pontificia Comisión para la Protección de Menores también ha recibido críticas por su funcionamiento. Otro caso que ha generado polémica de gran magnitud por el manejo del Vaticano fue el del sacerdote y artista esloveno Marko Rupnik.

## Imagen pública

Vestimenta que solía llevar el papa Francisco.

Los medios de comunicación a menudo retrataron al papa Francisco como un progresista y/o liberal, con valores moderados, y como tal, la percepción de sus obras papales está sujeta a visiones completamente diferentes.
Algunos aspectos importantes de la imagen pública de Francisco incluyen «su reconocible humanidad» y gestos de humildad, así como sus esfuerzos por preservar su autonomía en medio de la burocracia de la Curia romana. Era un usuario frecuente de teléfonos fijos; según se informa, nunca tuvo una computadora o un teléfono móvil.
En diciembre de 2013, la revista Time eligió a Francisco como «persona del año» 2013. La revista Rolling Stone siguió en enero de 2014 al convertirlo en su portada destacada. En 2018, la revista Forbes lo colocó en el sexto lugar en su lista de las personas más poderosas del mundo.
Tras un año de pontificado, Francisco estuvo entre los 278 posibles candidatos para el Premio Nobel de la Paz de 2014, finalmente otorgado a Kailash Satyarthi y Malala Yousafzai.
Francisco mantuvo la cuenta de @Pontifex en Twitter usada por primera vez por Benedicto XVI, y estuvo activo en ella. En 2016, Francisco se convirtió en el primer papa en crear una cuenta de Instagram. Rompió récords después de haber ganado más de un millón de seguidores en menos de 12 horas desde que la cuenta estuvo activa.
En términos de popularidad, el papa Francisco gozó de una notable popularidad en varios países de América, aunque su imagen había caído en los últimos años. En Italia, el papa Francisco se consolidó como la figura pública que más confianza generaba, con un 76% de personas que manifestaron confianza en su liderazgo, mientras que la Iglesia católica para entonces solo contaba con un 45% de confianza.
El 28 de abril de 2024 visitó el Pabellón de la Santa Sede en la 60.ª Exposición Internacional de Arte, la primera vez que un pontífice estuvo en la Bienal de Venecia.
El 14 de enero de 2025 se publicó el libro Esperanza. La autobiografía, autobiografía del papa Francisco, presentado por su editor en lengua inglesa, Random House, como una «publicación histórica» y «las primeras memorias publicadas por un papa en funciones». Francisco no fue el primer papa que comparte la historia de su vida, ya que Benedicto XVI escribió una autobiografía que se publicó en 1997, cuando todavía era cardenal.

## Escritos

### Antes del pontificado

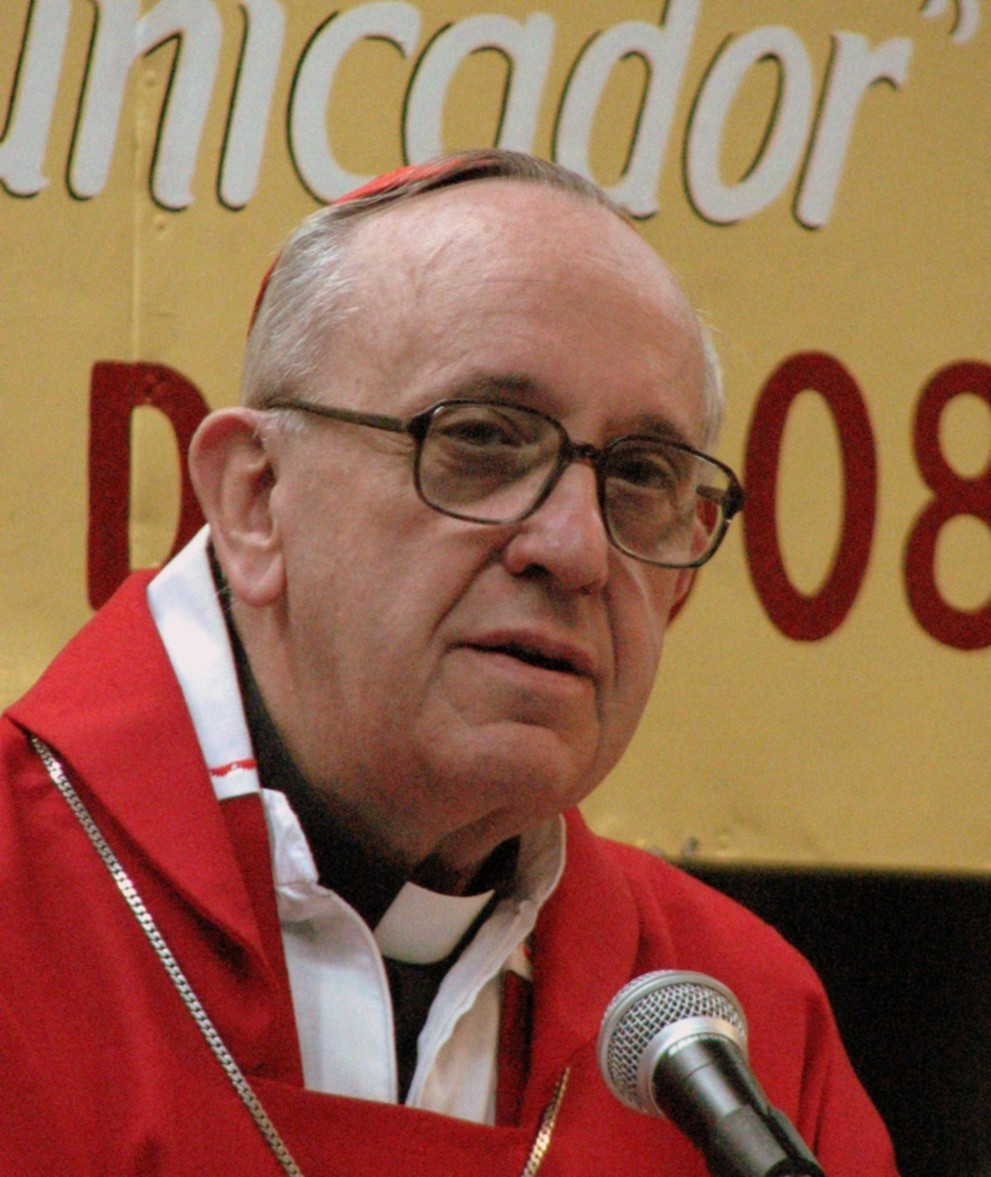
Jorge M. Bergoglio, arzobispo de Buenos Aires, brindando conferencia en la XX Exposición del Libro Católico, el 14 de septiembre de 2008.

- 1982: Jorge Bergoglio, Meditaciones para religiosos, San Miguel, Diego Torres.
- 1987: Jorge Bergoglio, Reflexiones sobre la vida apostólica, San Miguel, Diego Torres.
- 1992: Jorge Bergoglio, Reflexiones de esperanza, Buenos Aires, Universidad del Salvador.
- 1998: Jorge Bergoglio (coord.), Diálogos entre Juan Pablo II y Fidel Castro, Buenos Aires, Ciudad Argentina
- 2003: Jorge Bergoglio, Educar: exigencia y pasión, Buenos Aires, Claretiana.
- 2004: Jorge Bergoglio, Ponerse la patria al hombro, Buenos Aires, Claretiana.
- 2005: Jorge Bergoglio, La nación por construir, Buenos Aires, Claretiana.
- 2006: Jorge Bergoglio, Corrupción y pecado, Buenos Aires, Claretiana.
- 2006: Jorge Bergoglio, Sobre la acusación de sí mismo, Buenos Aires, Claretiana.
- 2007: Jorge Bergoglio, El verdadero poder es el servicio, Buenos Aires, Claretiana.
- 2010: Jorge Bergoglio y Abraham Skorka, Sobre el cielo y la tierra, Buenos Aires, Editorial Sudamericana / Random House Mondadori.
- 2012: Jorge Bergoglio, Mente abierta, corazón creyente, Buenos Aires, Claretiana.

### Durante su pontificado
- 2013: Carta encíclica Lumen fidei (La luz de la fe).[559][560]
- 2013: Motu proprio «Sobre la competencia de las autoridades judiciales de la Ciudad del Vaticano en materia penal».[214]
- 2013: Motu proprio «Sobre la prevención y el contraste de las actividades de blanqueo, la financiación del terrorismo y la proliferación de armas de destrucción masiva».[215]
- 2013: Exhortación apostólica Evangelii gaudium (La alegría del evangelio).
- 2015: Carta encíclica Laudato si’ sobre el cuidado del medio ambiente y el cambio climático.[561]
- 2016: El libro El nombre de Dios es Misericordia es una entrevista con el periodista Andrea Tornielli, acerca de la experiencia de la misericordia en la Iglesia. Fue presentado por Roberto Benigni en el Instituto Patrístico Augustinianum.[562]
- 2016: Exhortación apostólica post-sinodal Amoris laetitia (La alegría del amor. Sobre el amor en la familia).
- 2016: Constitución apostólica Vultum Dei quaerere (La búsqueda del rostro de Dios. Sobre la vida contemplativa femenina).
- 2018: Exhortación apostólica Gaudete et exsultate (Alegraos y regocijaos. Sobre el llamado a la santidad en el mundo actual).
- 2019: Exhortación apostólica post-sinodal Christus vivit (Cristo vive. Los jóvenes, la fe y el discernimiento vocacional).
- 2019: Motu proprio Vos estis lux mundi.[216]
- 2020: Exhortación apostólica post-sinodal Querida Amazonia.
- 2020: Carta encíclica Fratelli tutti (Hermanos todos, sobre la fraternidad y la amistad social).
- 2022: Constitución apostólica Praedicate evangelium.
- 2022: El libro De los pobres al Papa, del Papa al mundo, que contiene las respuestas del Papa a preguntas realizadas por personas que viven en la calle, en riesgo de exclusión y en situaciones de extrema desigualdad de todo el mundo, llevado a cabo por la Asociación Lázaro.[563]
- 2023: Exhortación apostólica Laudate Deum.
- 2023: Exhortación apostólica C’est la confiance sobre la confianza del amor misericordioso de Dios.[564]
- 2024: El libro Vida: Mi historia a través de la historia, autobiografía del papa.
- 2024: Carta encíclica Dilexit nos (Nos amó, sobre la devoción al Sagrado Corazón de Jesús).
- 2025: El libro Esperanza. La autobiografía, autobiografía del papa.

## En la cultura popular

### Documentales
- El papa de las Américas (Discovery, 2013).
- El papa del fin del mundo (The History Channel, 2013).
- Francisco, un papa entre la gente (Rome Reports, 2015).
- El Papa Francisco visto por sí mismo (Rome Reports, 2016).[565]
- ¡Sorpresa! El Papa llama a la puerta (Rome Reports, 2023).[566]
- Amén. Francisco responde (Disney+, 2023).[567][568]

### Largometrajes
- Historia de un Cura (2014). Película basada en la vida del cardenal Jorge Bergoglio desde su juventud hasta su llegada a Roma para el cónclave; dirigida por Alejandro Agresti.[569]
- Francisco: El padre Jorge (2015). Película que narra la vida del papa desde su juventud hasta el cónclave en el que fue elegido desde la perspectiva de una periodista; dirigida por Beda Docampo Feijóo.[570][571]
- Chiamatemi Francesco (2015). Película que se centra en la personalidad del papa y su participación en los eventos de la historia argentina, hasta su elección en el cónclave como autoridad máxima de la Iglesia; dirigida por Daniele Luchetti.[572]
- El papa rebelde (2016). Película de TV; dirigida por Patrick Reams
- El Papa Francisco: un hombre de palabra (2018). Película documental producida, coescrita y dirigida por Wim Wenders. Está basada en la vida del papa Francisco, mostrando sus puntos de vista sobre los diferentes temas y cómo los ha afrontado desde su pontificado.
- The Two Popes (2019). Película que se centra en encuentros imaginarios entre Benedicto XVI y el entonces cardenal Bergoglio, poco antes de la renuncia del primero; producida por Netflix y dirigida por Fernando Meirelles.[573]
- Francesco (2020). Película documental dirigida por Evgeny Afineevsky.[574]
- La Carta: un mensaje para nuestra tierra (2022). Película que cuenta la historia de la encíclica Laudato Si' del papa. Se estrenó en YouTube y está dirigida por Nicolas Brown y producida por Off The Fence en colaboración con el Movimiento Laudato Si', una organización católica global sobre cambio climático.[575]

### Prensa gráfica
- Il mio papa (2014). Revista italiana dedicada a Francisco sobre la actualidad pontificia, propiedad del ex primer ministro Silvio Berlusconi.[576]

### Series
- Francisco, El Jesuita (2015). Miniserie basada en parte en el libro El jesuita de Sergio Rubin y Francesca Ambrogetti, dirigida por Matías Gueilburt.
- Llámame Francisco (2016). Miniserie basada en la película Chiamatemi Francesco.[577]

### Álbum de música
- Wake Up! Music Album with His Words and Prayers (2015). Lanzado por el sello Believe Digital; contiene discursos de Francisco y música de acompañamiento, incluida música rock.

## Distinciones y condecoraciones

### Condecoraciones vaticanas
- Soberano Gran Maestre de la Suprema Orden de Cristo ( Santa Sede, 13 de marzo de 2013).
- Soberano Gran Maestre de la Orden de la Espuela de Oro ( Santa Sede, 13 de marzo de 2013).
- Soberano Gran Maestre de la Orden de Pío IX ( Santa Sede, 13 de marzo de 2013).
- Soberano Gran Maestre de la Pontificia Orden Ecuestre de San Gregorio Magno ( Santa Sede, 13 de marzo de 2013).
- Soberano Gran Maestre de la Orden Ecuestre de San Silvestre Papa y Mártir ( Santa Sede, 13 de marzo de 2013).

### Condecoraciones extranjeras
- Caballero Gran Collar de la Orden del Cóndor de los Andes ( Bolivia, 9 de julio de 2015).[578]
- Orden al Mérito Luis Espinal Camps ( Bolivia, 9 de julio de 2015).[578]
- Caballero de la Orden de la Sonrisa ( Polonia, 26 de abril de 2016).[579]
- Medalla Presidencial de la Libertad con Distinción ( Estados Unidos, 11 de enero de 2025).[580]

### Premios
- Premio Carlomagno 2016 (Aquisgrán, Alemania 6 de mayo de 2016).[581]

## Ancestros
| \| \| \| \| \| \| \| \| \| \| \| \| \| \| \| \| \| \| \| \| 16. José Bergoglio \| \| \| \| \| \| \| \| \| \| \| \| \| \| \| \| \| \| \| \| \| \| \| \| \| \| \| \| \| \| \| \| \| \| \| \| \| \| \| \| \| \| \| \| \| \| \| \| \| \| \| \| \| \| 8. Francisco Bergoglio \| \| \| \| \| \| \| \| \| \| \| \| \| \| \| \| \| \| \| \| \| \| \| \| \| \| \| \| \| \| \| \| \| \| \| \| \| \| \| \| \| \| \| \| \| \| \| \| \| \| \| \| \| \| 17. María Giacchino \| \| \| \| \| \| \| \| \| \| \| \| \| \| \| \| \| \| \| \| \| \| \| \| \| \| \| \| \| \| \| \| \| \| \| \| \| \| \| \| \| \| \| \| \| \| \| \| \| \| \| \| \| \| 4. Juan Ángel Bergoglio \| \| \| \| \| \| \| \| \| \| \| \| \| \| \| \| \| \| \| \| \| \| \| \| \| \| \| \| \| \| \| \| \| \| \| \| \| \| \| \| \| \| \| \| \| \| \| \| \| \| \| \| \| \| 18. N. Bugnano \| \| \| \| \| \| \| \| \| \| \| \| \| \| \| \| \| \| \| \| \| \| \| \| \| \| \| \| \| \| \| \| \| \| \| \| \| \| \| \| \| \| \| \| \| \| \| \| \| \| \| \| \| \| 9. María Teresa Bugnano \| \| \| \| \| \| \| \| \| \| \| \| \| \| \| \| \| \| \| \| \| \| \| \| \| \| \| \| \| \| \| \| \| \| \| \| \| \| \| \| \| \| \| \| \| \| \| \| \| \| \| \| \| \| 19. N. N. \| \| \| \| \| \| \| \| \| \| \| \| \| \| \| \| \| \| \| \| \| \| \| \| \| \| \| \| \| \| \| \| \| \| \| \| \| \| \| \| \| \| \| \| \| \| \| \| \| \| \| \| \| \| 2. Mario José Bergoglio \| \| \| \| \| \| \| \| \| \| \| \| \| \| \| \| \| \| \| \| \| \| \| \| \| \| \| \| \| \| \| \| \| \| \| \| \| \| \| \| \| \| \| \| \| \| \| \| \| \| \| \| \| \| 20. César Vasallo \| \| \| \| \| \| \| \| \| \| \| \| \| \| \| \| \| \| \| \| \| \| \| \| \| \| \| \| \| \| \| \| \| \| \| \| \| \| \| \| \| \| \| \| \| \| \| \| \| \| \| \| \| \| 10. Pedro Vasallo \| \| \| \| \| \| \| \| \| \| \| \| \| \| \| \| \| \| \| \| \| \| \| \| \| \| \| \| \| \| \| \| \| \| \| \| \| \| \| \| \| \| \| \| \| \| \| \| \| \| \| \| \| \| 21. María Sugliano \| \| \| \| \| \| \| \| \| \| \| \| \| \| \| \| \| \| \| \| \| \| \| \| \| \| \| \| \| \| \| \| \| \| \| \| \| \| \| \| \| \| \| \| \| \| \| \| \| \| \| \| \| \| 5. Rosa Margarita Vasallo \| \| \| \| \| \| \| \| \| \| \| \| \| \| \| \| \| \| \| \| \| \| \| \| \| \| \| \| \| \| \| \| \| \| \| \| \| \| \| \| \| \| \| \| \| \| \| \| \| \| \| \| \| \| 22. José Crema \| \| \| \| \| \| \| \| \| \| \| \| \| \| \| \| \| \| \| \| \| \| \| \| \| \| \| \| \| \| \| \| \| \| \| \| \| \| \| \| \| \| \| \| \| \| \| \| \| \| \| \| \| \| 11. Ángela Crema \| \| \| \| \| \| \| \| \| \| \| \| \| \| \| \| \| \| \| \| \| \| \| \| \| \| \| \| \| \| \| \| \| \| \| \| \| \| \| \| \| \| \| \| \| \| \| \| \| \| \| \| \| \| 23. Ángela María Marchisio \| \| \| \| \| \| \| \| \| \| \| \| \| \| \| \| \| \| \| \| \| \| \| \| \| \| \| \| \| \| \| \| \| \| \| \| \| \| \| \| \| \| \| \| \| \| \| \| \| \| \| \| \| \| 1. Jorge Mario Bergoglio \| \| \| \| \| \| \| \| \| \| \| \| \| \| \| \| \| \| \| \| \| \| \| \| \| \| \| \| \| \| \| \| \| \| \| \| \| \| \| \| \| \| \| \| \| \| \| \| \| \| \| \| \| \| 24. Antonio Sívori \| \| \| \| \| \| \| \| \| \| \| \| \| \| \| \| \| \| \| \| \| \| \| \| \| \| \| \| \| \| \| \| \| \| \| \| \| \| \| \| \| \| \| \| \| \| \| \| \| \| \| \| \| \| 12. Vicente Jerónimo Sívori \| \| \| \| \| \| \| \| \| \| \| \| \| \| \| \| \| \| \| \| \| \| \| \| \| \| \| \| \| \| \| \| \| \| \| \| \| \| \| \| \| \| \| \| \| \| \| \| \| \| \| \| \| \| 25. Catalina Daneri \| \| \| \| \| \| \| \| \| \| \| \| \| \| \| \| \| \| \| \| \| \| \| \| \| \| \| \| \| \| \| \| \| \| \| \| \| \| \| \| \| \| \| \| \| \| \| \| \| \| \| \| \| \| 6. Francisco Sívori \| \| \| \| \| \| \| \| \| \| \| \| \| \| \| \| \| \| \| \| \| \| \| \| \| \| \| \| \| \| \| \| \| \| \| \| \| \| \| \| \| \| \| \| \| \| \| \| \| \| \| \| \| \| 26. José Sturla \| \| \| \| \| \| \| \| \| \| \| \| \| \| \| \| \| \| \| \| \| \| \| \| \| \| \| \| \| \| \| \| \| \| \| \| \| \| \| \| \| \| \| \| \| \| \| \| \| \| \| \| \| \| 13. Catalina Sturla \| \| \| \| \| \| \| \| \| \| \| \| \| \| \| \| \| \| \| \| \| \| \| \| \| \| \| \| \| \| \| \| \| \| \| \| \| \| \| \| \| \| \| \| \| \| \| \| \| \| \| \| \| \| 27. Magdalena Pinasco \| \| \| \| \| \| \| \| \| \| \| \| \| \| \| \| \| \| \| \| \| \| \| \| \| \| \| \| \| \| \| \| \| \| \| \| \| \| \| \| \| \| \| \| \| \| \| \| \| \| \| \| \| \| 3. Regina María Sívori \| \| \| \| \| \| \| \| \| \| \| \| \| \| \| \| \| \| \| \| \| \| \| \| \| \| \| \| \| \| \| \| \| \| \| \| \| \| \| \| \| \| \| \| \| \| \| \| \| \| \| \| \| \| 28. Jaime Gogna \| \| \| \| \| \| \| \| \| \| \| \| \| \| \| \| \| \| \| \| \| \| \| \| \| \| \| \| \| \| \| \| \| \| \| \| \| \| \| \| \| \| \| \| \| \| \| \| \| \| \| \| \| \| 14. Pedro Juan Gogna \| \| \| \| \| \| \| \| \| \| \| \| \| \| \| \| \| \| \| \| \| \| \| \| \| \| \| \| \| \| \| \| \| \| \| \| \| \| \| \| \| \| \| \| \| \| \| \| \| \| \| \| \| \| 29. N. N. \| \| \| \| \| \| \| \| \| \| \| \| \| \| \| \| \| \| \| \| \| \| \| \| \| \| \| \| \| \| \| \| \| \| \| \| \| \| \| \| \| \| \| \| \| \| \| \| \| \| \| \| \| \| 7. María Gogna \| \| \| \| \| \| \| \| \| \| \| \| \| \| \| \| \| \| \| \| \| \| \| \| \| \| \| \| \| \| \| \| \| \| \| \| \| \| \| \| \| \| \| \| \| \| \| \| \| \| \| \| \| \| 30. Juan Demergazzo \| \| \| \| \| \| \| \| \| \| \| \| \| \| \| \| \| \| \| \| \| \| \| \| \| \| \| \| \| \| \| \| \| \| \| \| \| \| \| \| \| \| \| \| \| \| \| \| \| \| \| \| \| \| 15. Regina Demergazzo \| \| \| \| \| \| \| \| \| \| \| \| \| \| \| \| \| \| \| \| \| \| \| \| \| \| \| \| \| \| \| \| \| \| \| \| \| \| \| \| \| \| \| \| \| \| \| \| \| \| \| \| \| \| 31. María N. \| \| \| \| \| \| \| \| \| \| \| \| \| \| \| \| \| \| \| \| \| \| \| \| \| \| \| \| \| \| \| \| \| \| \| \| \| \| \| \| \| \| \| \| \| \| \| \| \| \| \| \| Fuente: |                             |  |  |  |  |  |  |  |  |  |  |  |  |  |  |  |
| |                             |  |  |  |  |  |  |  |  |  |  |  |  |  |  |  |
| | 16. José Bergoglio          |  |  |  |  |  |  |  |  |  |  |  |  |  |  |  |
| |                             |  |  |  |  |  |  |  |  |  |  |  |  |  |  |  |
| |                             |  |  |  |  |  |  |  |  |  |  |  |  |  |  |  |
| | 8. Francisco Bergoglio      |  |  |  |  |  |  |  |  |  |  |  |  |  |  |  |
| |                             |  |  |  |  |  |  |  |  |  |  |  |  |  |  |  |
| |                             |  |  |  |  |  |  |  |  |  |  |  |  |  |  |  |
| | 17. María Giacchino         |  |  |  |  |  |  |  |  |  |  |  |  |  |  |  |
| |                             |  |  |  |  |  |  |  |  |  |  |  |  |  |  |  |
| |                             |  |  |  |  |  |  |  |  |  |  |  |  |  |  |  |
| | 4. Juan Ángel Bergoglio     |  |  |  |  |  |  |  |  |  |  |  |  |  |  |  |
| |                             |  |  |  |  |  |  |  |  |  |  |  |  |  |  |  |
| |                             |  |  |  |  |  |  |  |  |  |  |  |  |  |  |  |
| | 18. N. Bugnano              |  |  |  |  |  |  |  |  |  |  |  |  |  |  |  |
| |                             |  |  |  |  |  |  |  |  |  |  |  |  |  |  |  |
| |                             |  |  |  |  |  |  |  |  |  |  |  |  |  |  |  |
| | 9. María Teresa Bugnano     |  |  |  |  |  |  |  |  |  |  |  |  |  |  |  |
| |                             |  |  |  |  |  |  |  |  |  |  |  |  |  |  |  |
| |                             |  |  |  |  |  |  |  |  |  |  |  |  |  |  |  |
| | 19. N. N.                   |  |  |  |  |  |  |  |  |  |  |  |  |  |  |  |
| |                             |  |  |  |  |  |  |  |  |  |  |  |  |  |  |  |
| |                             |  |  |  |  |  |  |  |  |  |  |  |  |  |  |  |
| | 2. Mario José Bergoglio     |  |  |  |  |  |  |  |  |  |  |  |  |  |  |  |
| |                             |  |  |  |  |  |  |  |  |  |  |  |  |  |  |  |
| |                             |  |  |  |  |  |  |  |  |  |  |  |  |  |  |  |
| | 20. César Vasallo           |  |  |  |  |  |  |  |  |  |  |  |  |  |  |  |
| |                             |  |  |  |  |  |  |  |  |  |  |  |  |  |  |  |
| |                             |  |  |  |  |  |  |  |  |  |  |  |  |  |  |  |
| | 10. Pedro Vasallo           |  |  |  |  |  |  |  |  |  |  |  |  |  |  |  |
| |                             |  |  |  |  |  |  |  |  |  |  |  |  |  |  |  |
| |                             |  |  |  |  |  |  |  |  |  |  |  |  |  |  |  |
| | 21. María Sugliano          |  |  |  |  |  |  |  |  |  |  |  |  |  |  |  |
| |                             |  |  |  |  |  |  |  |  |  |  |  |  |  |  |  |
| |                             |  |  |  |  |  |  |  |  |  |  |  |  |  |  |  |
| | 5. Rosa Margarita Vasallo   |  |  |  |  |  |  |  |  |  |  |  |  |  |  |  |
| |                             |  |  |  |  |  |  |  |  |  |  |  |  |  |  |  |
| |                             |  |  |  |  |  |  |  |  |  |  |  |  |  |  |  |
| | 22. José Crema              |  |  |  |  |  |  |  |  |  |  |  |  |  |  |  |
| |                             |  |  |  |  |  |  |  |  |  |  |  |  |  |  |  |
| |                             |  |  |  |  |  |  |  |  |  |  |  |  |  |  |  |
| | 11. Ángela Crema            |  |  |  |  |  |  |  |  |  |  |  |  |  |  |  |
| |                             |  |  |  |  |  |  |  |  |  |  |  |  |  |  |  |
| |                             |  |  |  |  |  |  |  |  |  |  |  |  |  |  |  |
| | 23. Ángela María Marchisio  |  |  |  |  |  |  |  |  |  |  |  |  |  |  |  |
| |                             |  |  |  |  |  |  |  |  |  |  |  |  |  |  |  |
| |                             |  |  |  |  |  |  |  |  |  |  |  |  |  |  |  |
| | 1. Jorge Mario Bergoglio    |  |  |  |  |  |  |  |  |  |  |  |  |  |  |  |
| |                             |  |  |  |  |  |  |  |  |  |  |  |  |  |  |  |
| |                             |  |  |  |  |  |  |  |  |  |  |  |  |  |  |  |
| | 24. Antonio Sívori          |  |  |  |  |  |  |  |  |  |  |  |  |  |  |  |
| |                             |  |  |  |  |  |  |  |  |  |  |  |  |  |  |  |
| |                             |  |  |  |  |  |  |  |  |  |  |  |  |  |  |  |
| | 12. Vicente Jerónimo Sívori |  |  |  |  |  |  |  |  |  |  |  |  |  |  |  |
| |                             |  |  |  |  |  |  |  |  |  |  |  |  |  |  |  |
| |                             |  |  |  |  |  |  |  |  |  |  |  |  |  |  |  |
| | 25. Catalina Daneri         |  |  |  |  |  |  |  |  |  |  |  |  |  |  |  |
| |                             |  |  |  |  |  |  |  |  |  |  |  |  |  |  |  |
| |                             |  |  |  |  |  |  |  |  |  |  |  |  |  |  |  |
| | 6. Francisco Sívori         |  |  |  |  |  |  |  |  |  |  |  |  |  |  |  |
| |                             |  |  |  |  |  |  |  |  |  |  |  |  |  |  |  |
| |                             |  |  |  |  |  |  |  |  |  |  |  |  |  |  |  |
| | 26. José Sturla             |  |  |  |  |  |  |  |  |  |  |  |  |  |  |  |
| |                             |  |  |  |  |  |  |  |  |  |  |  |  |  |  |  |
| |                             |  |  |  |  |  |  |  |  |  |  |  |  |  |  |  |
| | 13. Catalina Sturla         |  |  |  |  |  |  |  |  |  |  |  |  |  |  |  |
| |                             |  |  |  |  |  |  |  |  |  |  |  |  |  |  |  |
| |                             |  |  |  |  |  |  |  |  |  |  |  |  |  |  |  |
| | 27. Magdalena Pinasco       |  |  |  |  |  |  |  |  |  |  |  |  |  |  |  |
| |                             |  |  |  |  |  |  |  |  |  |  |  |  |  |  |  |
| |                             |  |  |  |  |  |  |  |  |  |  |  |  |  |  |  |
| | 3. Regina María Sívori      |  |  |  |  |  |  |  |  |  |  |  |  |  |  |  |
| |                             |  |  |  |  |  |  |  |  |  |  |  |  |  |  |  |
| |                             |  |  |  |  |  |  |  |  |  |  |  |  |  |  |  |
| | 28. Jaime Gogna             |  |  |  |  |  |  |  |  |  |  |  |  |  |  |  |
| |                             |  |  |  |  |  |  |  |  |  |  |  |  |  |  |  |
| |                             |  |  |  |  |  |  |  |  |  |  |  |  |  |  |  |
| | 14. Pedro Juan Gogna        |  |  |  |  |  |  |  |  |  |  |  |  |  |  |  |
| |                             |  |  |  |  |  |  |  |  |  |  |  |  |  |  |  |
| |                             |  |  |  |  |  |  |  |  |  |  |  |  |  |  |  |
| | 29. N. N.                   |  |  |  |  |  |  |  |  |  |  |  |  |  |  |  |
| |                             |  |  |  |  |  |  |  |  |  |  |  |  |  |  |  |
| |                             |  |  |  |  |  |  |  |  |  |  |  |  |  |  |  |
| | 7. María Gogna              |  |  |  |  |  |  |  |  |  |  |  |  |  |  |  |
| |                             |  |  |  |  |  |  |  |  |  |  |  |  |  |  |  |
| |                             |  |  |  |  |  |  |  |  |  |  |  |  |  |  |  |
| | 30. Juan Demergazzo         |  |  |  |  |  |  |  |  |  |  |  |  |  |  |  |
| |                             |  |  |  |  |  |  |  |  |  |  |  |  |  |  |  |
| |                             |  |  |  |  |  |  |  |  |  |  |  |  |  |  |  |
| | 15. Regina Demergazzo       |  |  |  |  |  |  |  |  |  |  |  |  |  |  |  |
| |                             |  |  |  |  |  |  |  |  |  |  |  |  |  |  |  |
| |                             |  |  |  |  |  |  |  |  |  |  |  |  |  |  |  |
| | 31. María N.                |  |  |  |  |  |  |  |  |  |  |  |  |  |  |  |
| |                             |  |  |  |  |  |  |  |  |  |  |  |  |  |  |  |
| |                             |  |  |  |  |  |  |  |  |  |  |  |  |  |  |  |